# Plans de Paris
Cet article recense les plans de Paris, en France.

## Liste de plans de Paris

### Plans viaires de la ville

#### Paris jusqu'auXIIIesiècle
- 58 av. J.-C. à 395 : Lutèce ou premier plan de la ville de Paris tiré de César, de Strabon, de l'Empereur Julien et d'Ammien Marcellin
- 58 av. J.-C. à 395 : Lutèce ou premier plan de la ville de Paris tiré de Jules César|César, de Strabon, de l'Empereur Julien et d'Ammien Marcellin, en couleur
- 350 à 1150 : Lutèce conquise par les François sur les Romains ou second plan de la ville de Paris : tiré du Misopogon de l'Empereur Julien, d'Ammien Marcellin, de Grégoire de Tours, de l'Abbé Suger
- 1137 à 1180 : Troisième plan de la ville de Paris, sous le règne de Louis Louis VII le Jeune  par Nicolas de Delamare (1639-1723)
- 1180 à 1223 : Quatrième Plan de La Ville de Paris par Nicolas de Fer
- 1180 à 1223 : Quatrième plan de la Ville de Paris, sous le règne de Philippe Auguste par Nicolas de Delamare (1639-1723)

Paris en 1223 (Nicolas de La Mare)

#### Paris auXIVesiècle
- 1367 à 1383 : Nicolas de Delamare (1639-1723) : Cinquième plan de la ville de Paris, son accroissement, et sa quatrième clôture commencée sous Charles V l'an 1367 et finie sous Charles VI l'an 1383

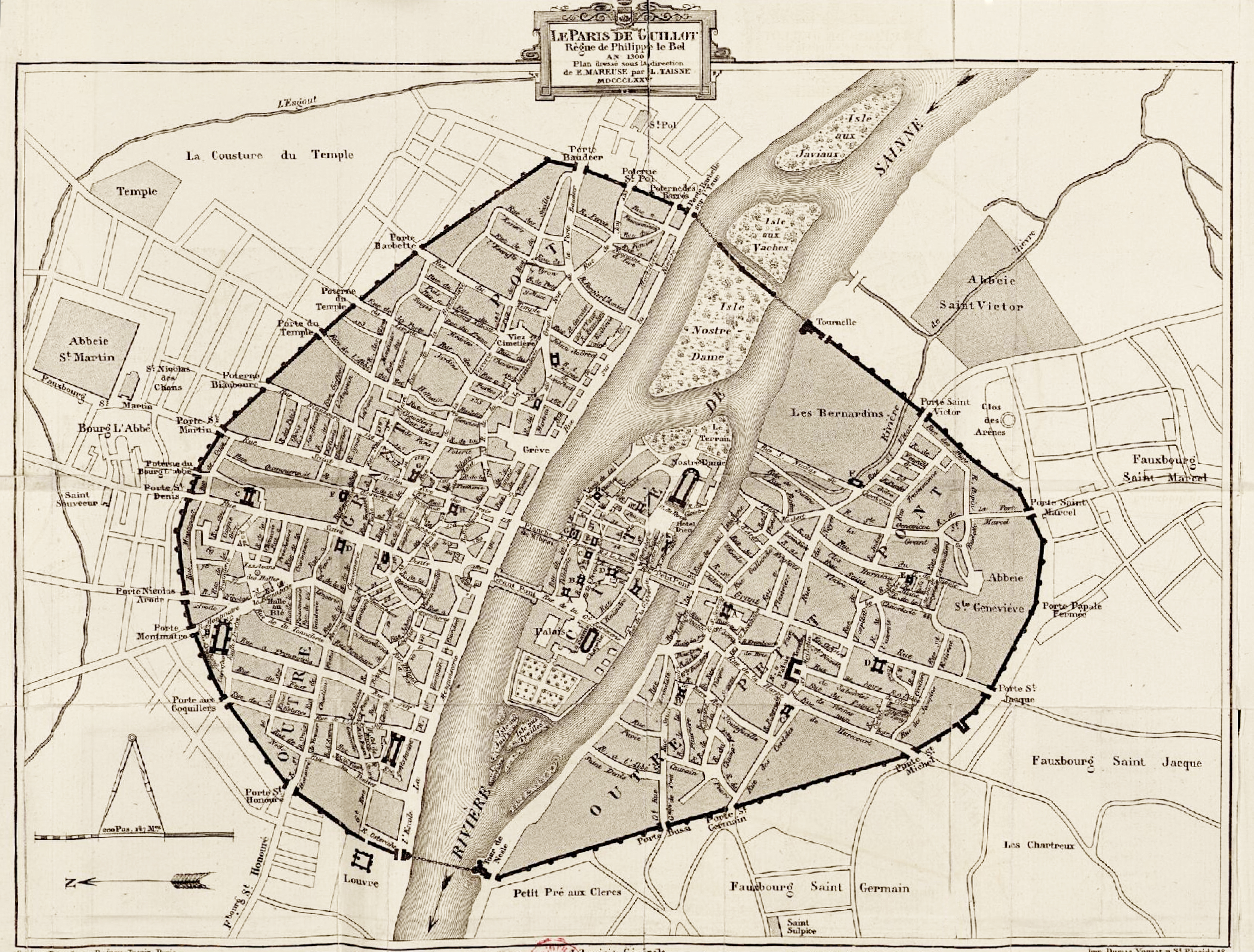
Plan du Le Dit des rues de Paris vers 1300
Paris en 1380 (Henri Legrand, 1868[1])
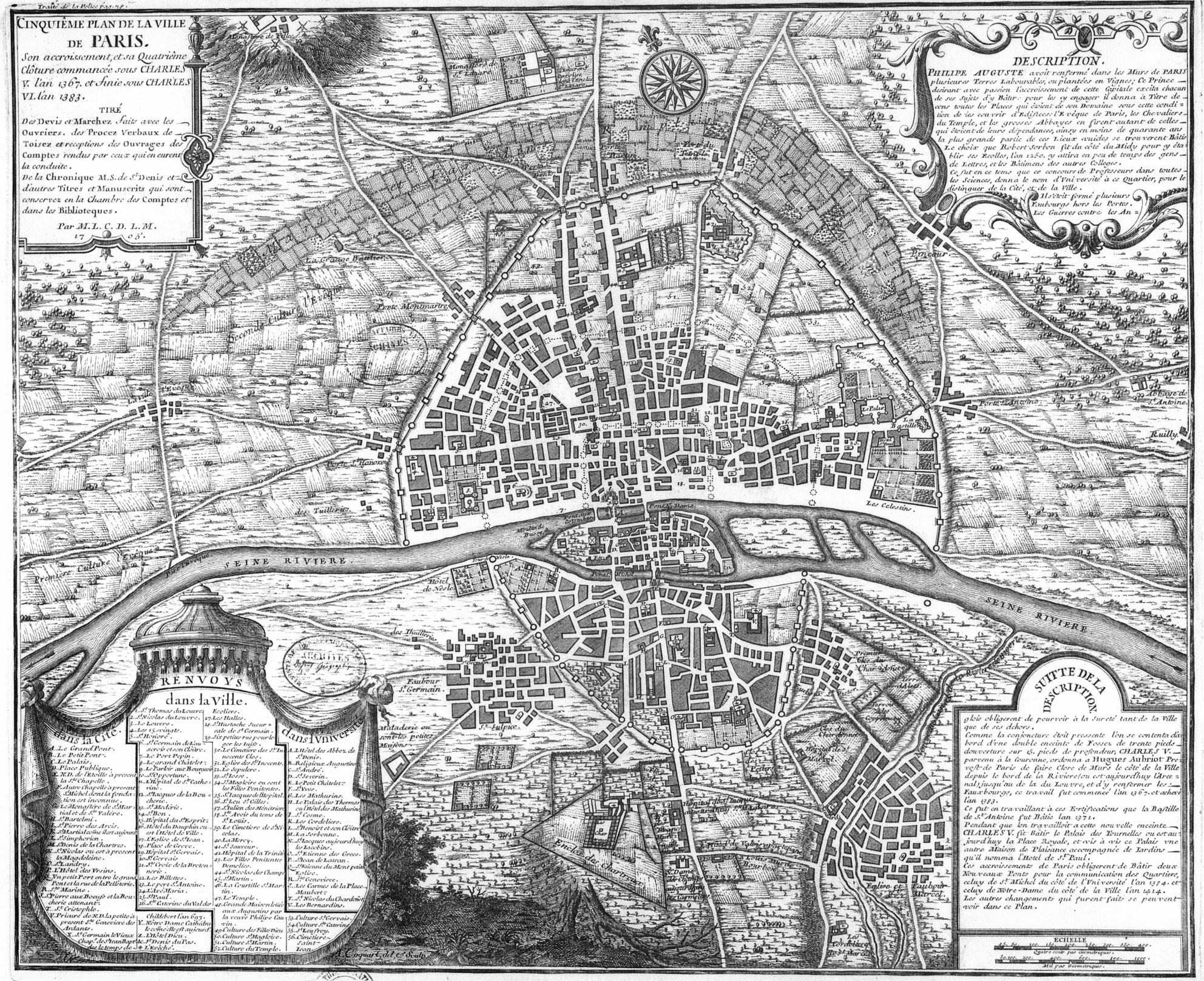
Paris en 1383 (Nicolas de La Mare)

#### Paris auXVesiècle
- 1422-1461 : Plan de Paris dressé par Aristide Michel Perrot (1793-1879) pour servir à la lecture de l'Histoire des ducs de Bourgogne par Prosper Brugière baron de de Barante (1782-1866)
- 1422 à 1589 : Nicolas de Delamare (1639-1723) : Sixième plan de la ville de Paris, depuis le commencement du règne de Charles VII l'an 1422, jusqu'à la fin du règne d'Henry III l'an 1589

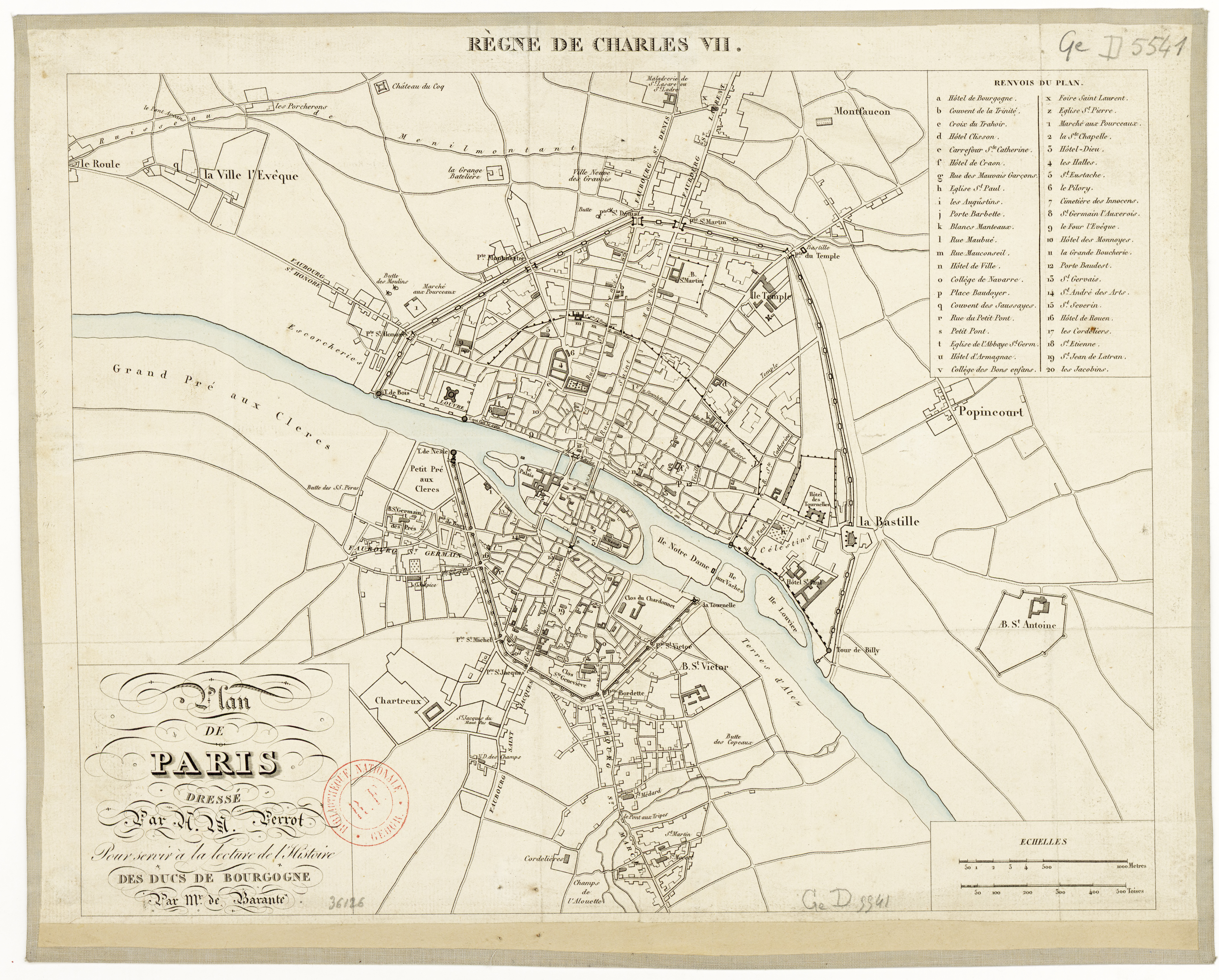
ca. 1450 (Règne de Charles VII)

#### Paris auXVIesiècle
- 1530 : Plan de Braun et Hogenberg de 1572, représentant le Paris de 1530.
- 1535 : Plan de la Gouache
- 1540 : Plan Bonnardot également appelé plan de la Tapisserie
- 1550 : plan de Truschet et Hoyau dit plan de Bâle.
- 1565 : Plan Mathis Zundtende de 1565
- 1589 à 1643 : Nicolas de Delamare (1639-1723) : Septième plan de la ville de Paris sous Henry II et Louis XIII depuis 1589 jusqu'en 1643

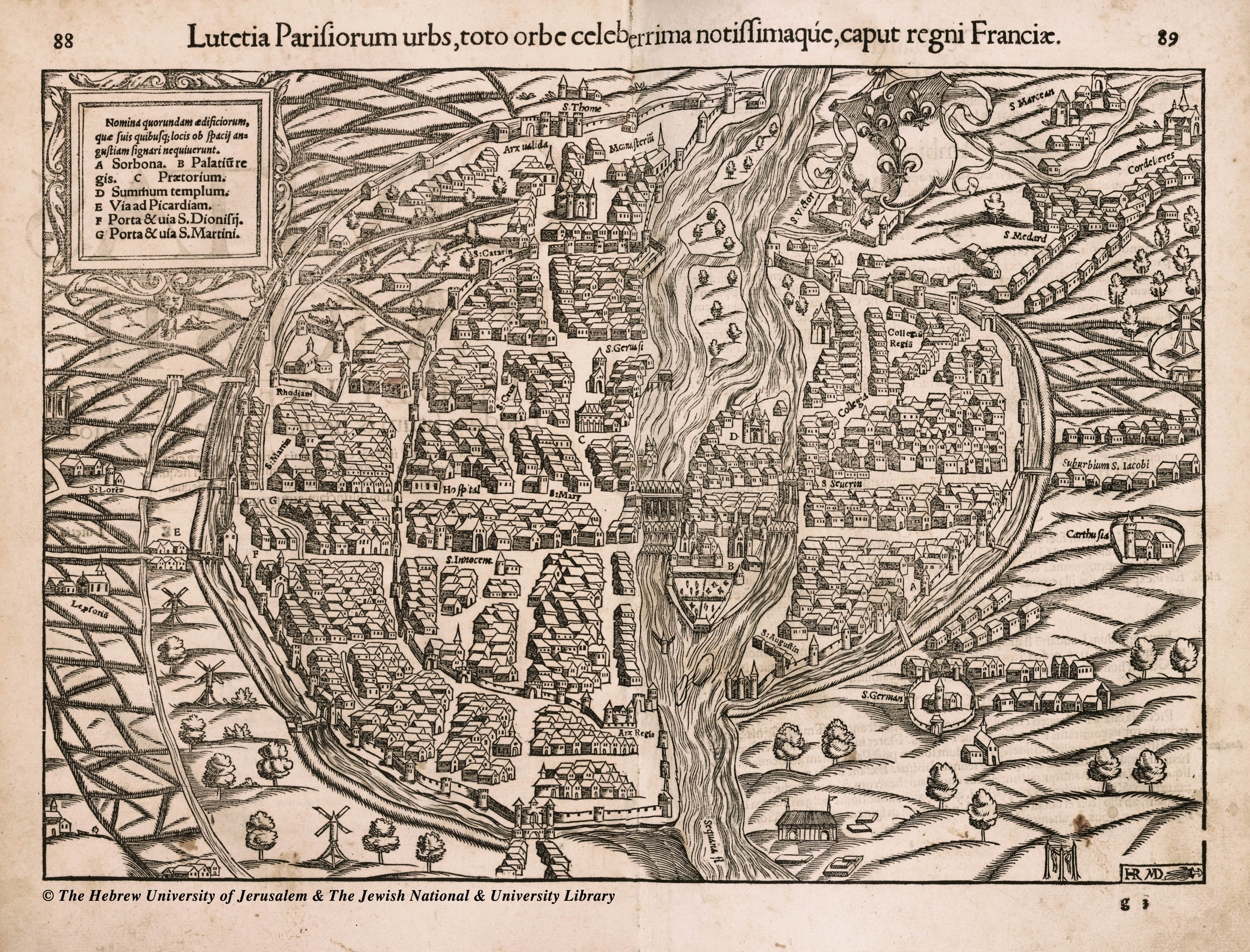
ca. 1550 (Munster)
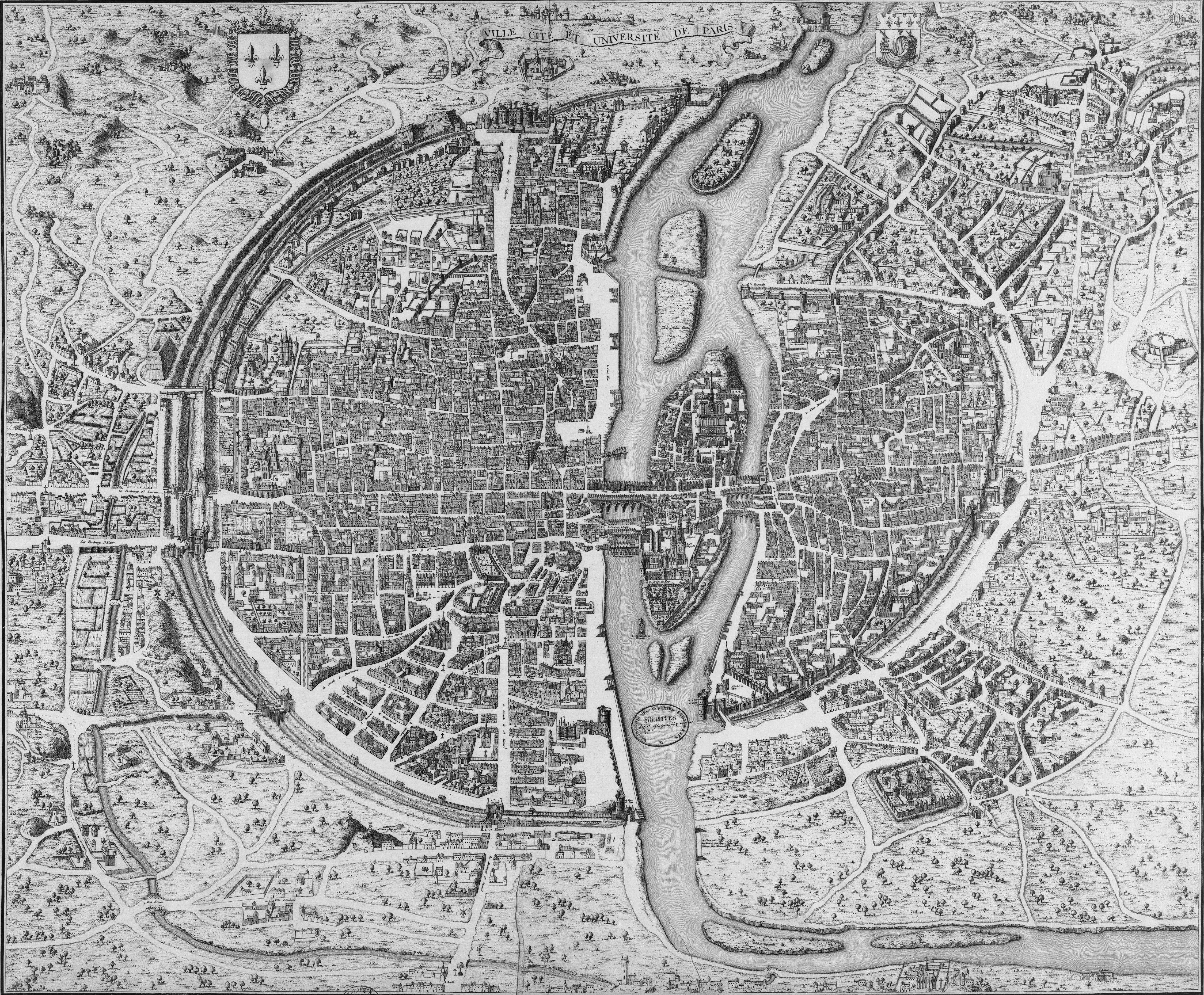
ca. 1550 (Saint Victor)
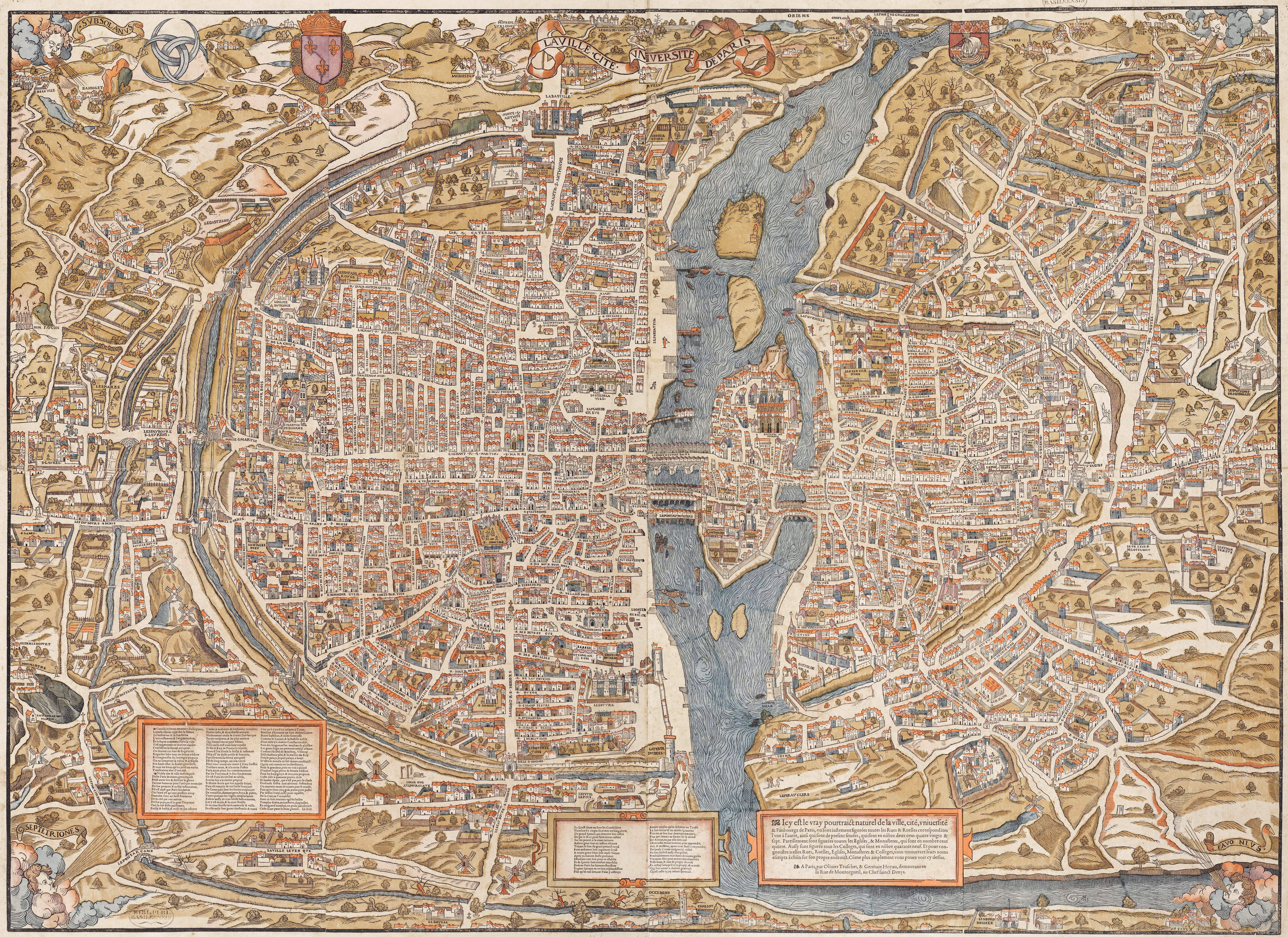
ca. 1552  (Truschet et Hoyau dit plan de Bâle)
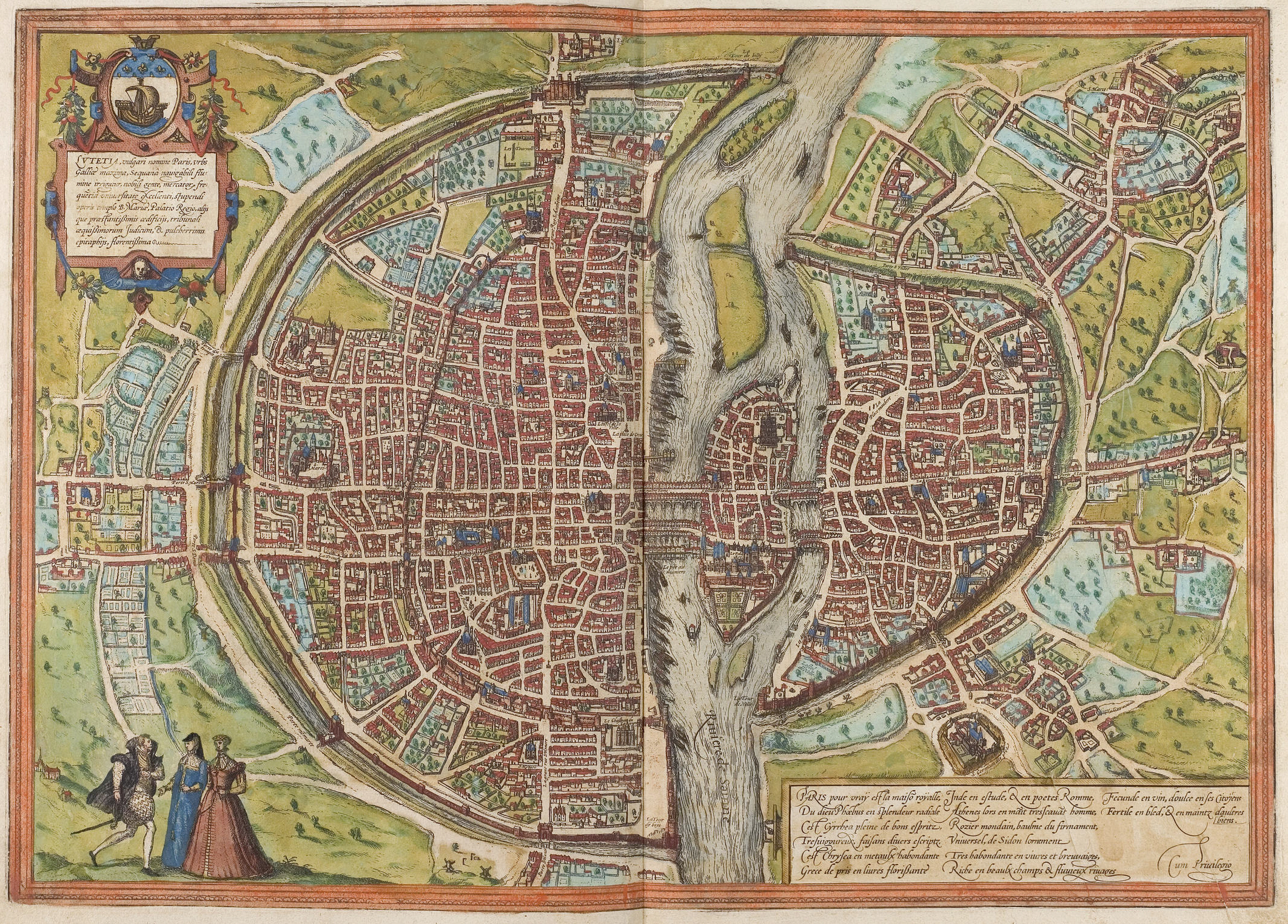
ca. 1572 (Braun et Hogenberg)
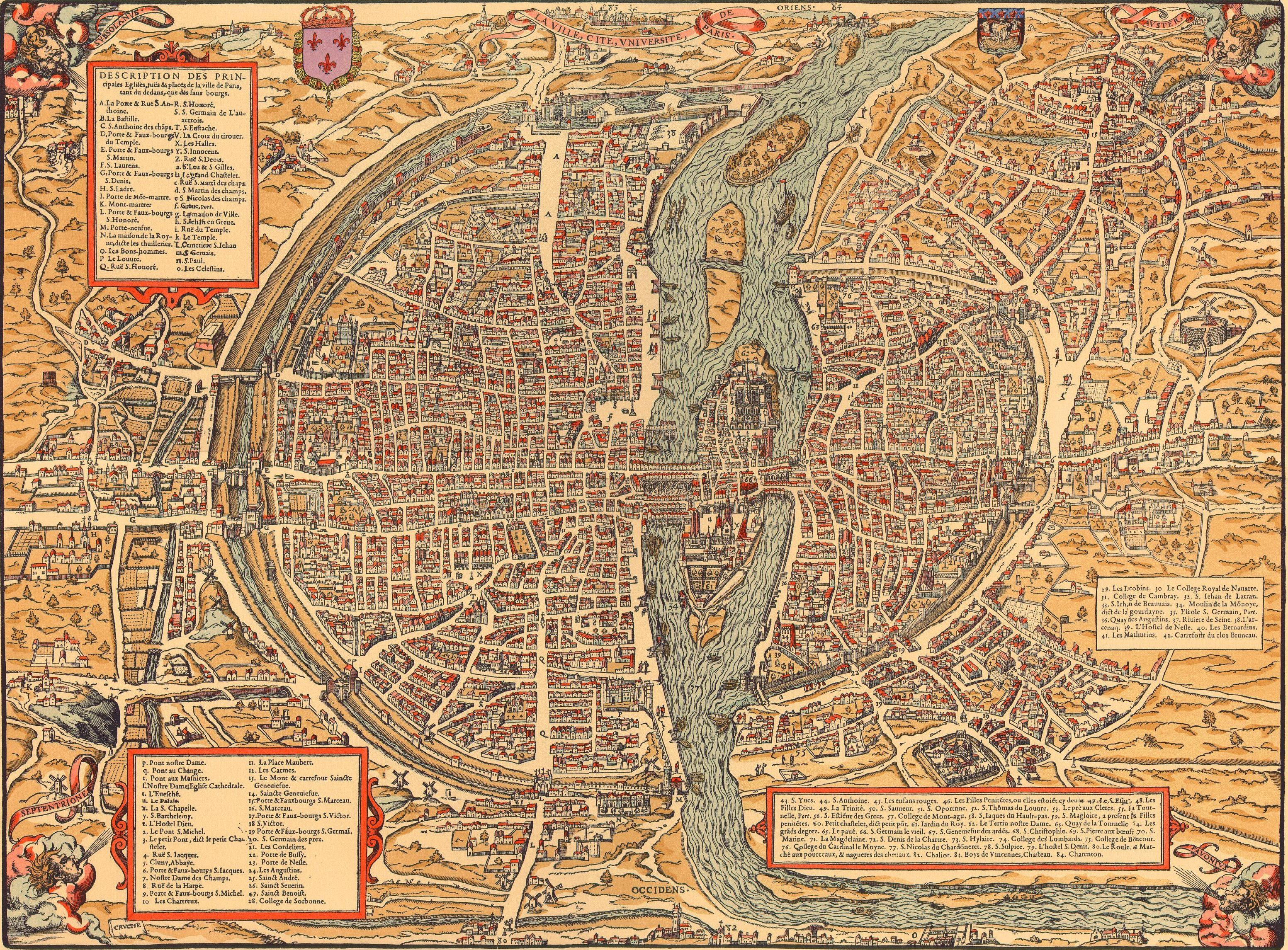
ca. 1575 (Belleforest)
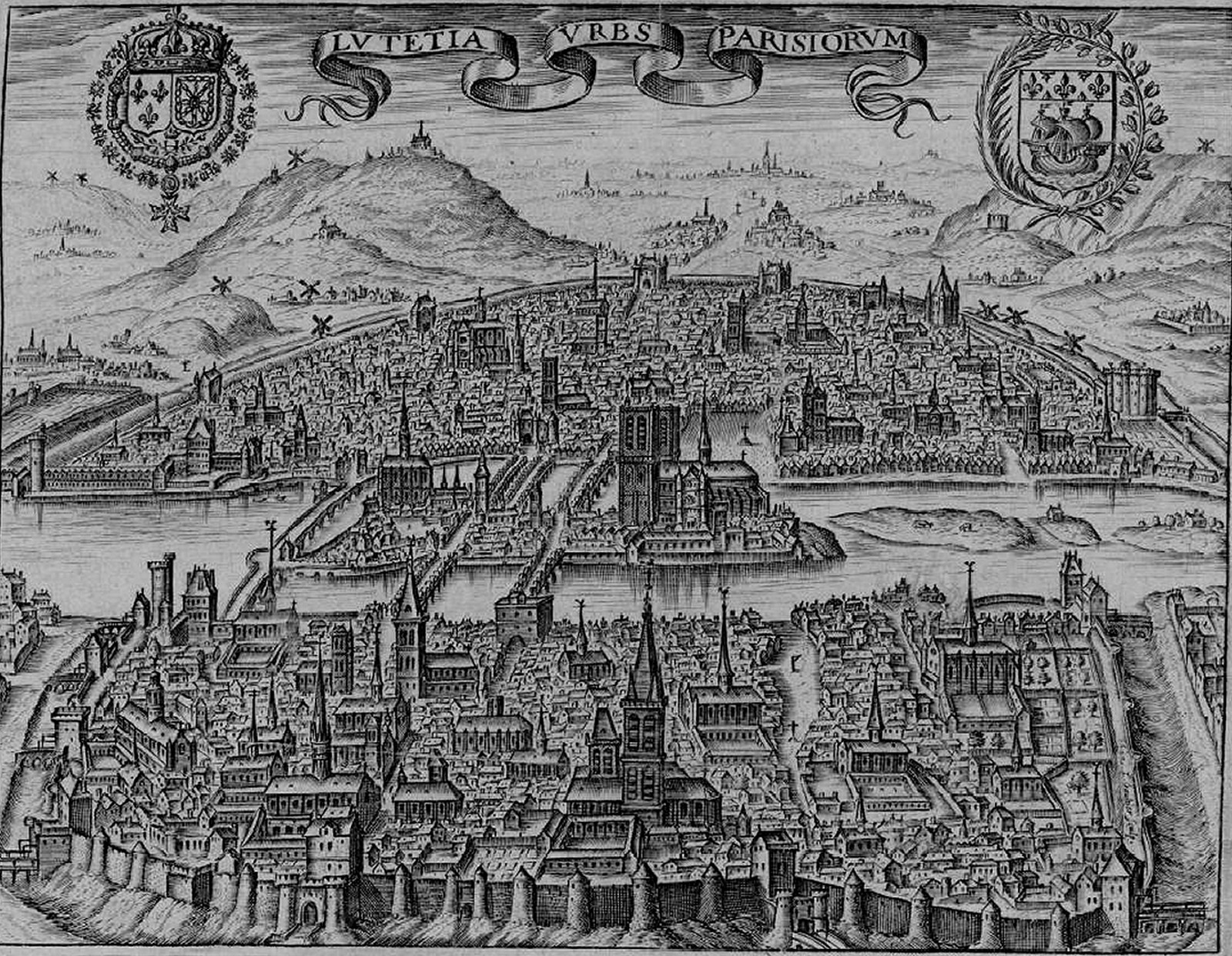
ca. 1600 (Chastillon[2])

#### Paris auXVIIesiècle
- XVIIe siècle : Vieux Paris et ses Monuments (XVIIe siècle) avec le tracé de ses limites sous Philippe Auguste, Charles VI et les limites actuelles (vers 1858)
- XVIIe siècle : Plan de Paris et de ses Avenues de Nicolas de Fer, en ligne sur Gallica
- 1641 : Plan de 1641 de Nicolas Ier Berey, en ligne sur Gallica
- 1694 : Plan de 1694 de Nicolas de Fer, en ligne sur Gallica
- 1697 : Plan de 1697 de Nicolas de Fer, en ligne sur Gallica

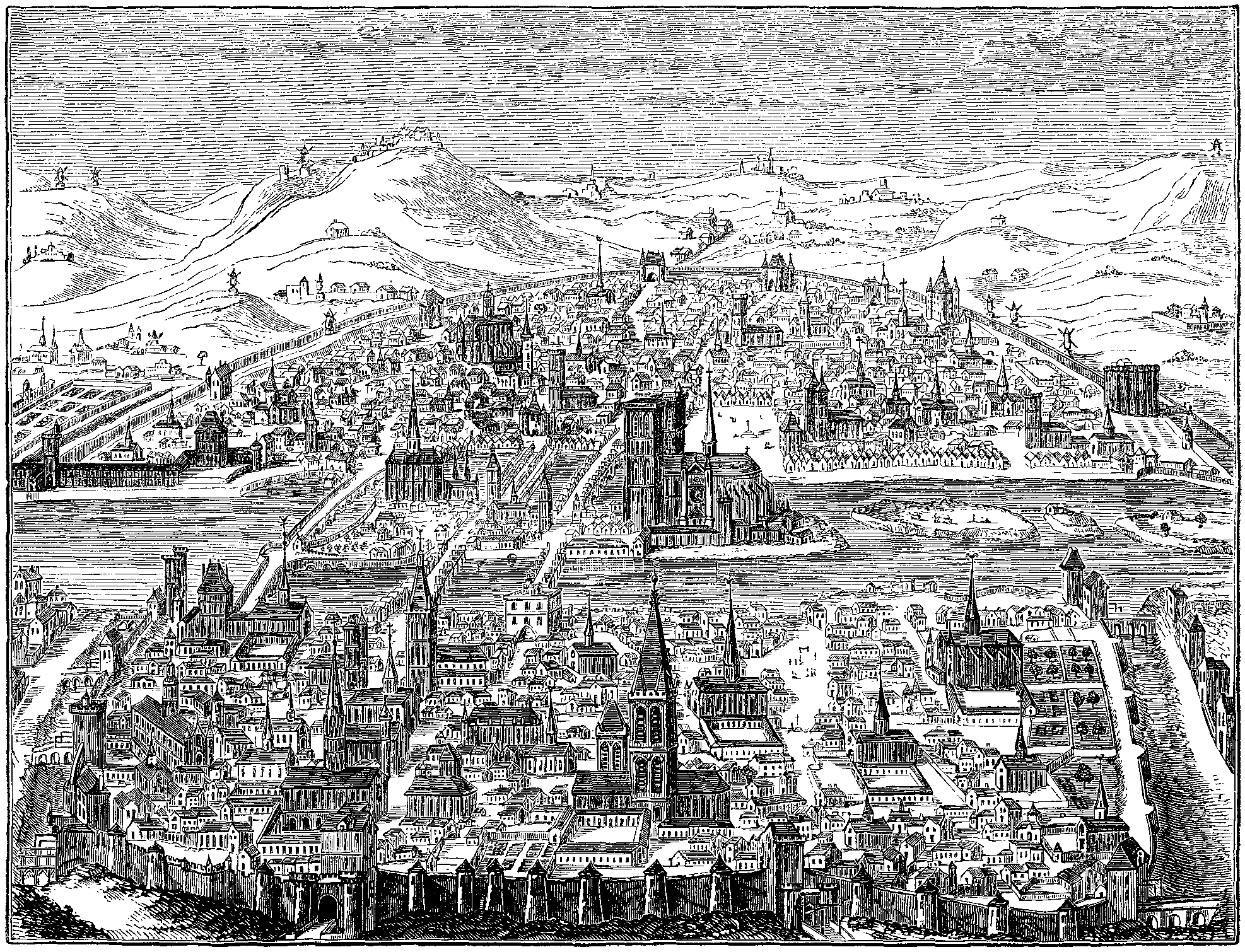
1607 (Gaultier)
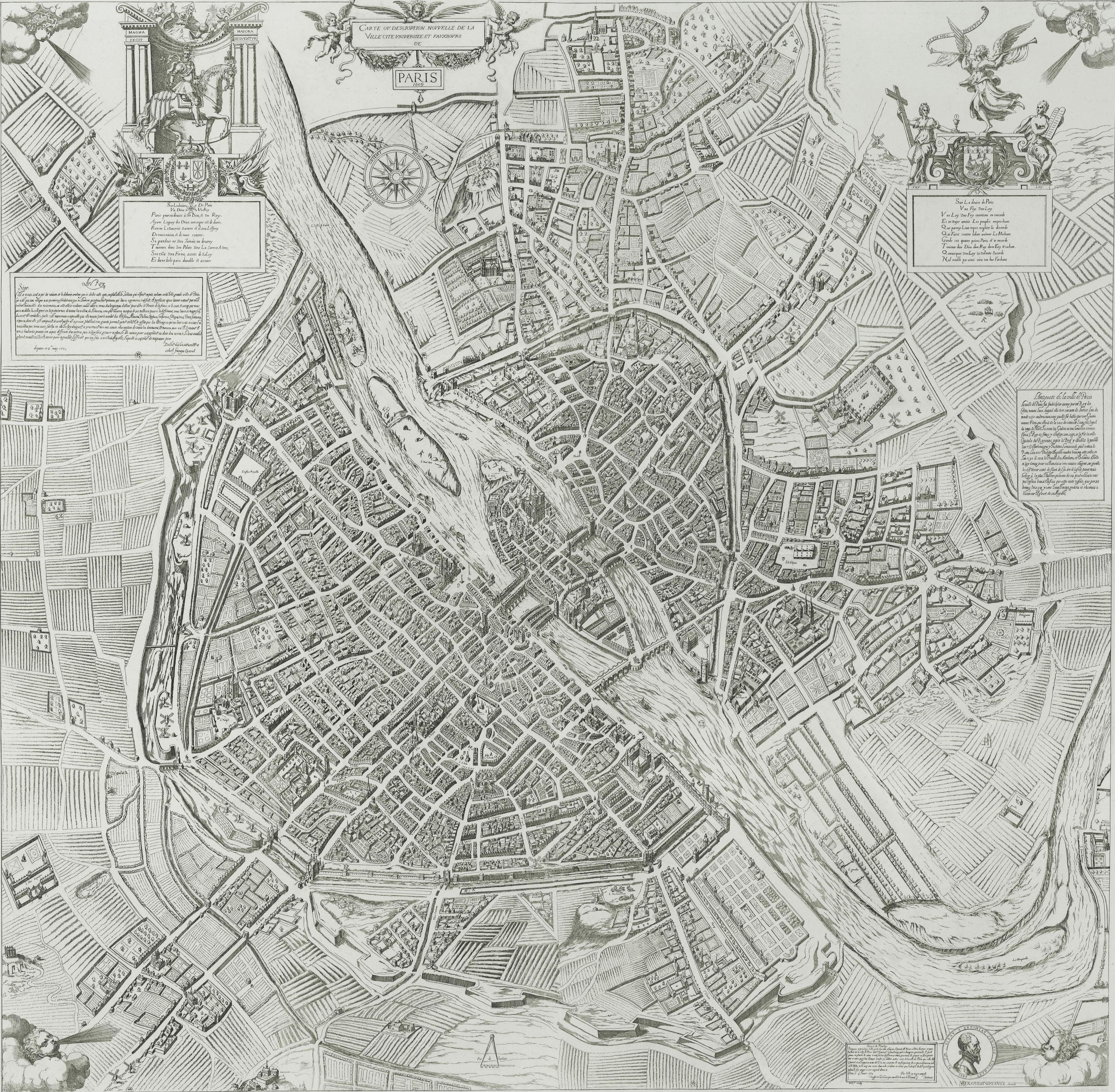
1609 (François Quesnel)
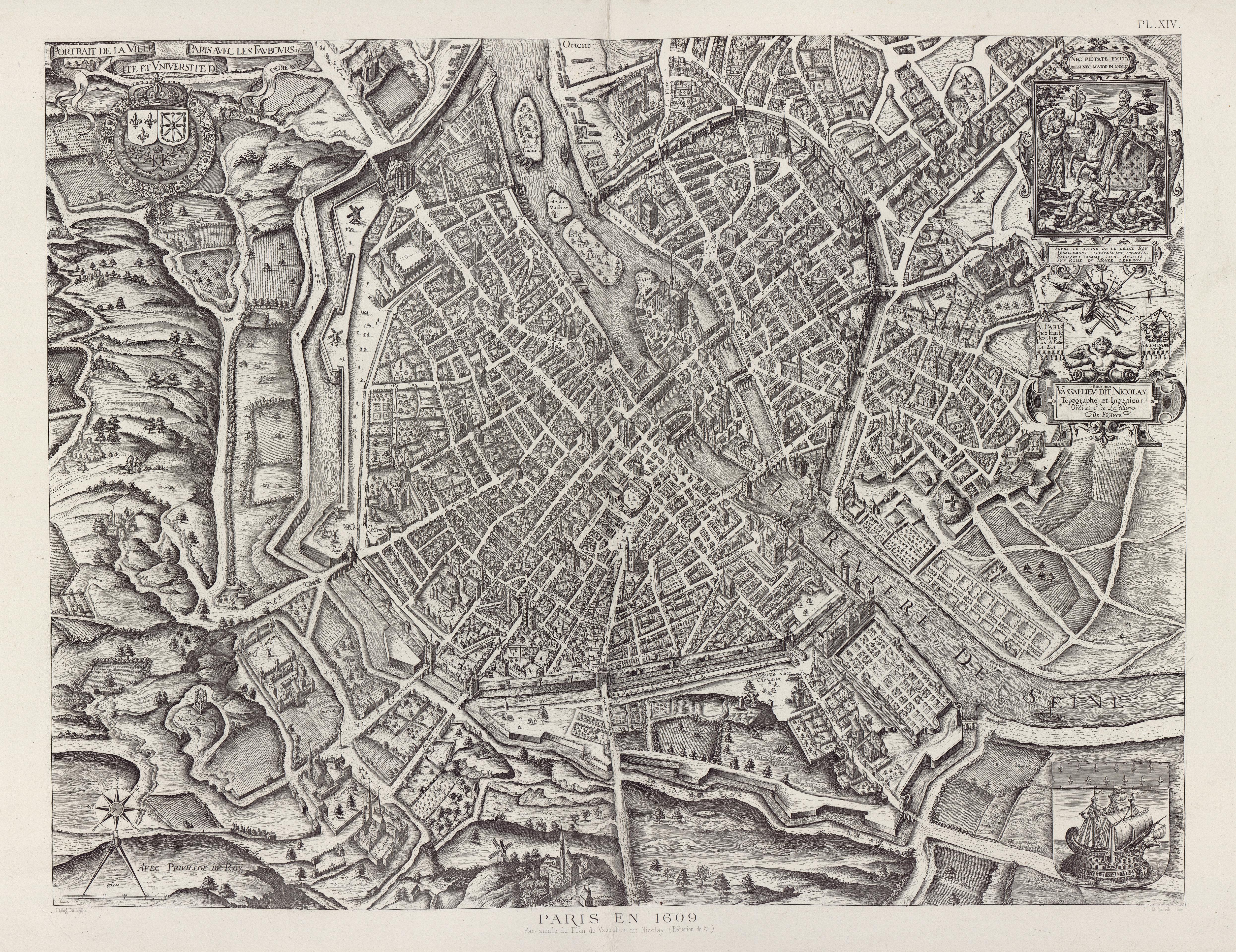
1609 (Bénédict de Vassalieu dit Nicolay)
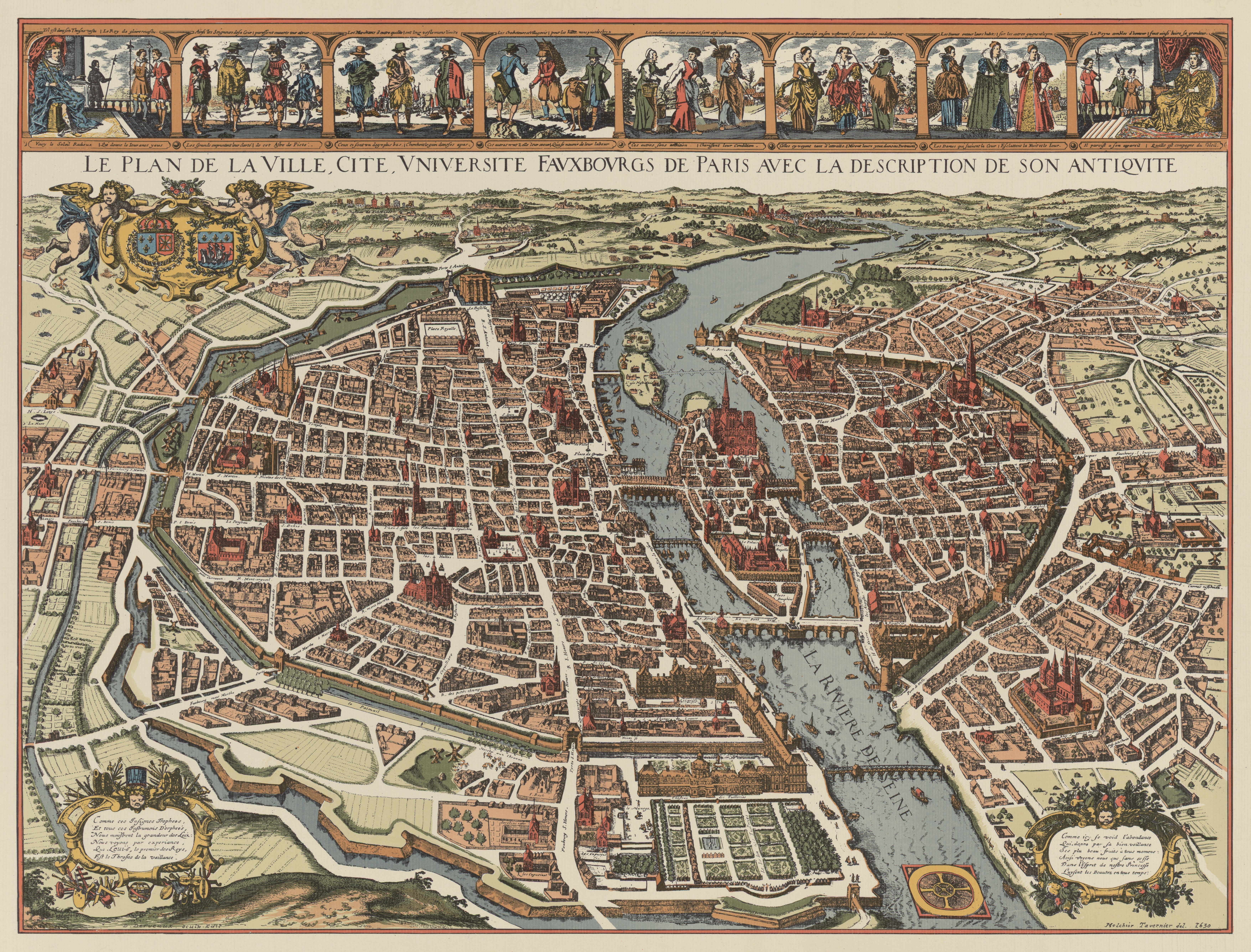
1615 Plan de Mérian (Mathieu Mérian)
1618 Plan de Visscher (Visscher)
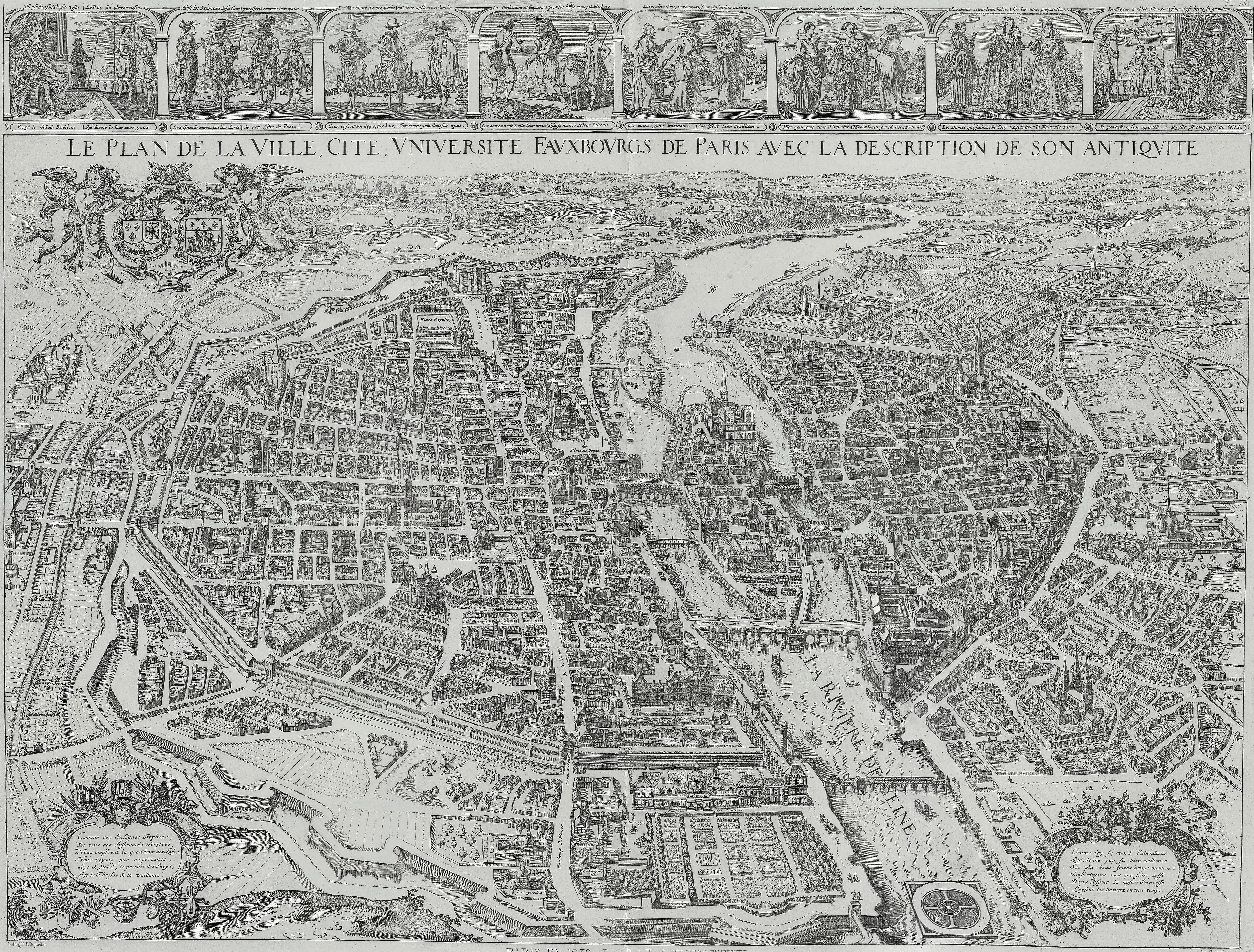
1630 (Tavernier)
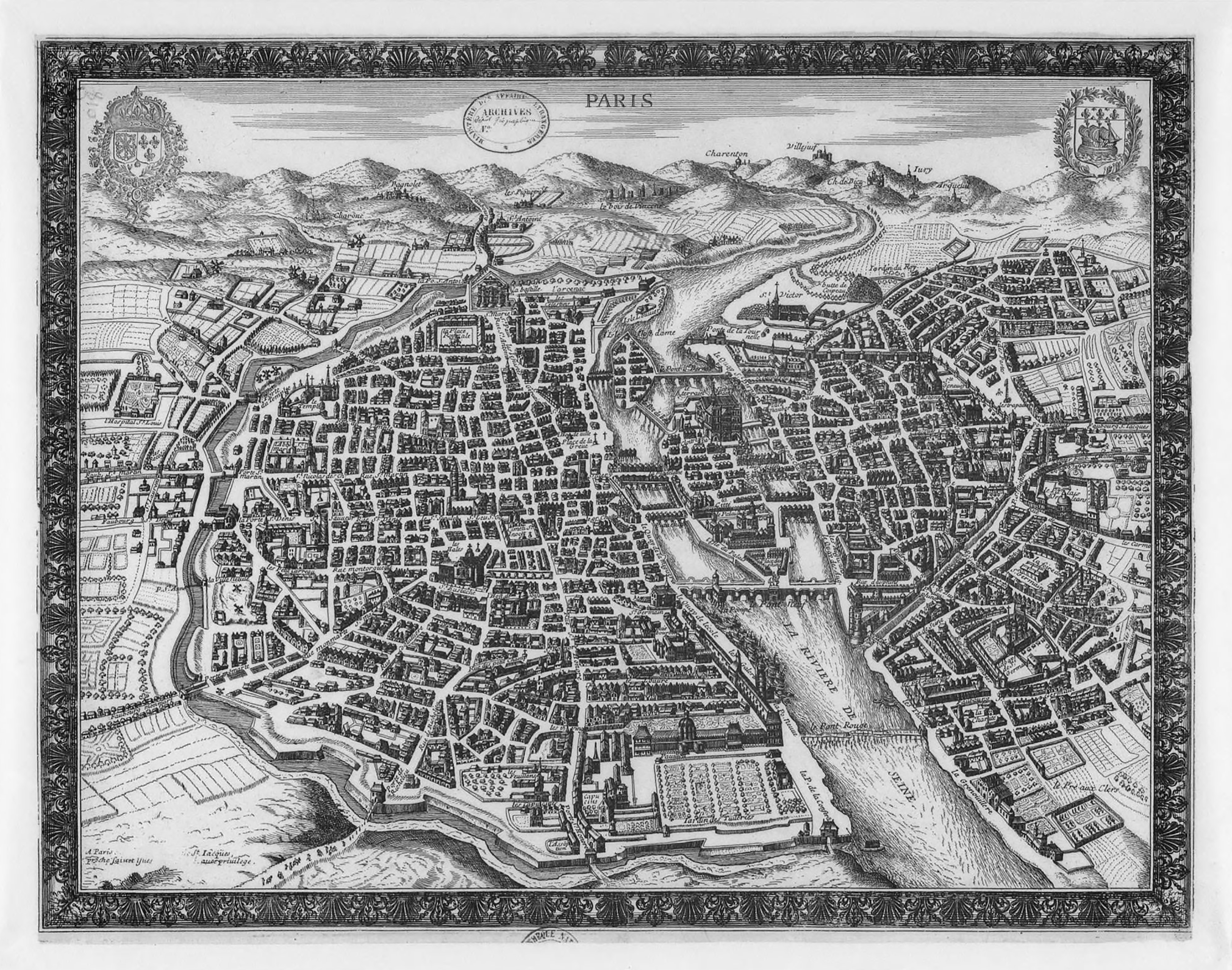
1630 (Sauvé)
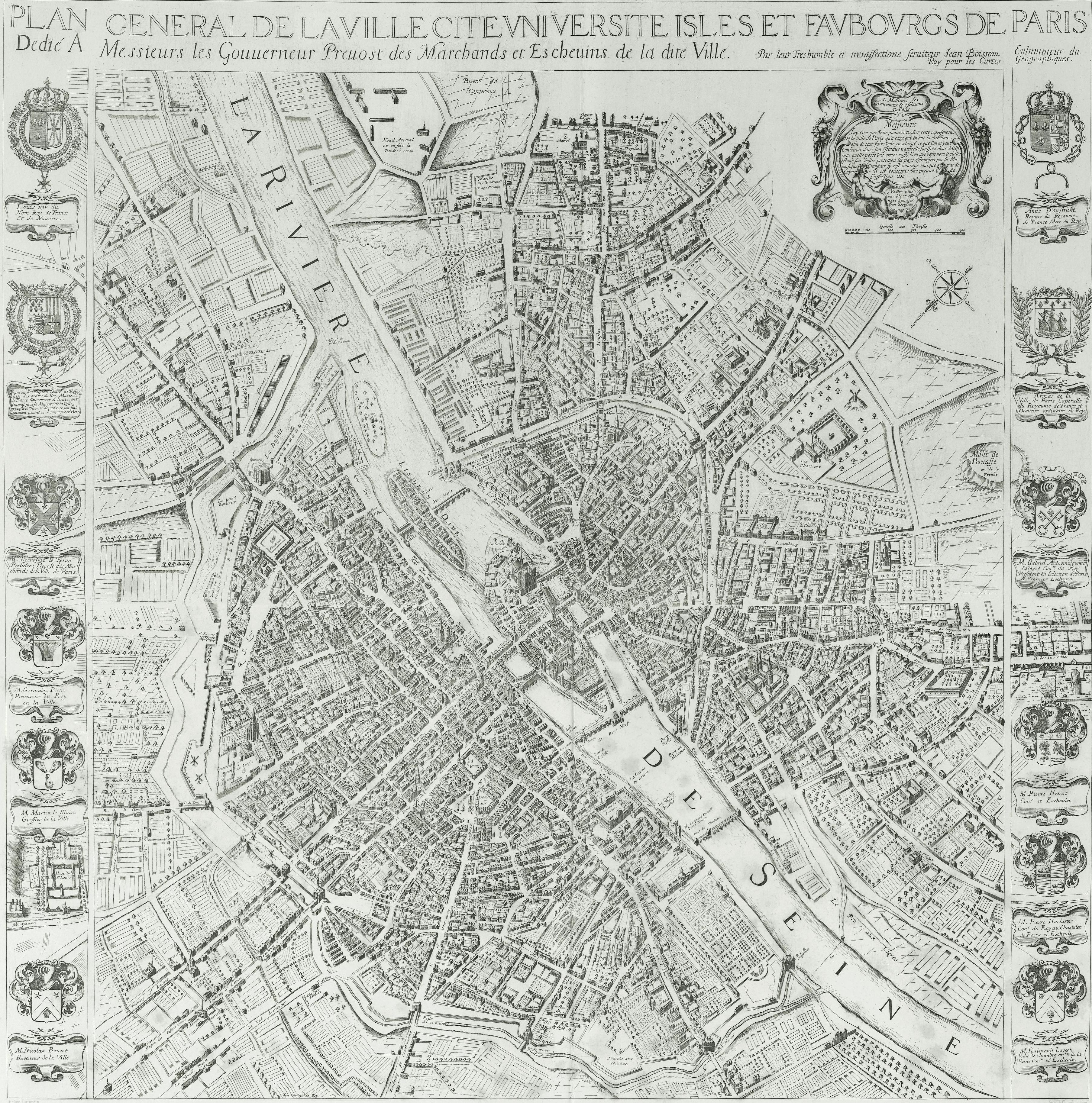
ca. 1648 (Jean Boisseau)
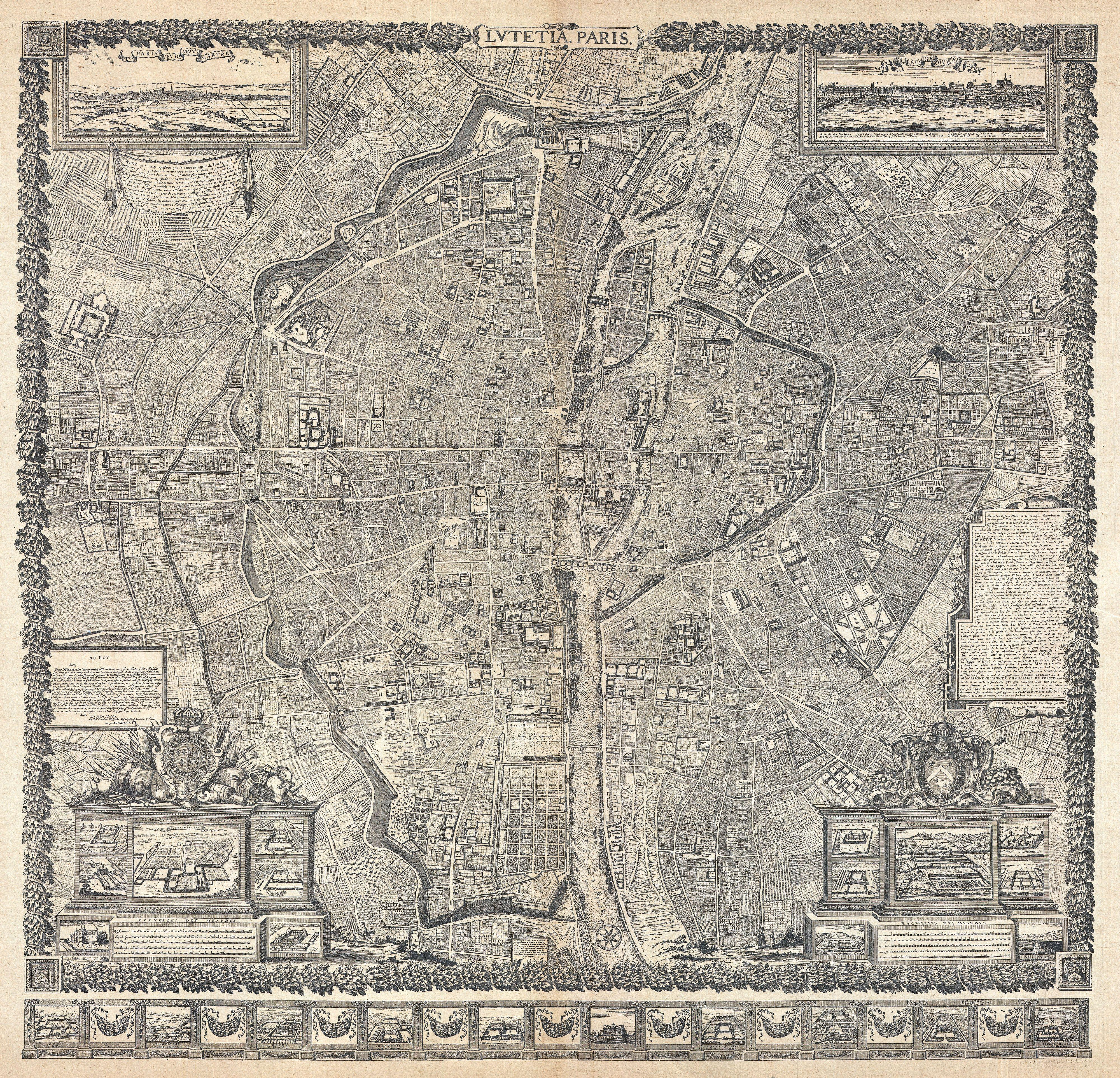
1652 Plan de Gomboust (Jacques Gomboust)
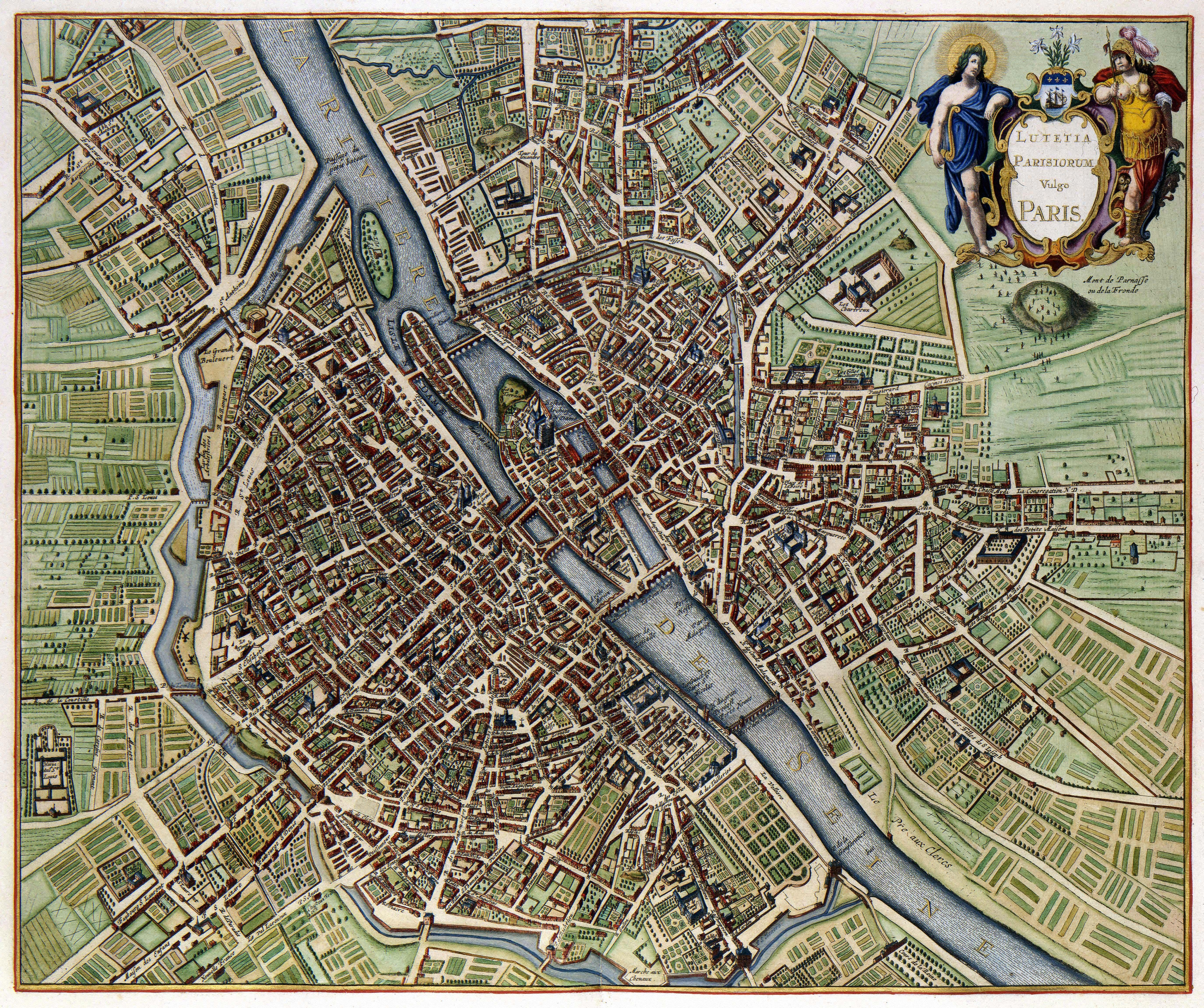
1657 (Janssonius)
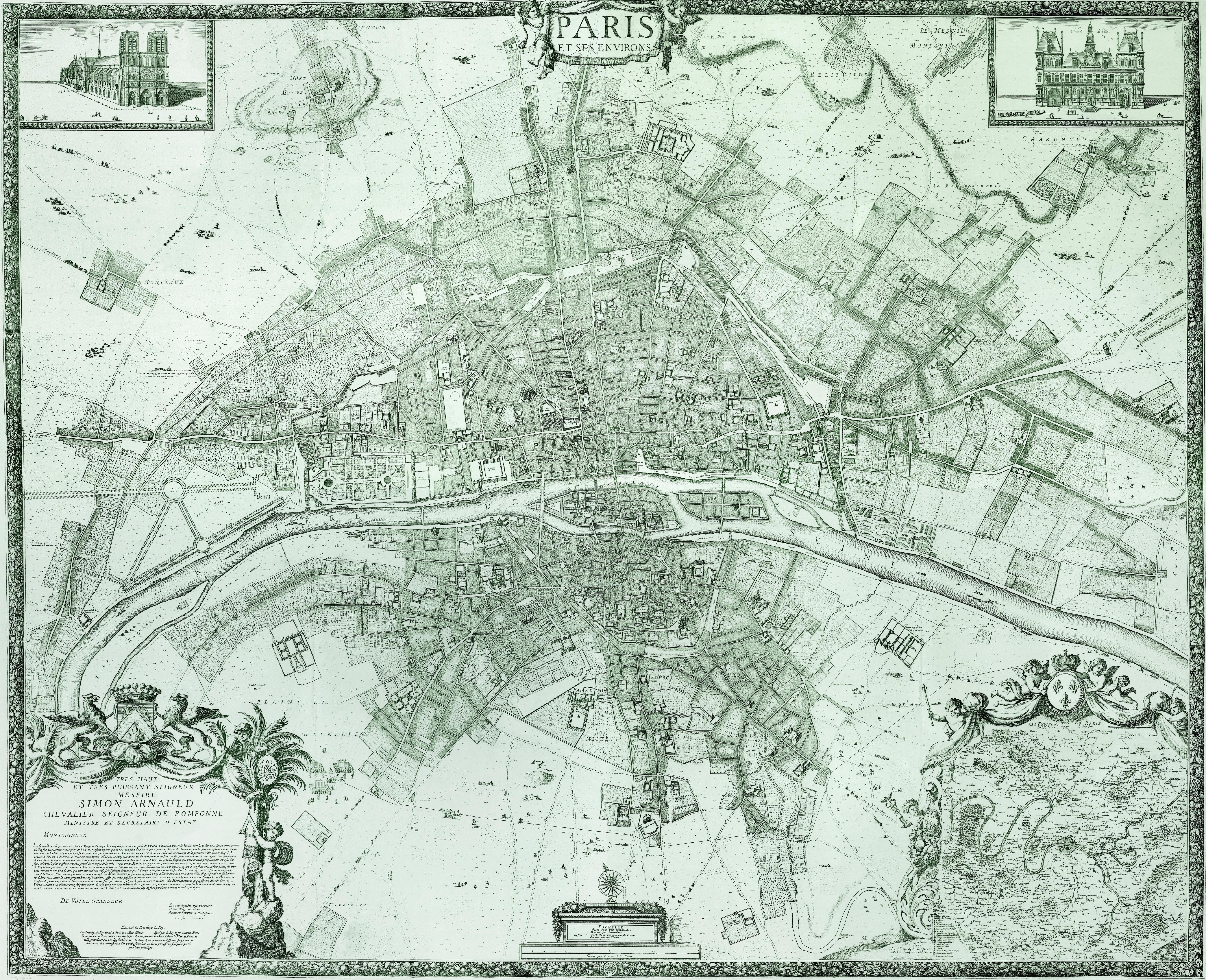
1672 (Albert Jouvin de Rochefort, c. 1640 - c. 1710)
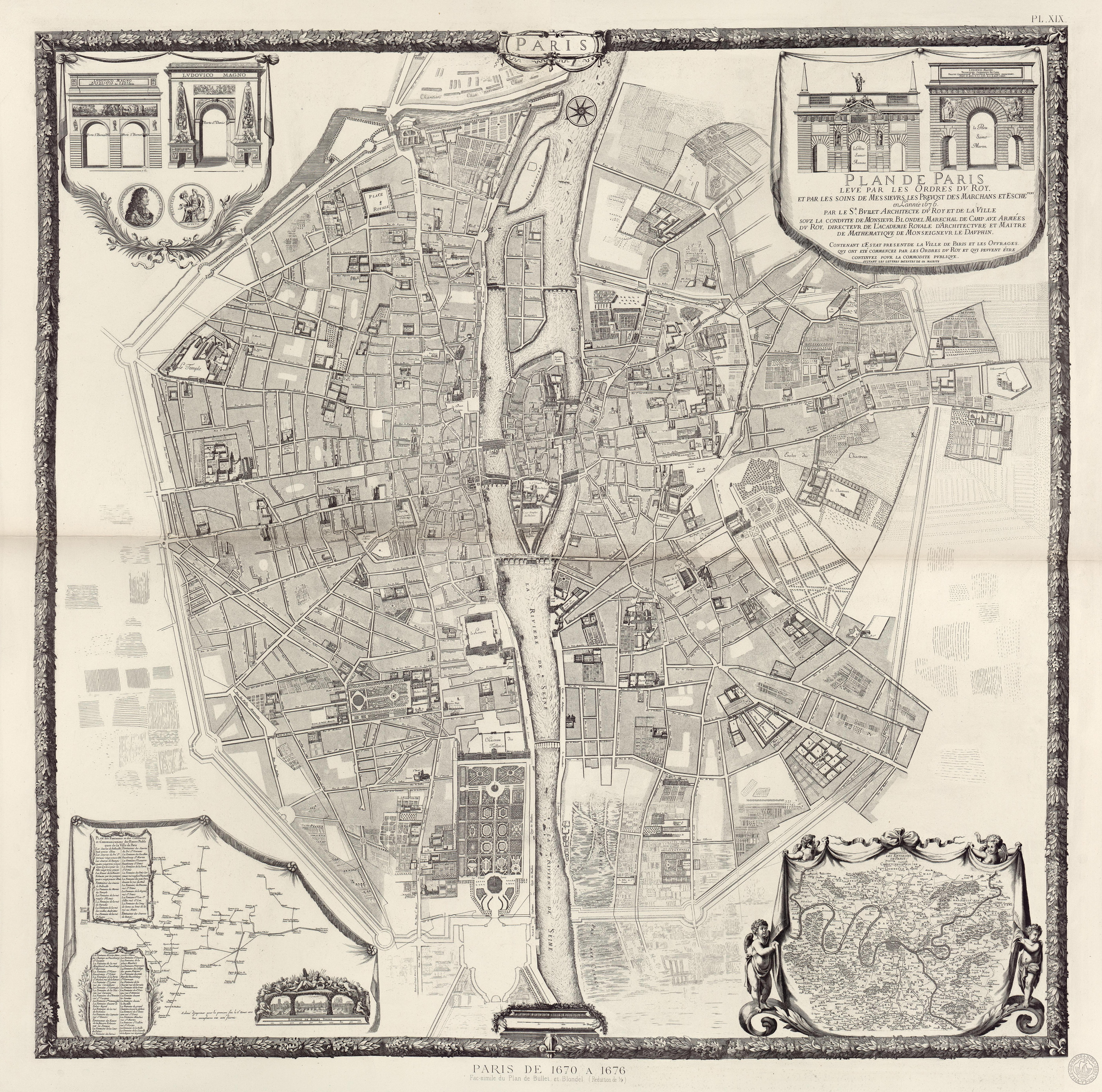
1676 (Bullet et Blondel)
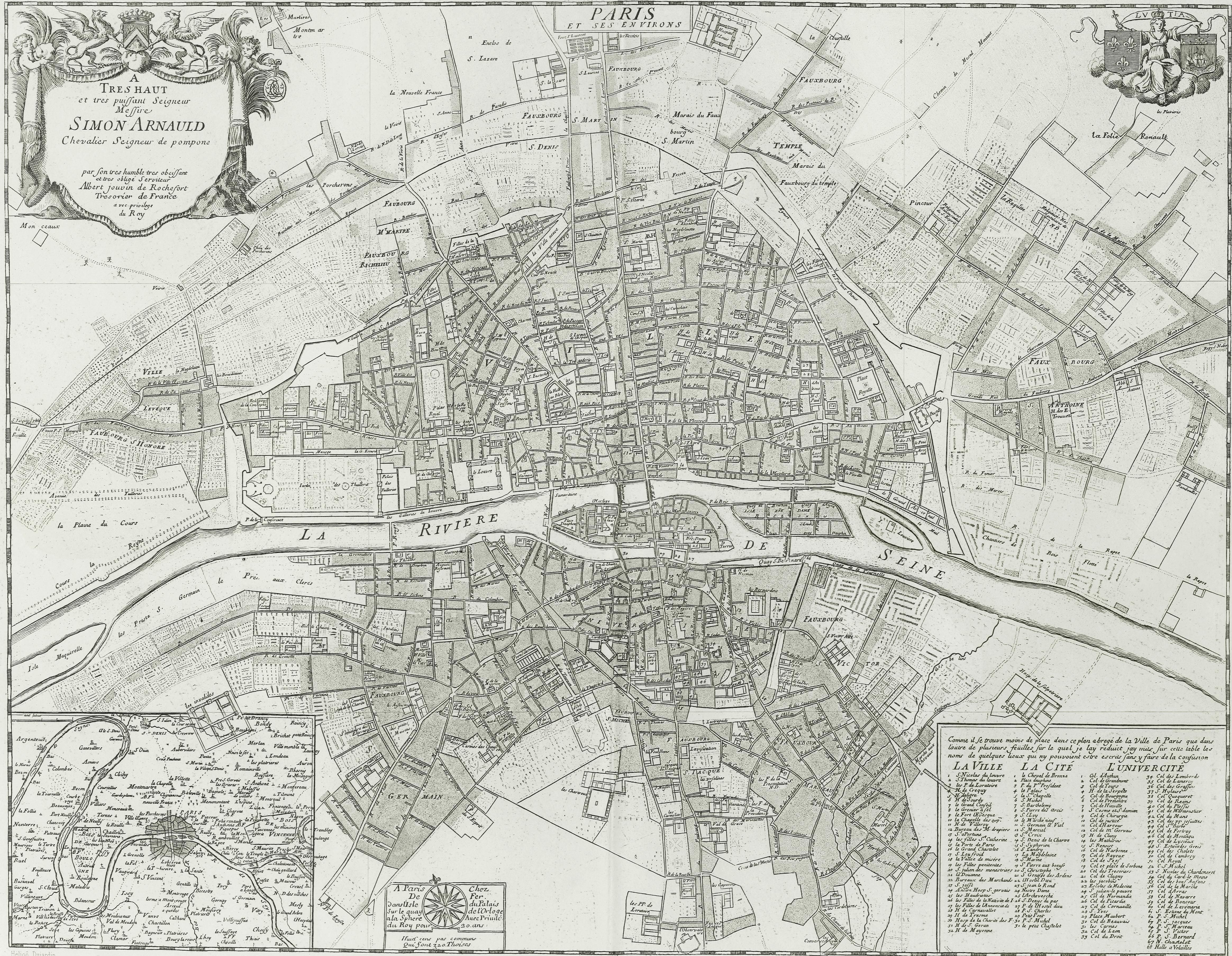
1676 (Nicolas de Fer)

#### Paris auXVIIIesiècle
- 17?? : Plan de Paris par Jean-Baptiste Henri  Delahaye
- 1703 : Huitième plan de Paris divisé en ses vingts quartiers par Nicolas de Fer (1647?-1720)
- 1713 : Plan de la ville de Paris et de ses faubourgs / gravé par Claude Roussel
- 1713 : Nouveau plan de la ville, cité et université de Paris avec ses fauxbourgs par Claude Roussel
- 1714 : Plan de 1714 de Jean de La Caille en 20 planches, en ligne sur Gallica
- 1714 : Nicolas de Fer : Quatrième Plan de La Ville de Paris
- 1728 : Plan de 1728 de l'abbé Jean Delagrive[7].
- 1733 :Neuvième Plan de Paris. Ses accroissements sous le Règne de Louis XV par Jean Delagrive et Le Cler Du Brillet
- 1736 : Paris au XVIIIe siècle, plan de Paris en 20 planches dit plan de Turgot
- 1737 : Plan des fontaines de la ville et des faubourgs de Paris par M. l'abbé Delagrive
- 1738 : Nouveau plan de la ville, cité et université de Paris par Claude Roussel
- 1738 : Plan du grand égout découvert avec ses ambranchement, depuis le pont aux choux jusqu'à la Savonnerie au bas de Chaillot
- 1738 : Cours de la Seine et des rivières et ruisseaux commerçans qui y affluent par M. L'abbé Delagrive
- 1739 : Carte topographique des environs et du plan de Paris levée par Msr. l'Abbé Delagrive
- 1739 : Plan de Paris dit plan Turgot
- 1739 : Paris au XVIIIe siècle. Plan de Paris dit plan Turgot en 20 planches (Reproduction en fac-similé)
- 1740 : Plan de l'inondation de 1740 par Philippe Buache
- 1748 : Environs de Paris / dressés sur les cartes topographiques du Sr. Roussel, de La Vigne, et du Sr. le Rouge
- 1749 : Plan général des vingt quartiers de la ville et faubourg (sic) de Paris où l'on voit la situation, les limites, les tenants et aboutissants de chaque quartier
- 1750 : Plan de Paris - Atlas de 45 feuilles et 139 vues
- 1754 : Plan de Paris et des environs par John Rocque (1704-1762)
- 1756 : Nieuwe Kaart der platte Grond van de Stad Parys en derzelver Voorsteden. Met aanwyzing van de Kwartieren, Staaten, Markten, Pleinen, Paleizen, Abtyden, Kerken, Kloosters en andere voornaame Gebouwen. Na het Origineel van M. Jean Delagrive
- 1756 : Ville, cité et université de Paris en perspective de 1756 par Guillaume Dheulland
- 1760 : Plan de la ville et des faubourgs de Paris, divisé en ses vingt quartiers (1760) par Didier Robert de Vaugondy
- 1771 : Plan de la ville et des faubourgs de Paris, divisé en ses vingt quartiers (1771) par Didier Robert de Vaugondy
- 1784 : Plans de Jacques Esnauts and Michel Rapilly[8],[9]
- 1790 : Plan avec les sections révolutionnaires de Paris

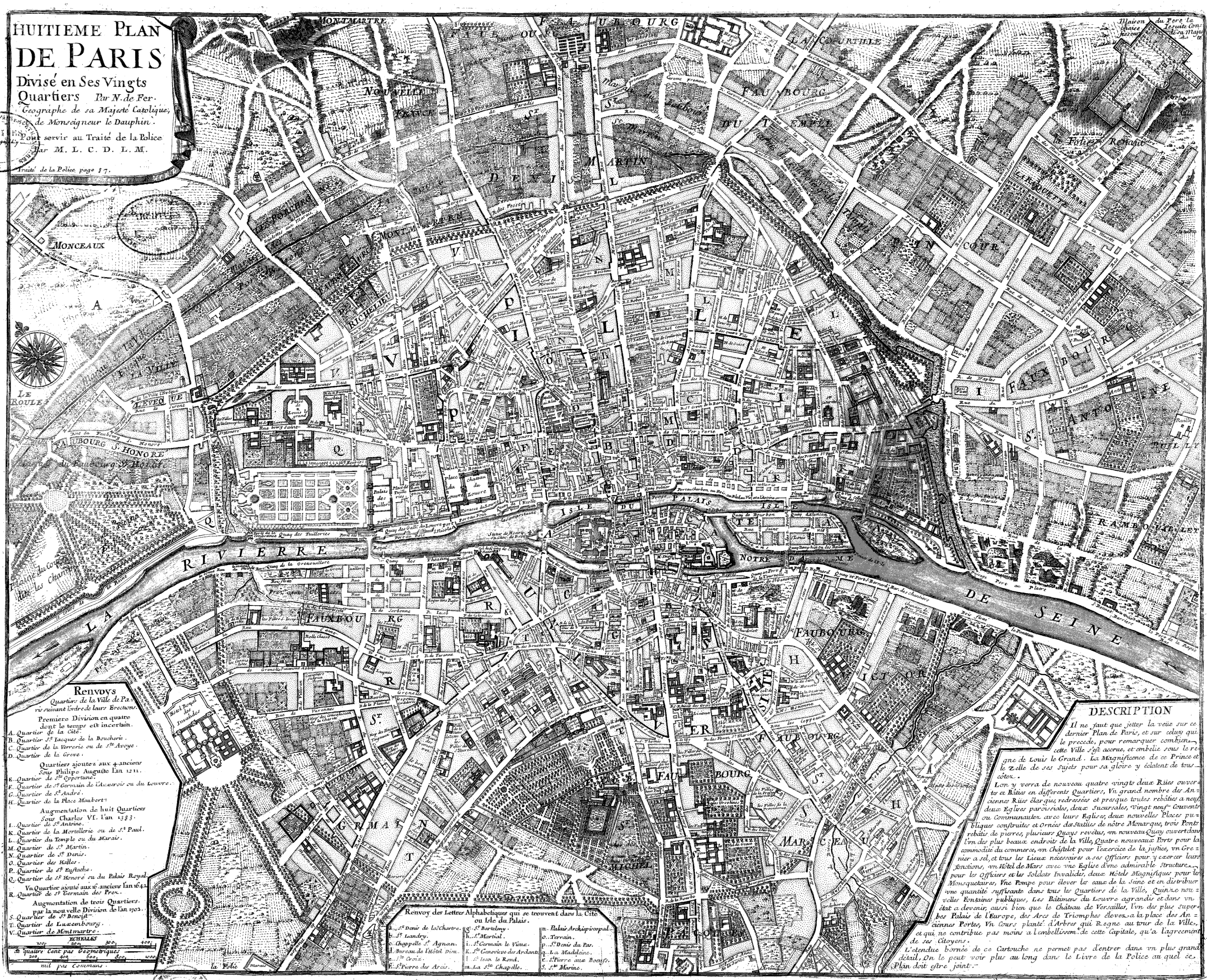
1705 (Nicolas de Fer)
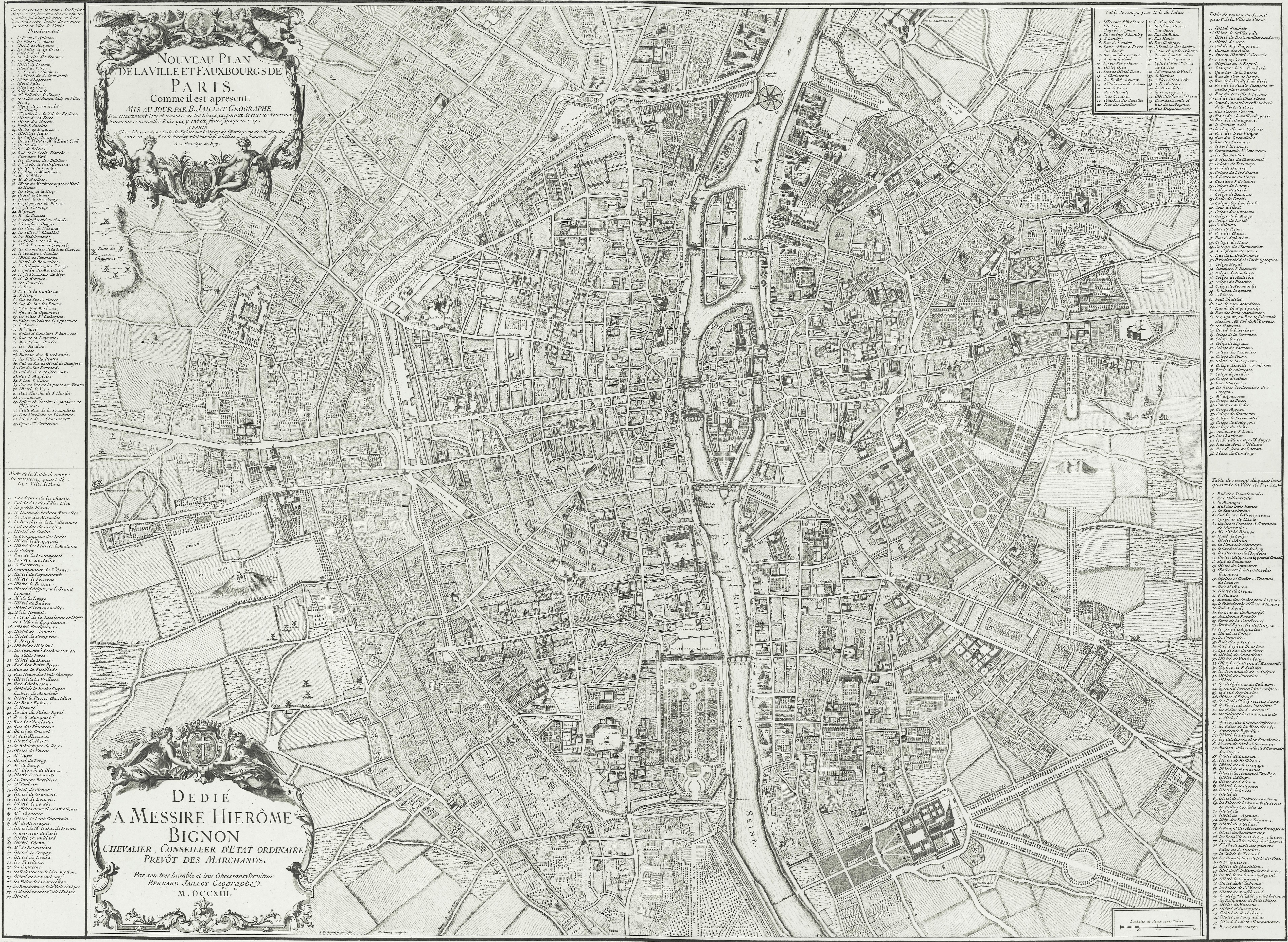
1713 (Bernard Jaillot)
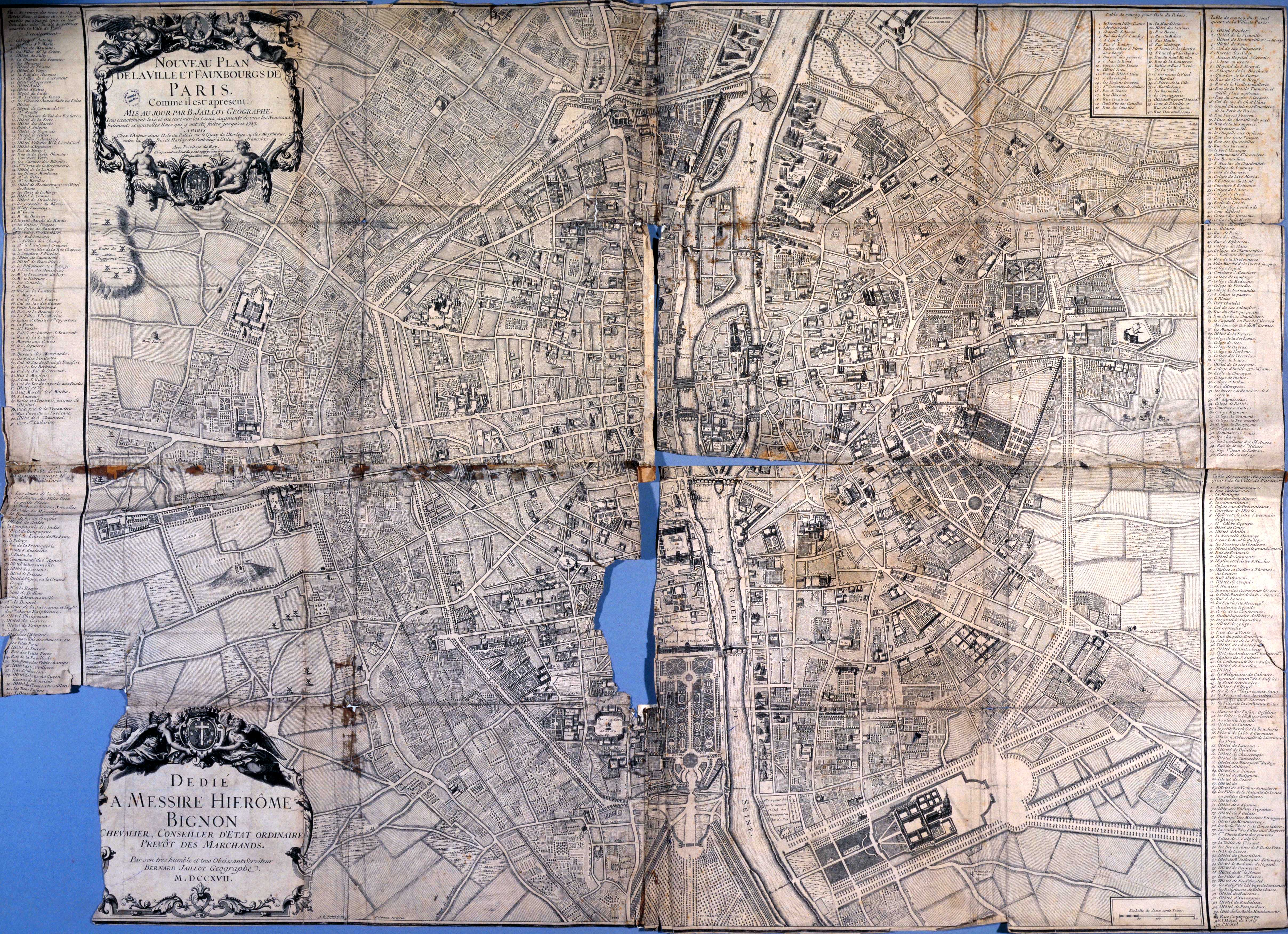
1717 (Bernard Jaillot)
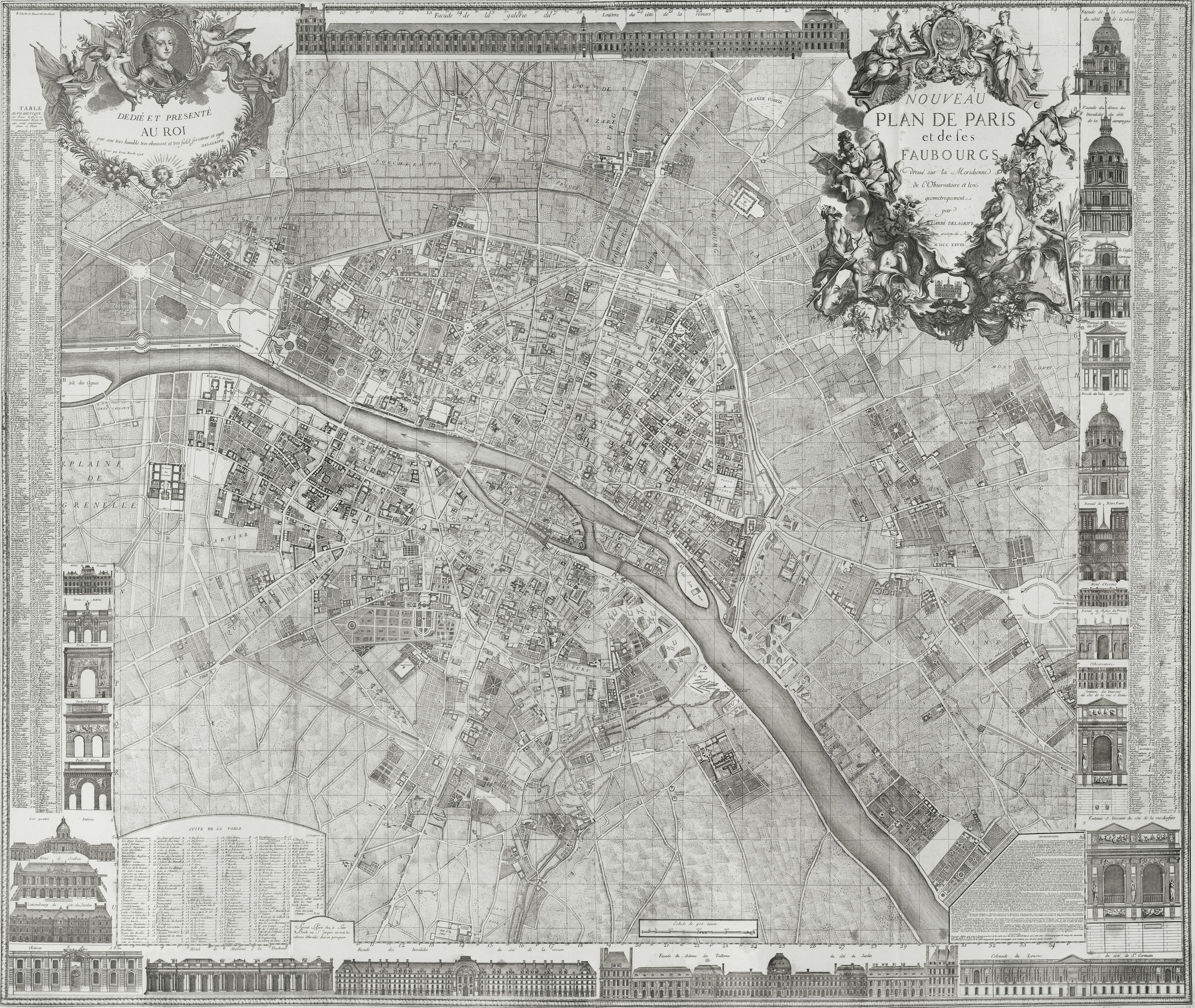
1728 (Delagrive)
1730 Plan de Roussel (Roussel)
1736 Bretez – Plan de Turgot
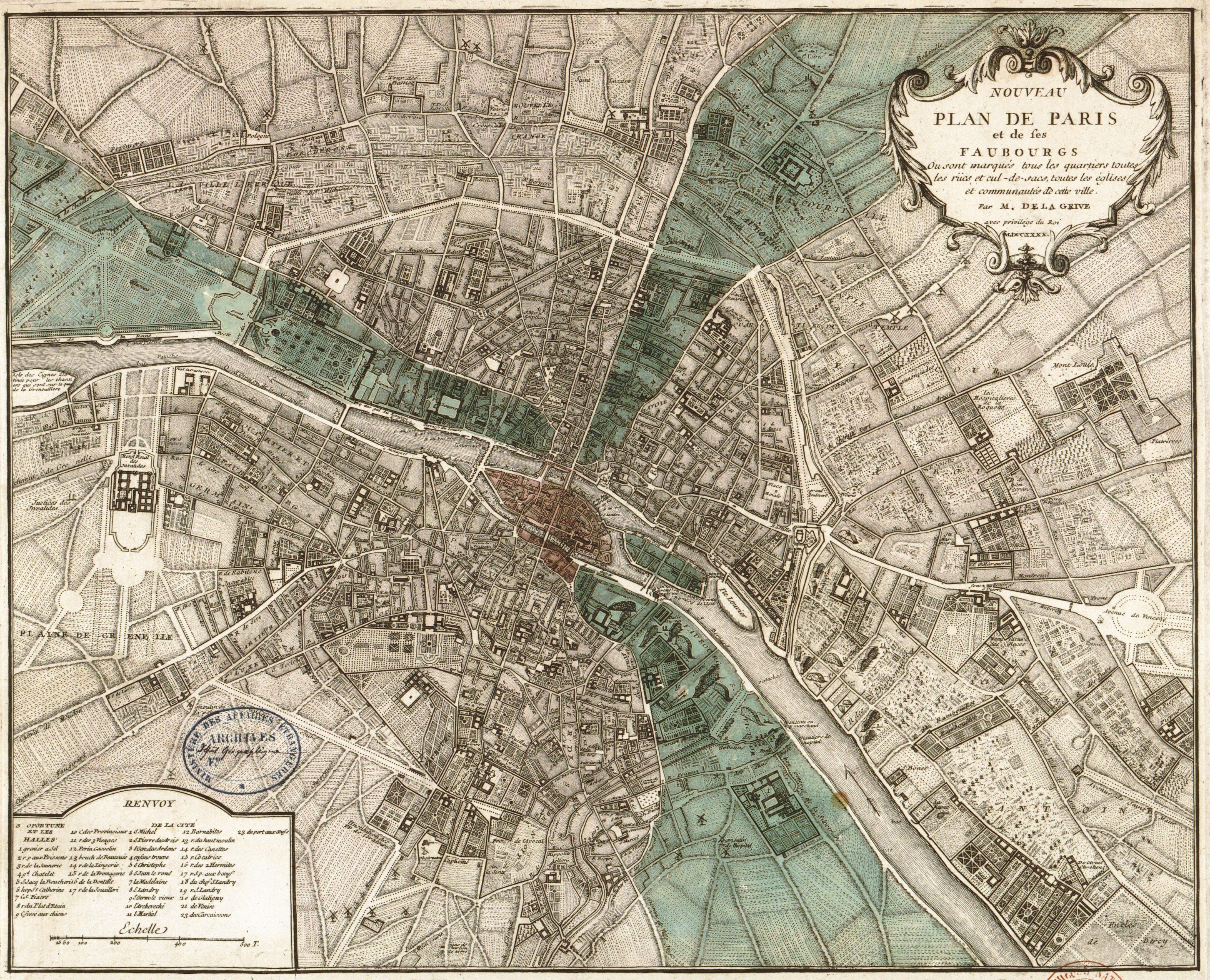
1740 (Delagrive)
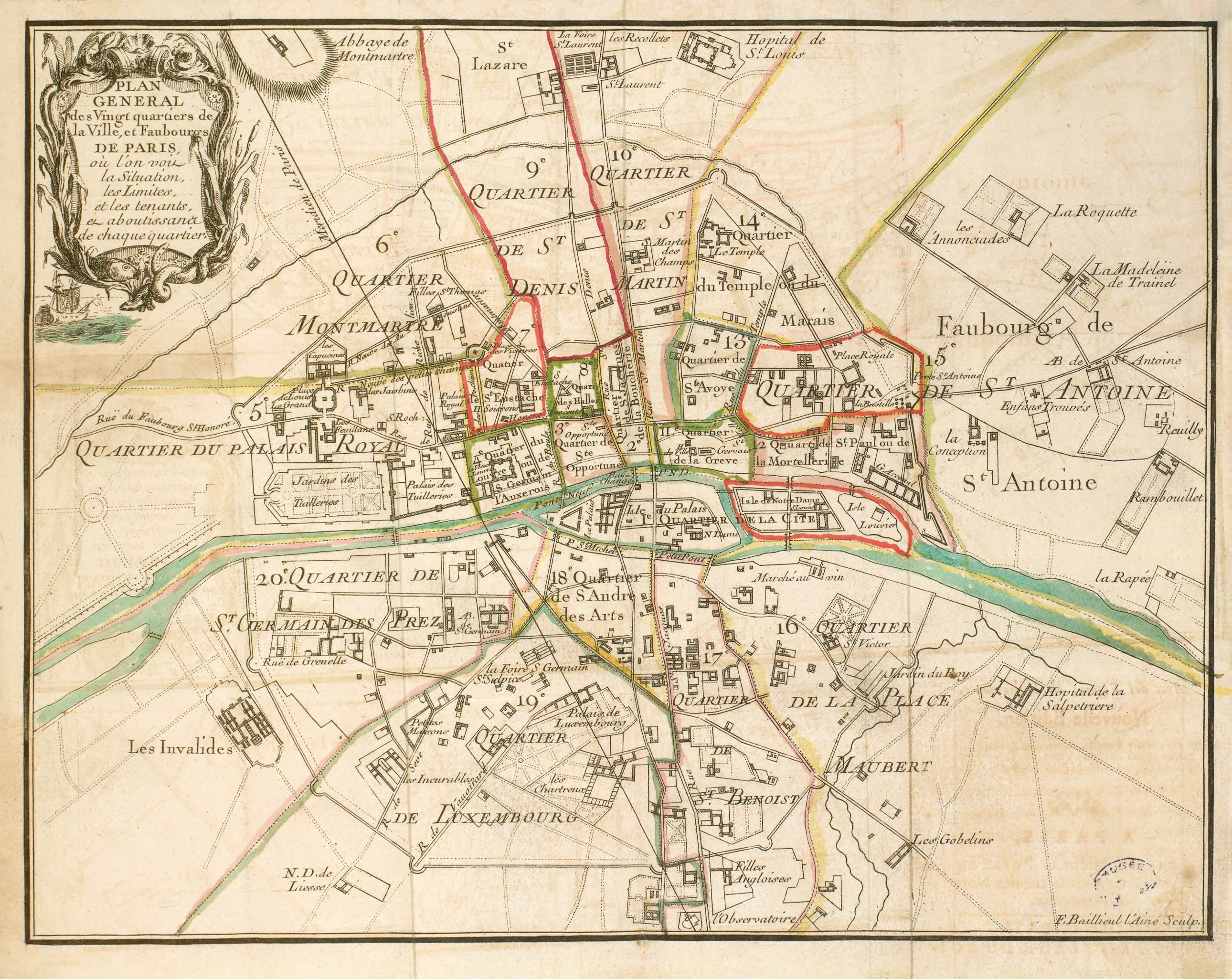
1742 (Jean-Baptiste Scotin[11])
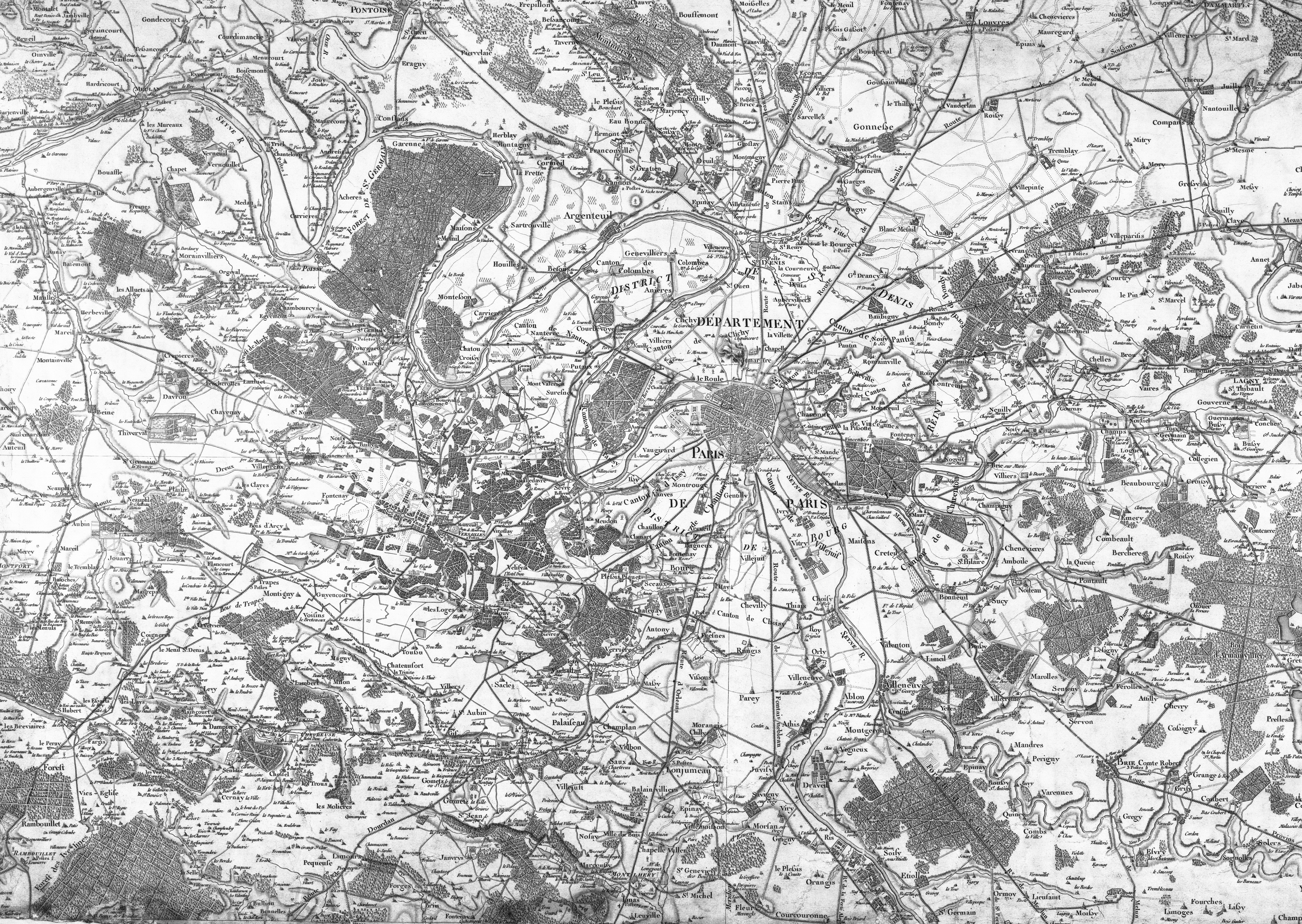
1750 (Cassini)
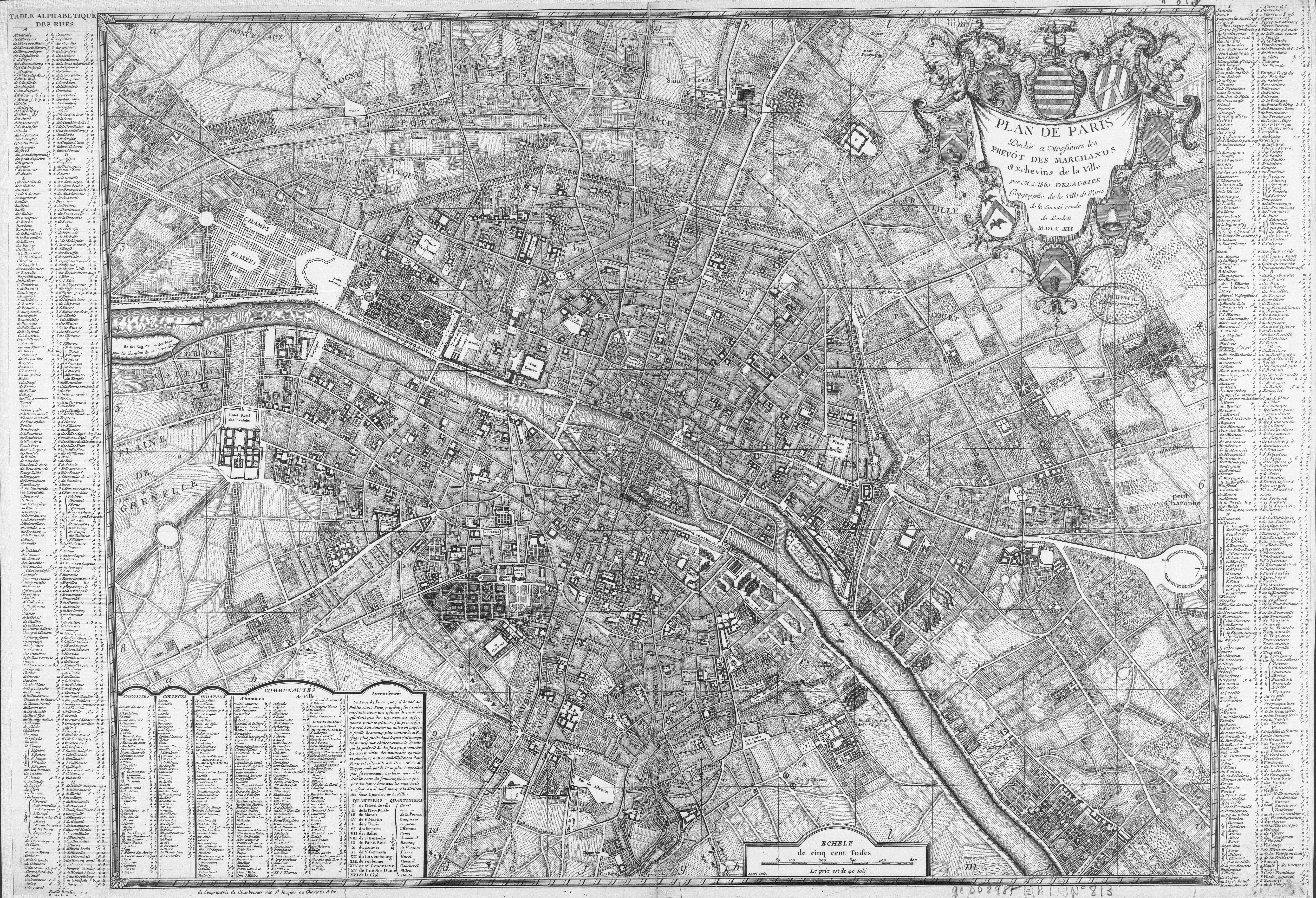
1760 (Delagrive)
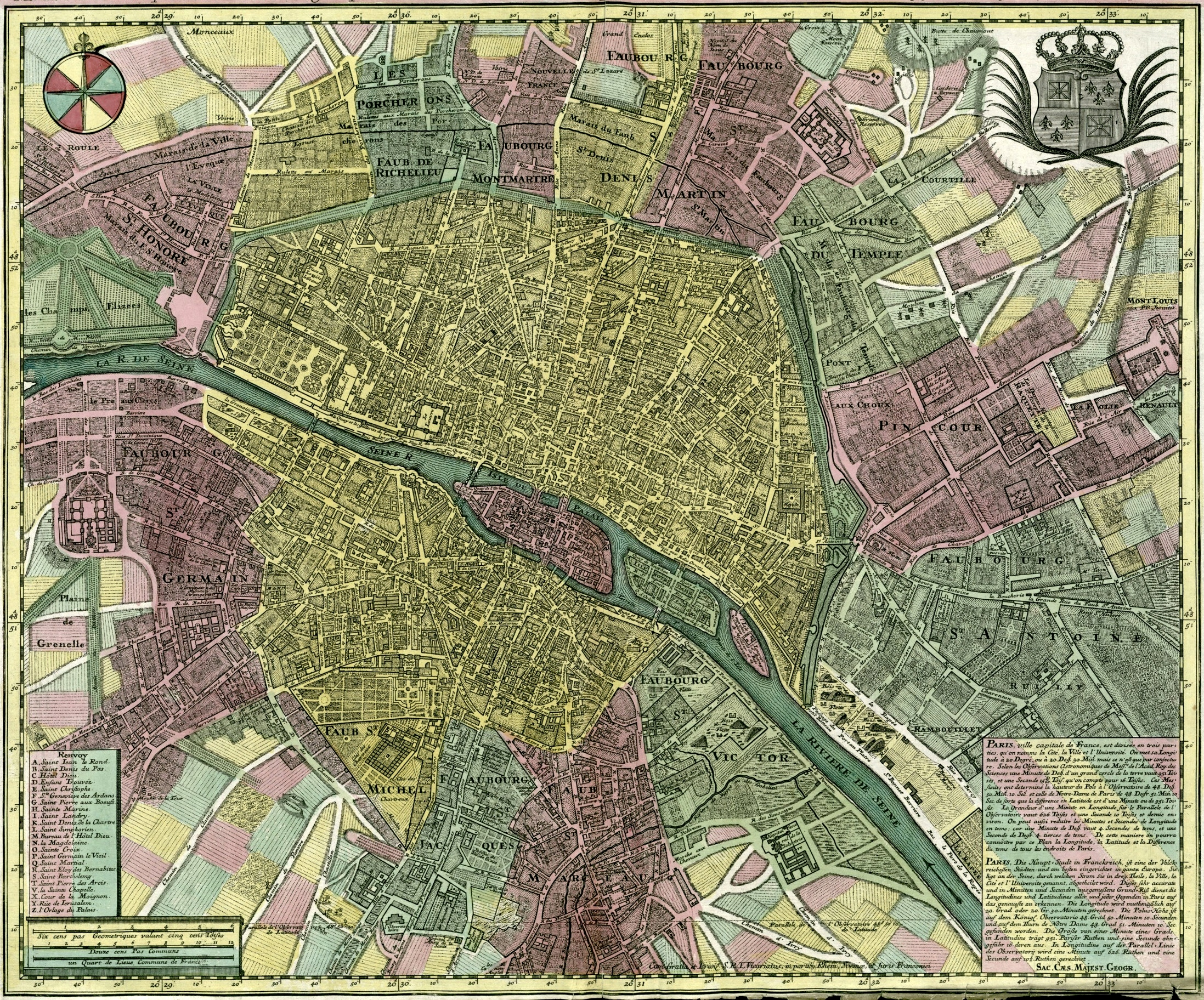
1760 (Matthäus (Matthieu) Seutter (de))
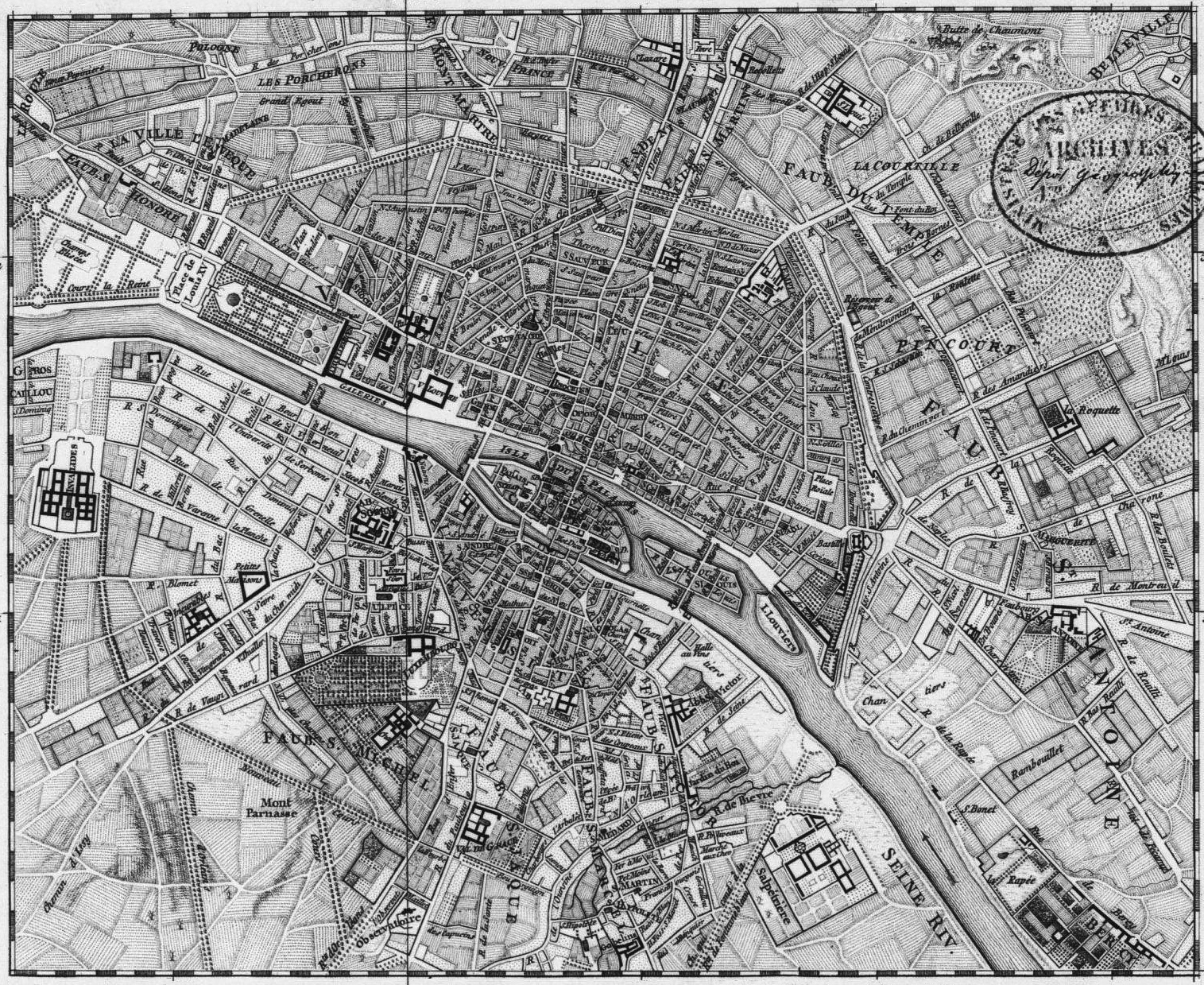
1760 (Vaugondy)
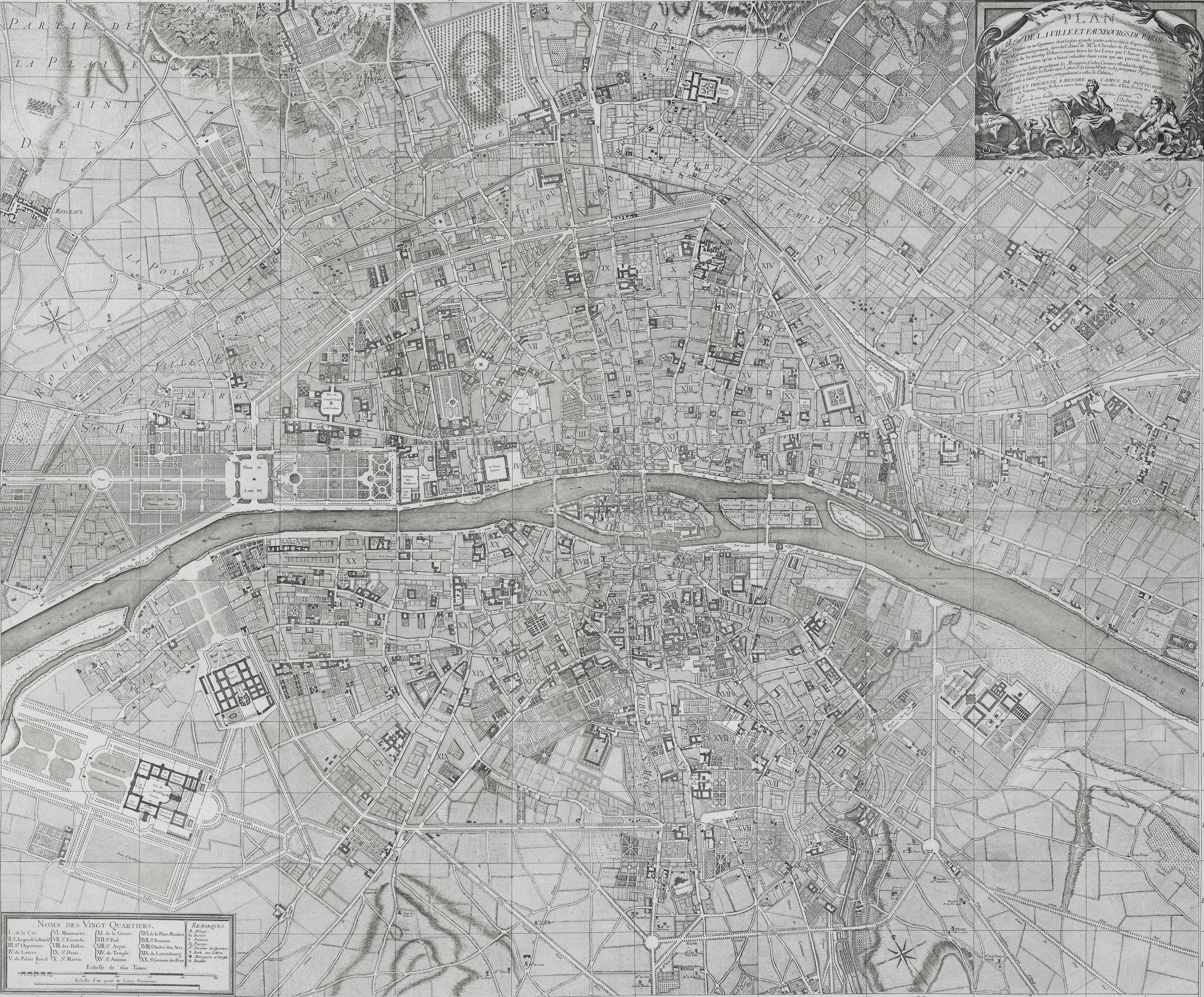
1763 (Louis-François Deharme[12])
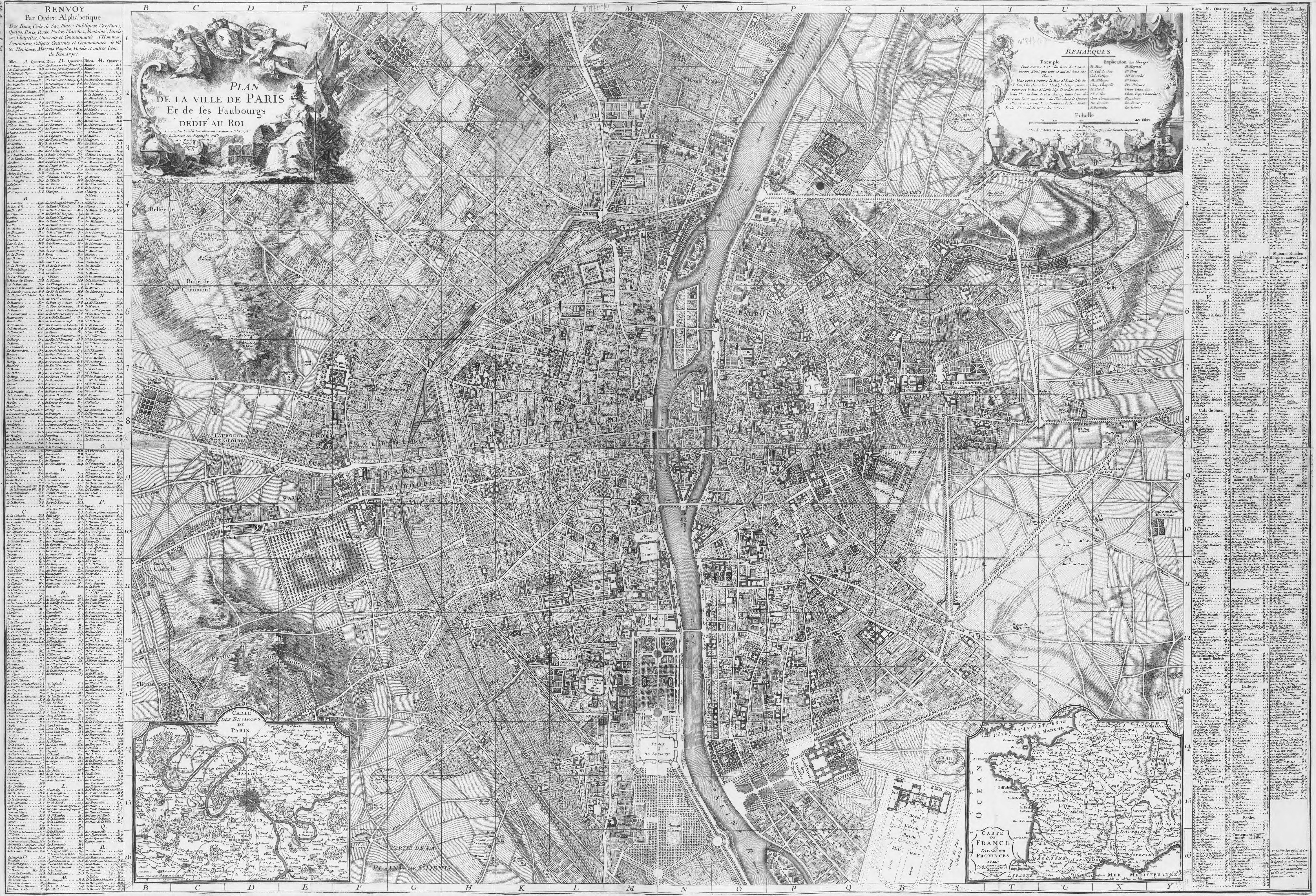
1762 (Jaillot)
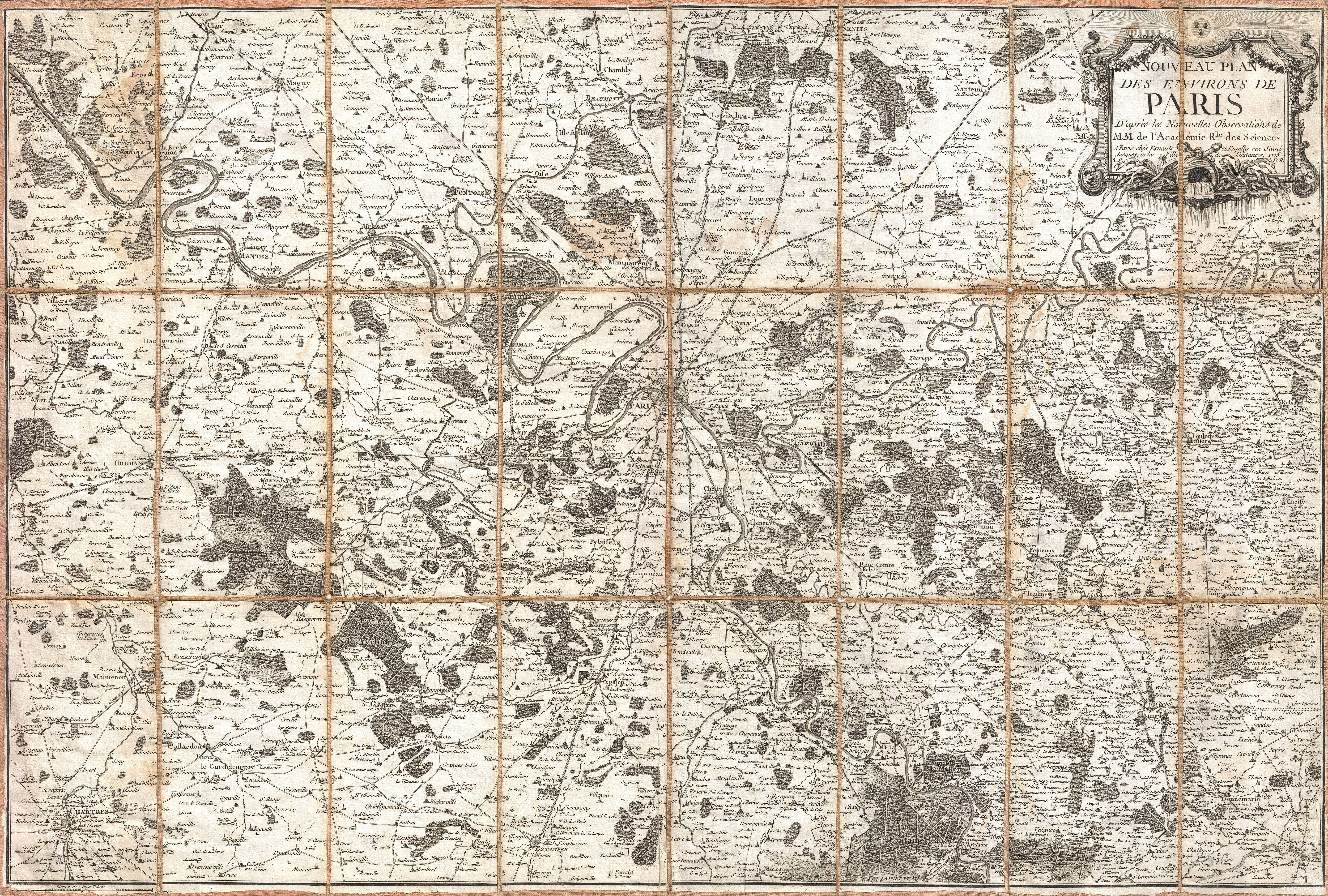
1775 (Jacques Esnault[8] et Michel Rapilly[9])
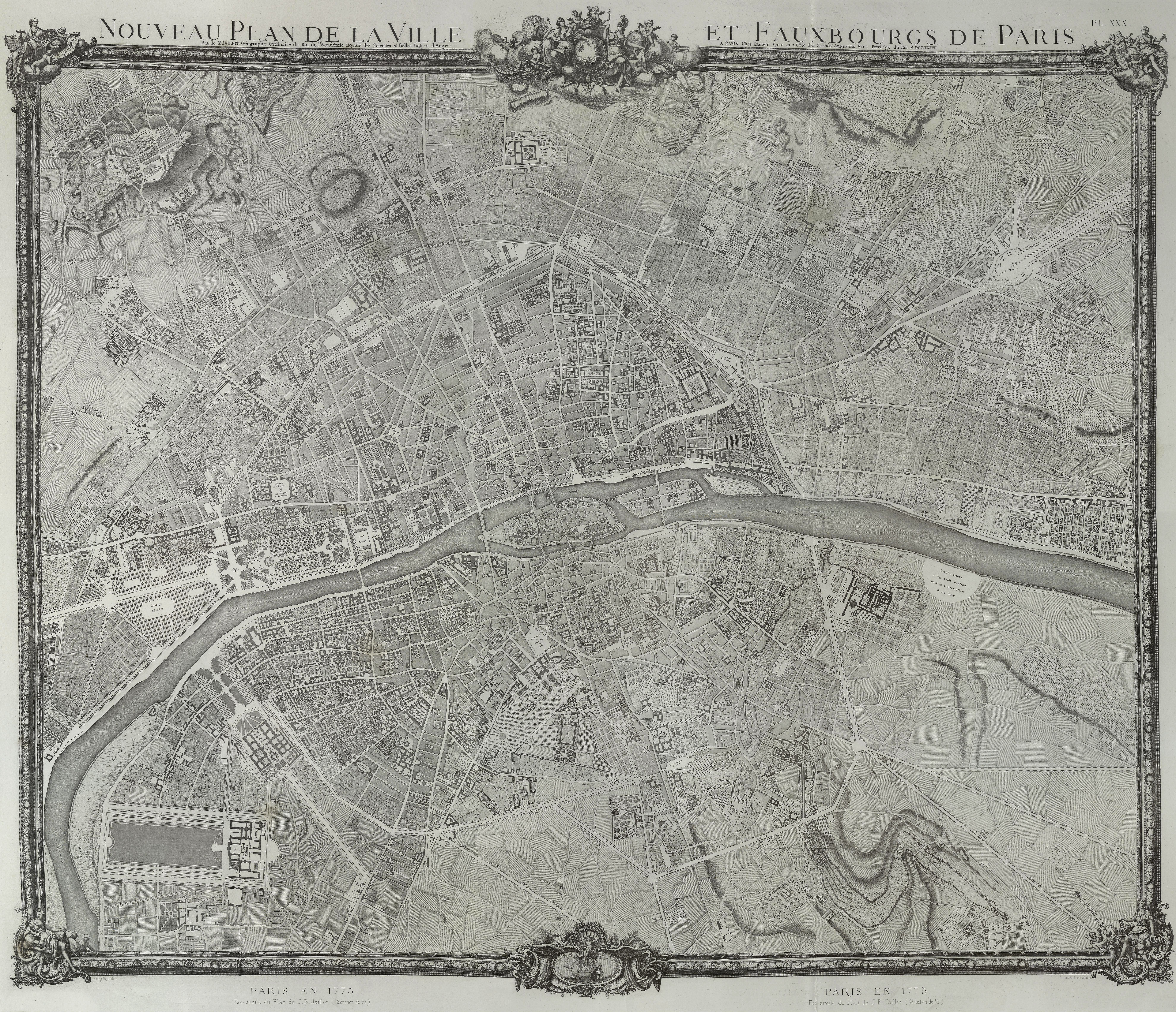
1775 (Jaillot)
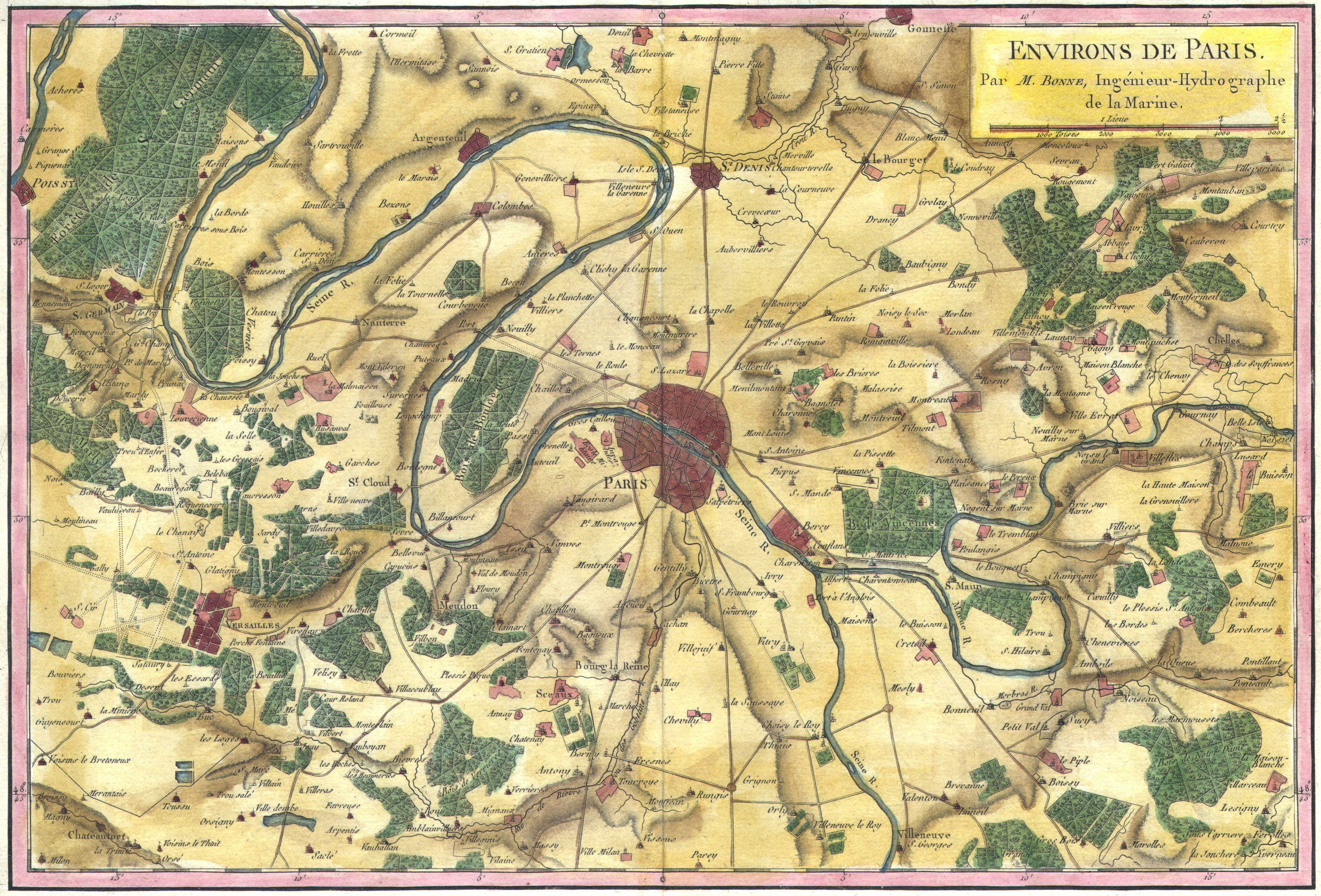
ca. 1780 (Bonne)
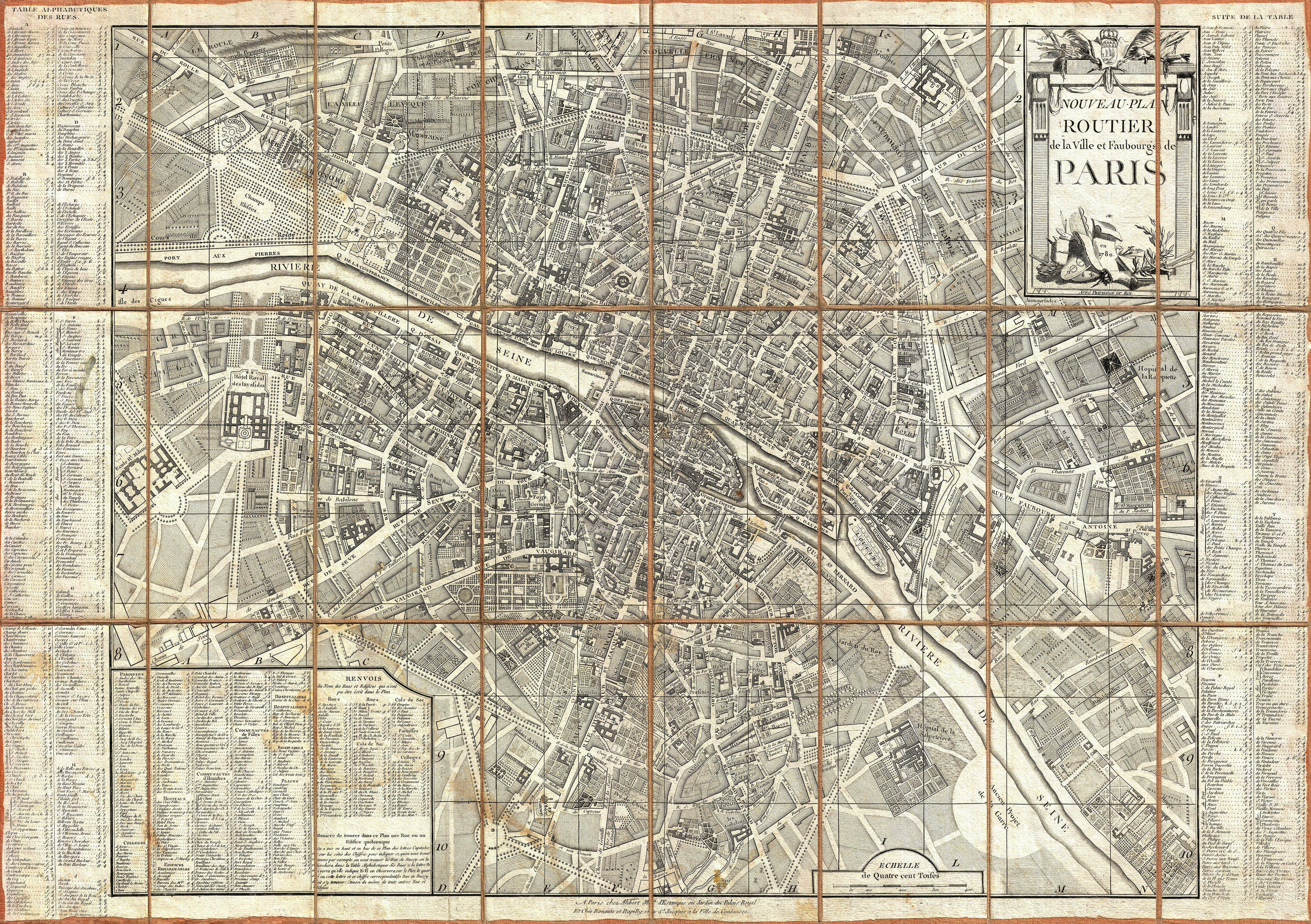
1780 (Jacques Esnault[8] et Michel Rapilly[9])
1786 Plan des paroisses de Paris (Jean Junié)
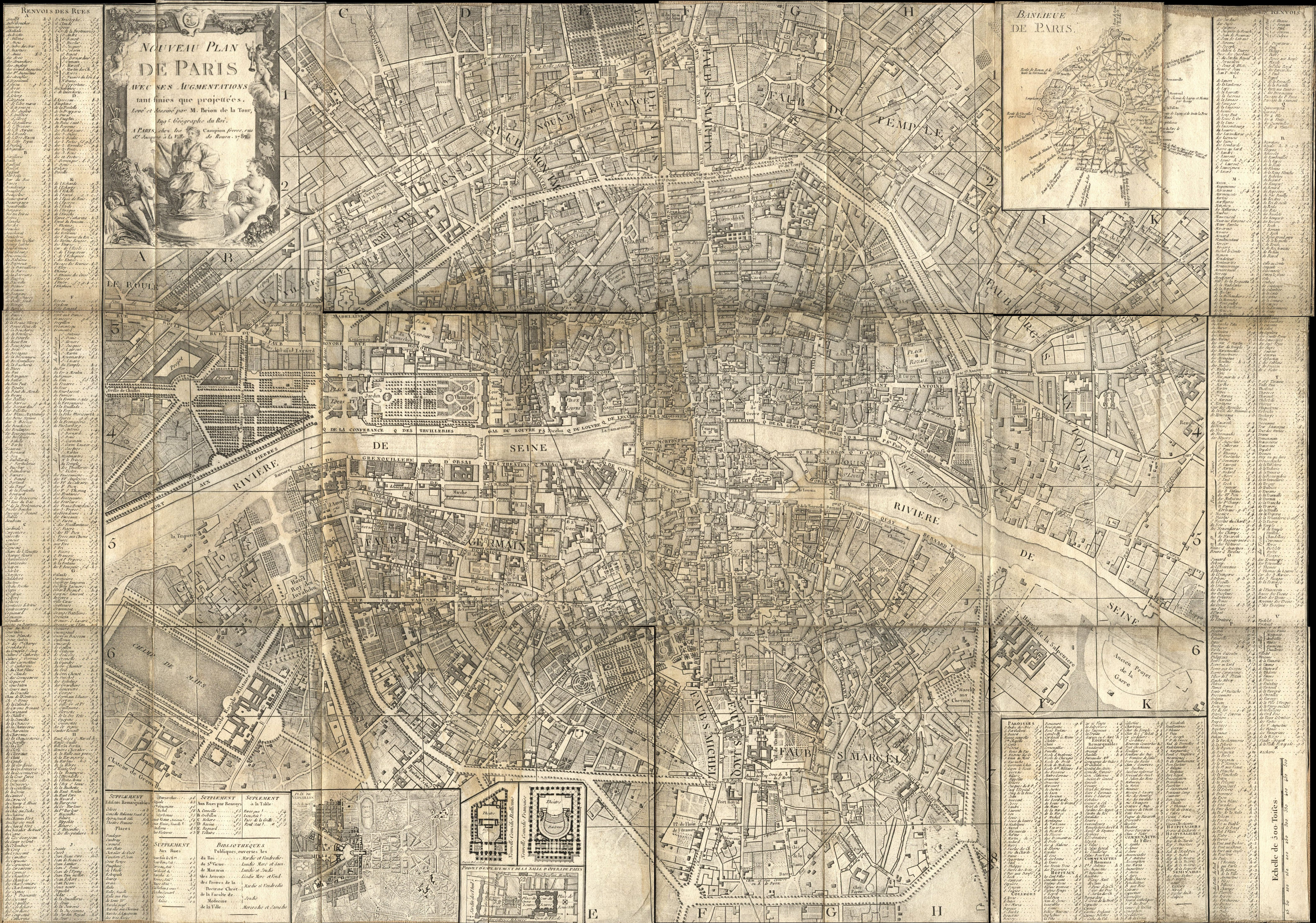
1787 (Brion de la Tour)
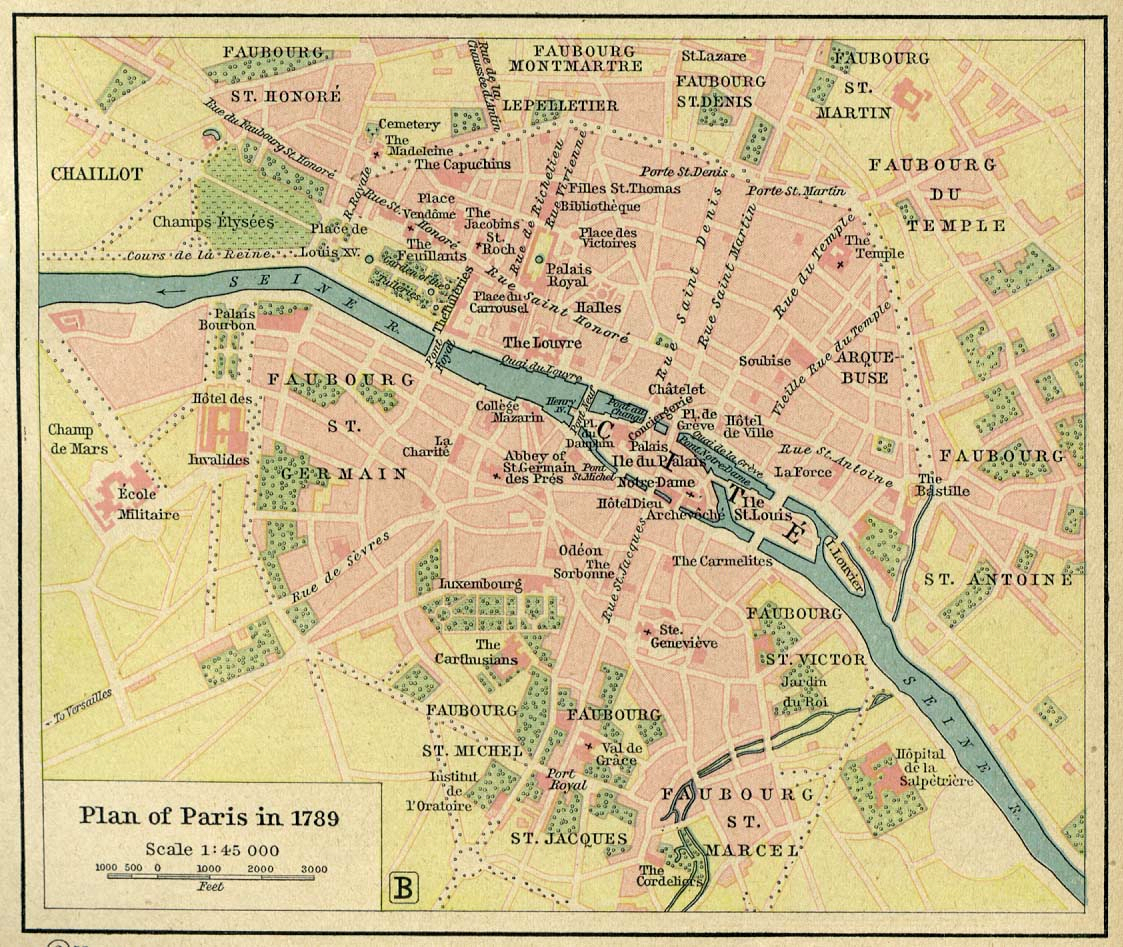
1789 (Shepherd (en))
1790 (Atlas de Verniquet)
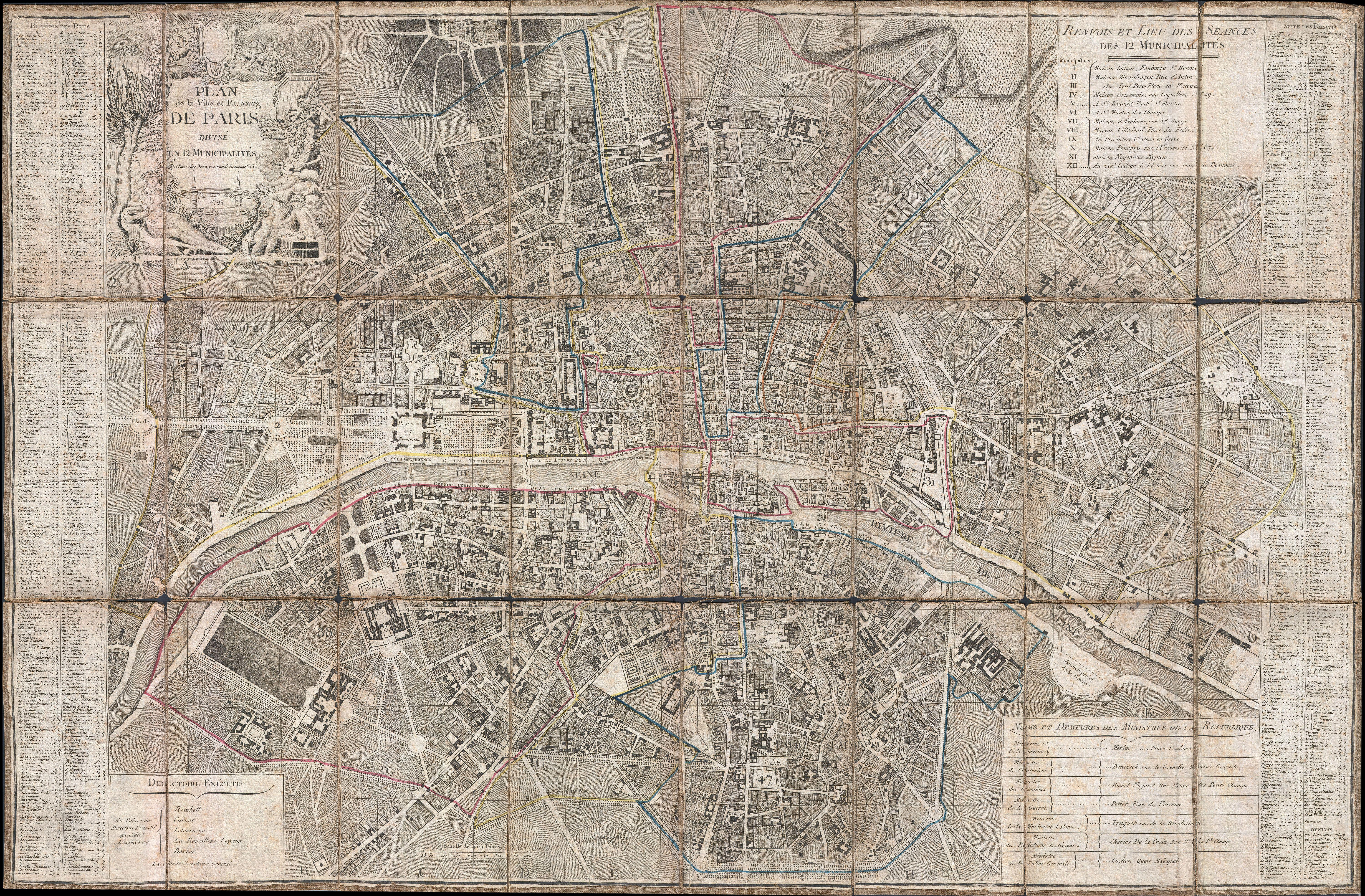
1797 (Chez Jean[13])
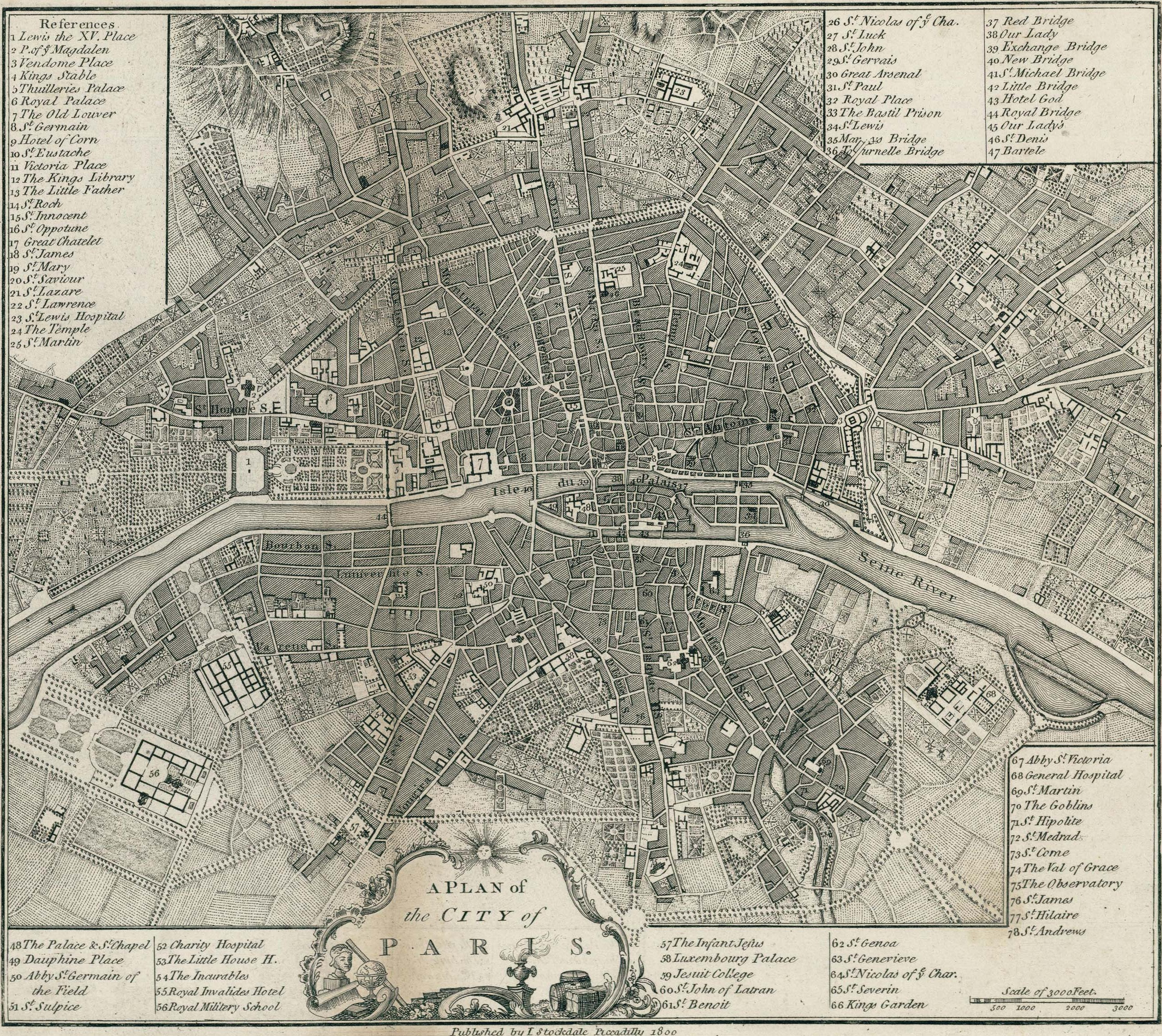
1800 (John Stockdale (en))

#### Paris auXIXesiècle
- 18-- : Enceinte de Paris avec ses 55 barrières ou octrois en ligne sur Gallica
- 18-- : Plan de Paris par Louis François Couché  (1782-1849)
- 18-- : Plan de Paris
- 1814 : Plan de Paris par L.A. Baratte  (17??-18??)
- 1824 : Panorama de la ville de Paris par Aristide Michel Perrot en ligne sur Gallica
- 1834 : Plan de la ville de Paris, divisé en 12 arrondissements et 48 quartiers par Eustache Hérisson, en ligne sur Gallica
- 1836 : Théodore Jacoubet : Atlas général de la Ville, des faubourgs et des monuments de Paris
- 1838 : Administrations, établissements publics et monuments de la ville de Paris par Aristide Michel Perrot en ligne sur Gallica
- 1838 : Plan de Paris en 1838 avec le tracé de ses anciennes enceintes par Ambroise Tardieu
- 1840 : Plan de Paris divisé en XII mairies et 48 quartiers et tous les monuments dressé par Hennequin et augmenté par Fauchet (1840), en ligne sur Gallica
- 1841 : Carte des fortifications de Paris. Nouvelle édition augmentée du baraquement des troupes, plans, profils, etc / Publié par J. Andriveau-Goujon  vers 1841
- 1847 : Nouveau plan complet de Paris avec ses fortifications en 1847 par N.-J. Henriot
- 1848 : Plan d'ensemble des travaux de Paris indiquant les voies exécutées et projetées de 1851 à 1868 par Eugène Andriveau-Goujon (1832-1897) en ligne sur Gallica
- 1854 : Plan de Paris de Victor Adolphe Malte-Brun (1816-1889) et Auguste Henri Dufour (1798-1865)
- 1854 : Plan de Paris 1854 imprimerie de Lemercier, avec voies projetées
- 1855 : Nouveau plan complet de Paris avec ses fortifications en 1855 par N.-J. Henriot
- 1856 : Nouveau plan historique de la ville de Paris, par A. Bés et F. Dubreuil
- 1857 : Nouveau plan complet de Paris avec ses fortifications en 1857 par N.-J. Henriot
- 1860 : Paris illustré et ses fortifications : Paris divisé en 20 arrondissements pour 1860, par Georges de Maillard de Bois Saint Lys
- 1861 : Plan de Paris de 1861 par Eugène Lanée (1830-1897)
- 1869 : Plan de Paris de 1869 par Edmond Dumas-Vorzet
- 1870 : Saisi sur un officier prussien fait prisonnier. Plan de Paris, avec les distances numériques d'un fort à l'autre, dressé à Zurich, pour guider les marches de l'armée ennemie
- 1874 : Plan de Paris indiquant le tracé des voies nouvelles dont S. M. l'empereur Napoléon III a pris l'initiative
- 1878 : Plan de Paris 1878 par  A. Martin
- 1878 : Plan géométral de Paris par Eugène Andriveau-Goujon (1832-1897)
- 1891 : Paris. Plan nouveau de Barrère
- 1892 : Plan commode de Paris avec les lignes d'omnibus et tramways
- 1892 : Plan nouveau de Paris de Barrère
- 1894 : Plan de Paris par Joseph Forest (1865-19??)
- 1899 : Plan de Paris 1899 par Hachette

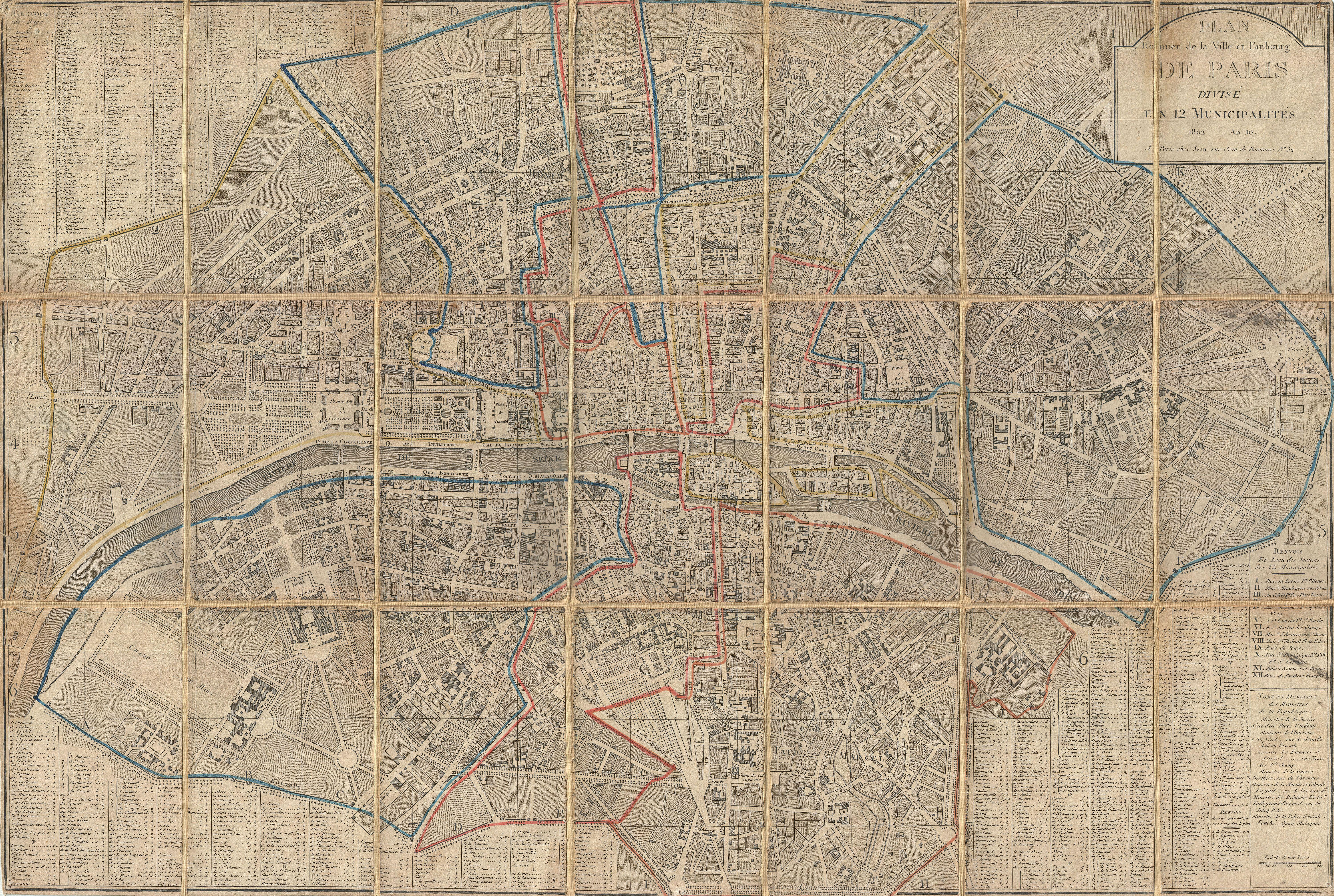
1802 (Chez Jean[13])
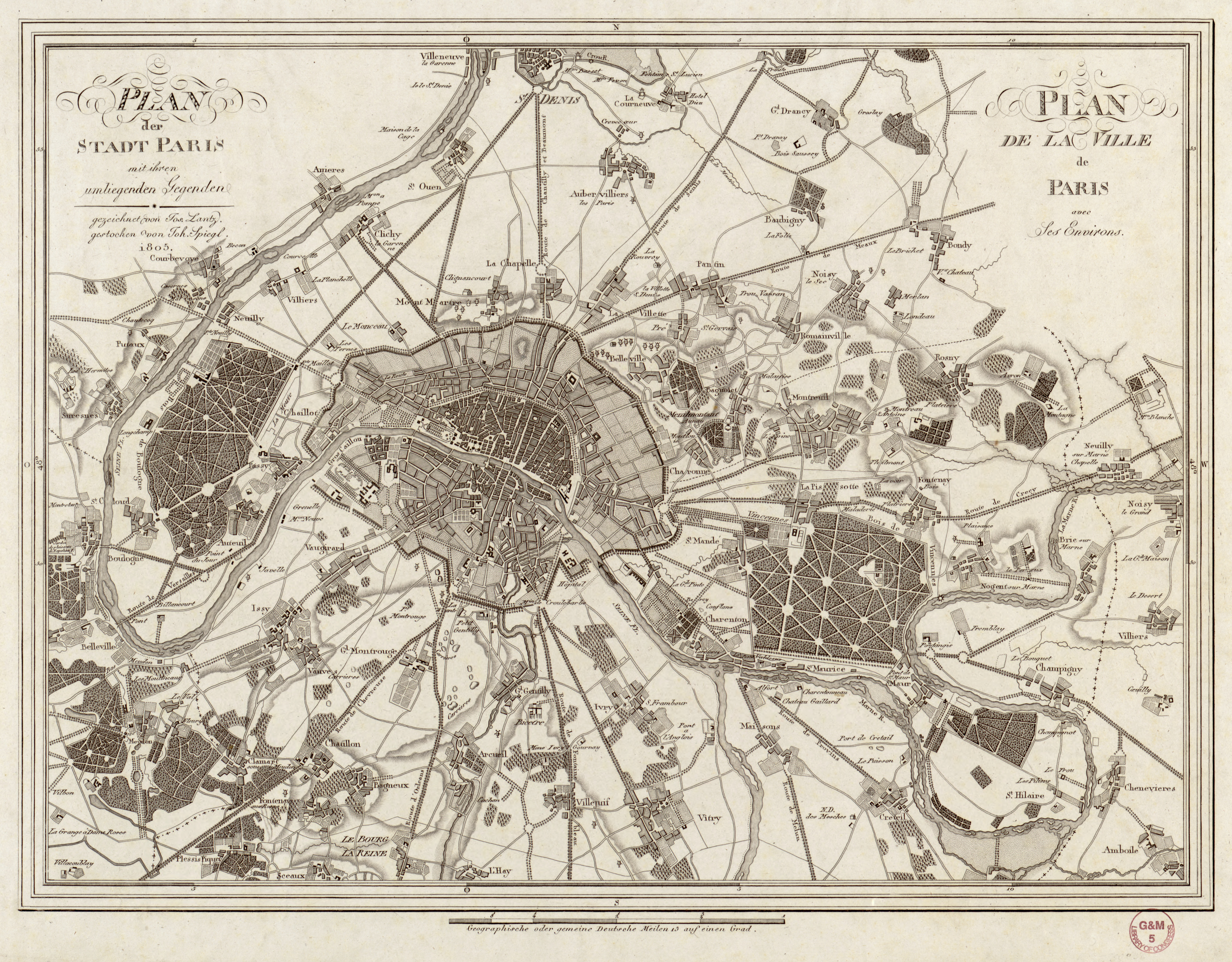
1805 (Jos. Lantz)
1814 (Charles Piquet[14])
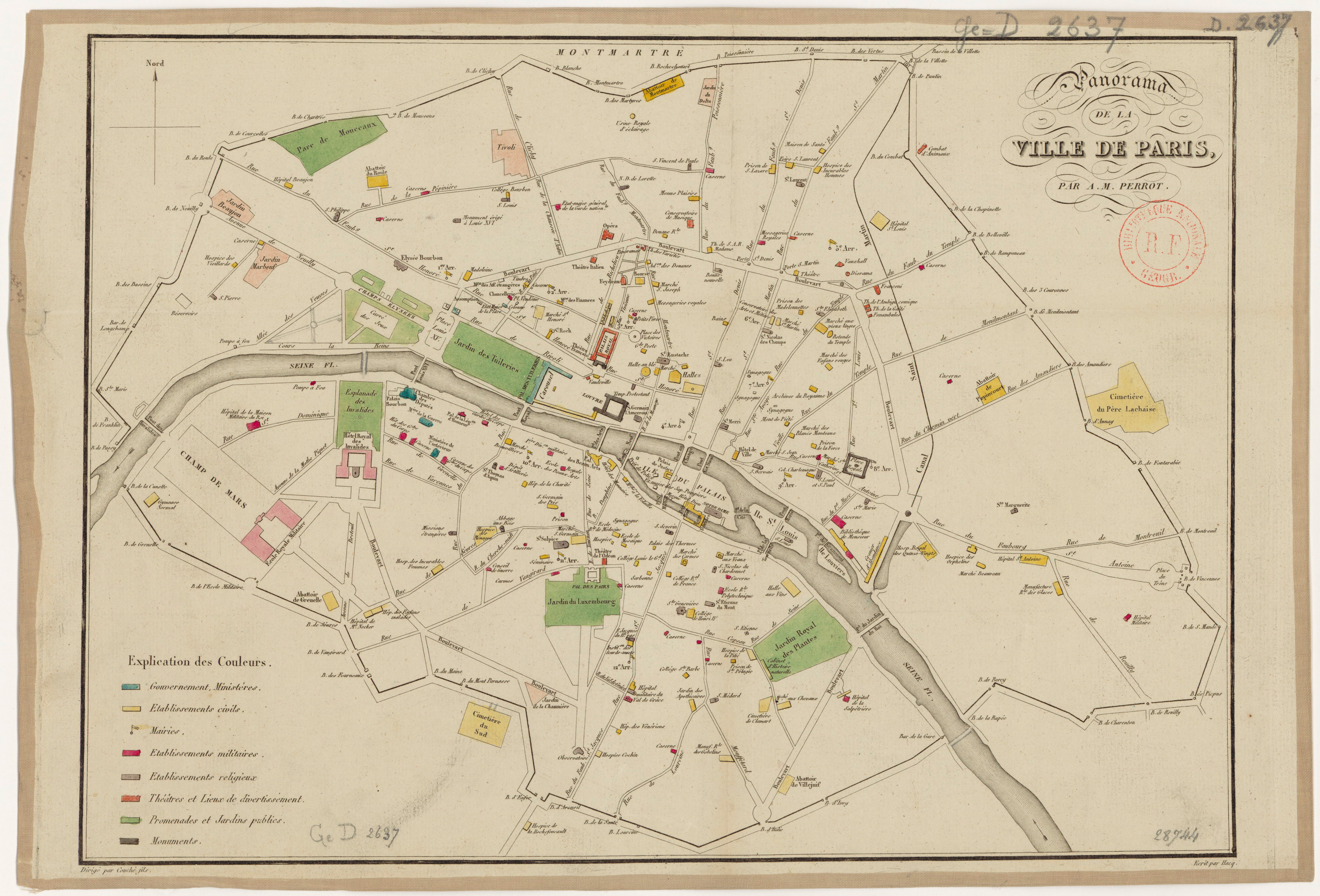
1826 (Perrot)
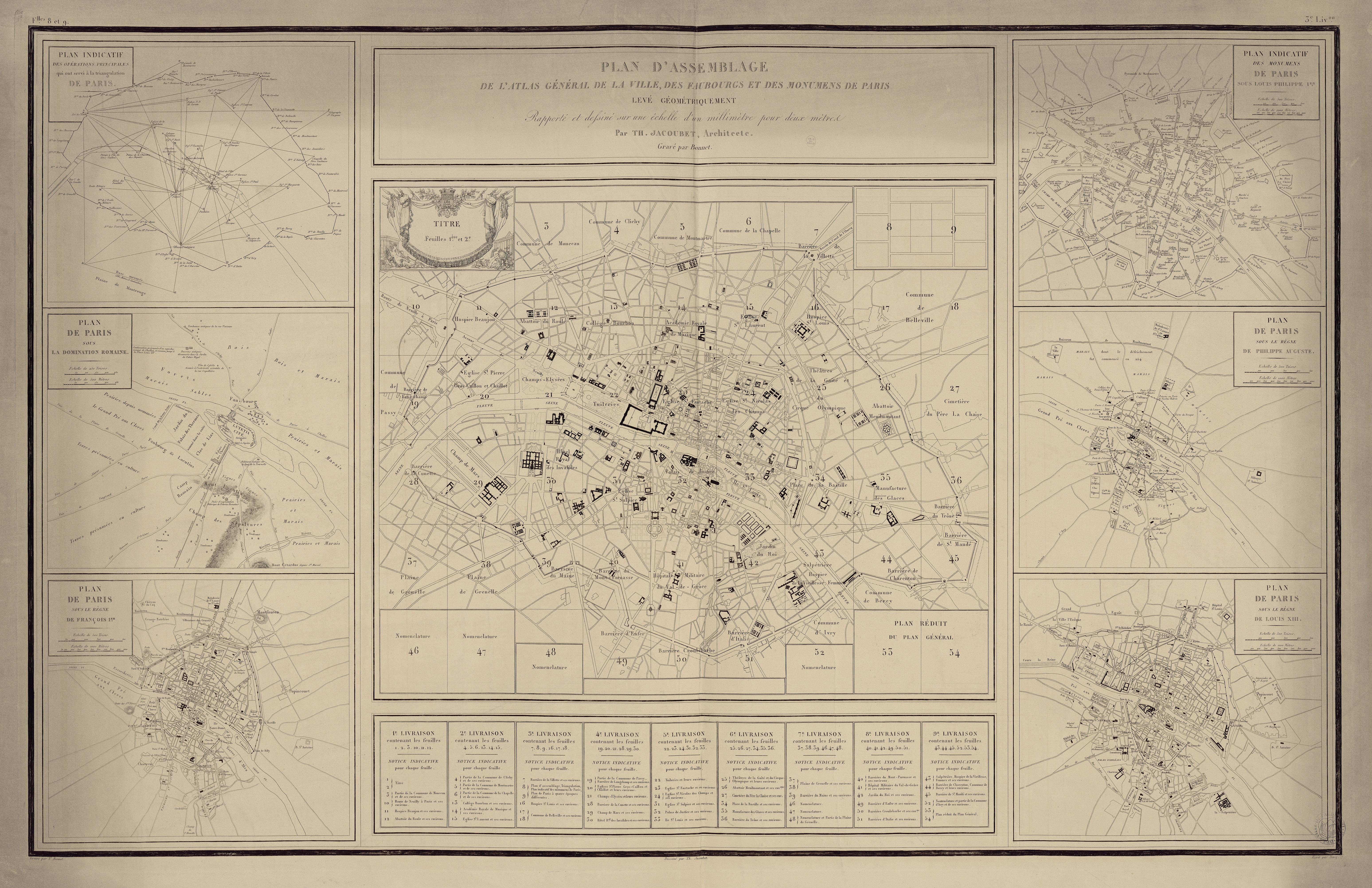
1827 - 1839 (Atlas de Jacoubet) (Théodore Jacoubet)
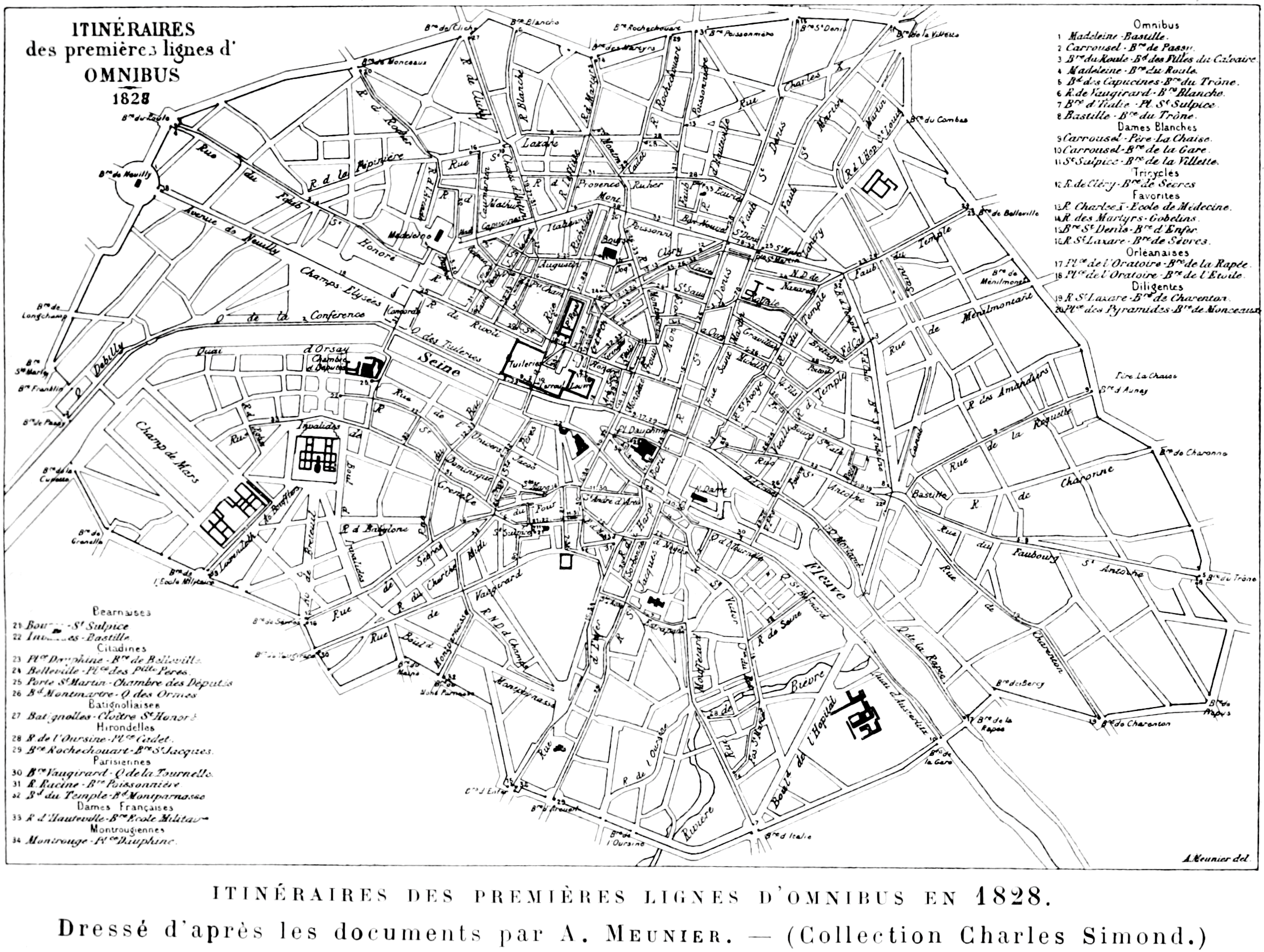
1828 (Simond)
1830 (Xavier Girard)
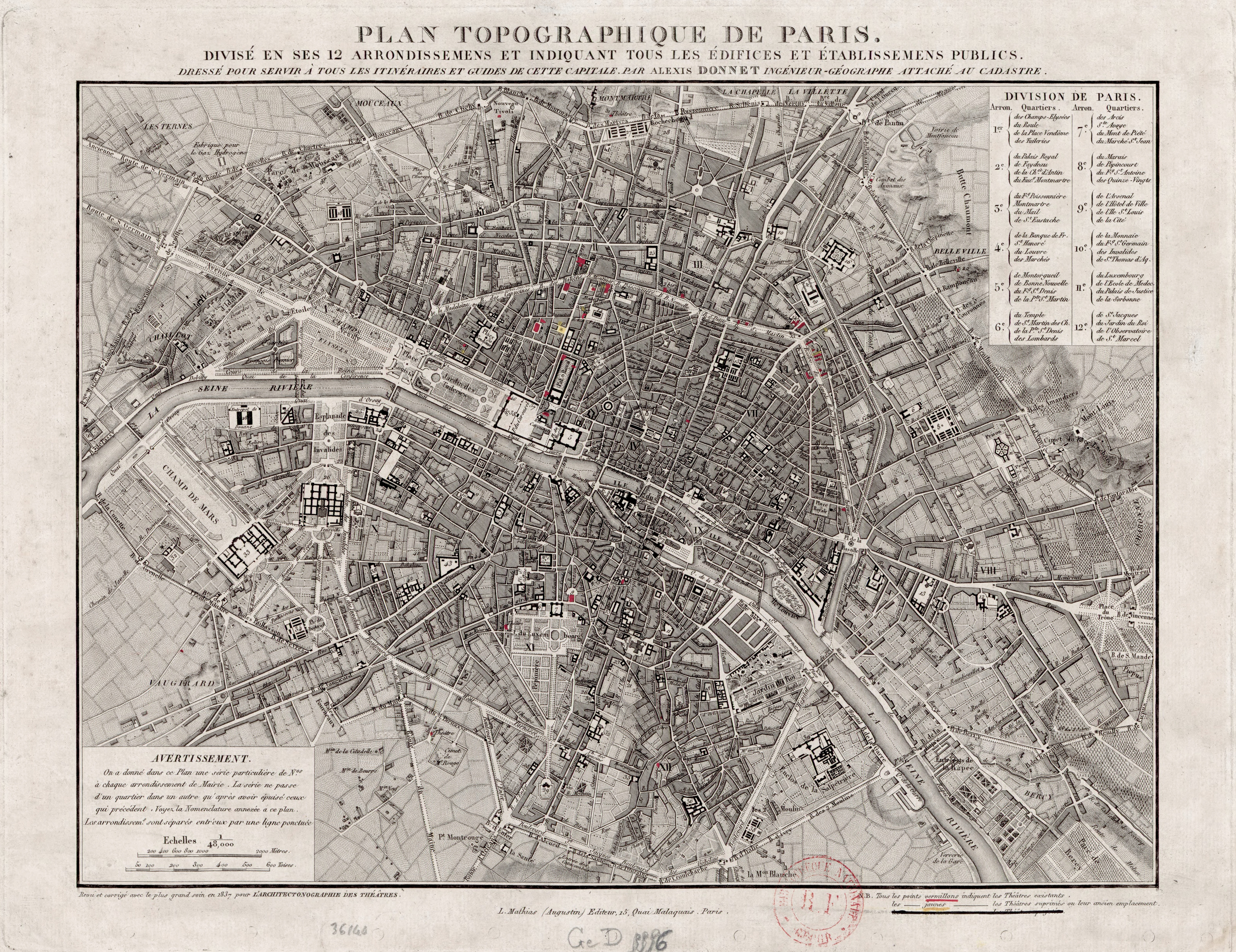
1837 (Donnet)
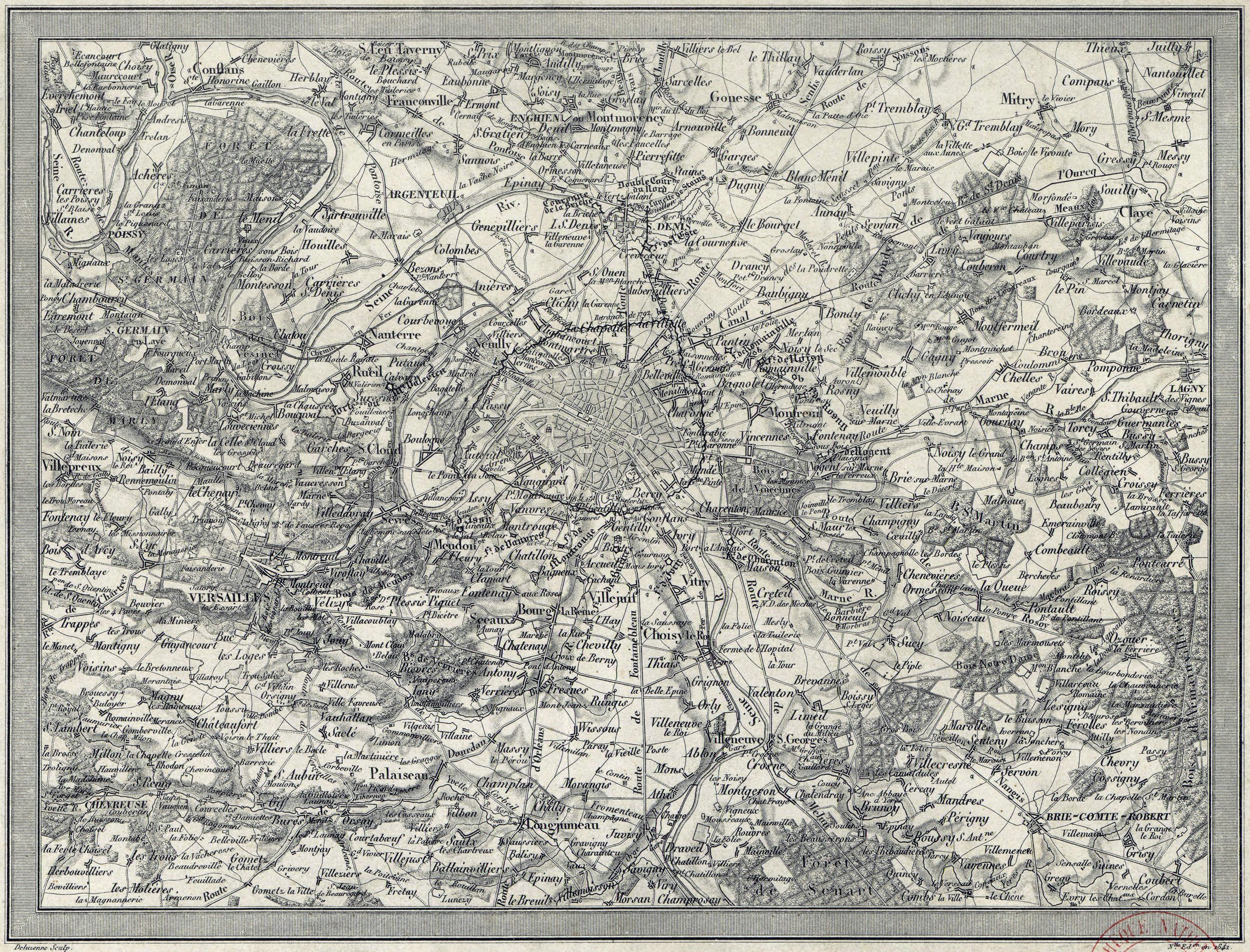
1841 (Charles Piquet[14])
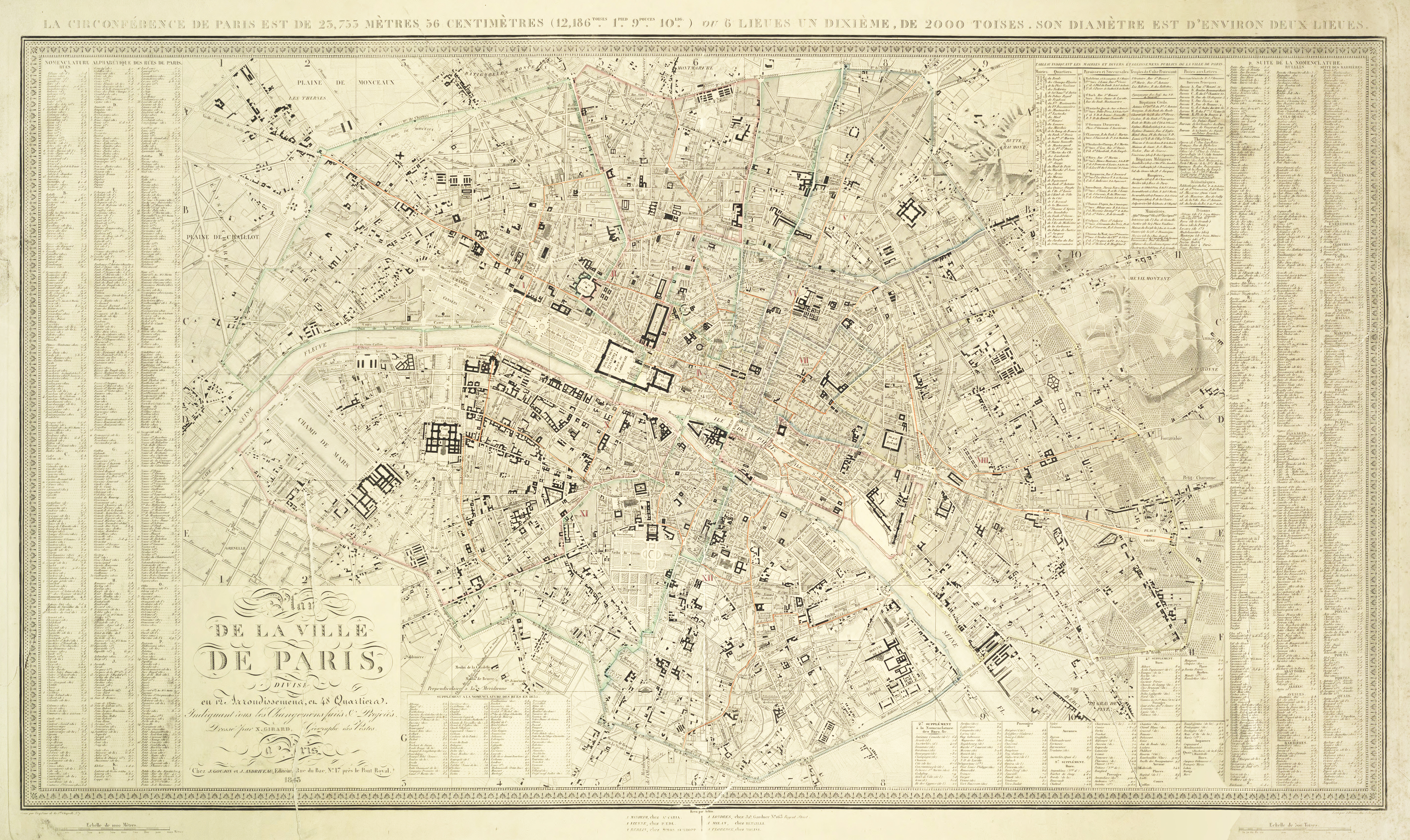
1843 (Girard)
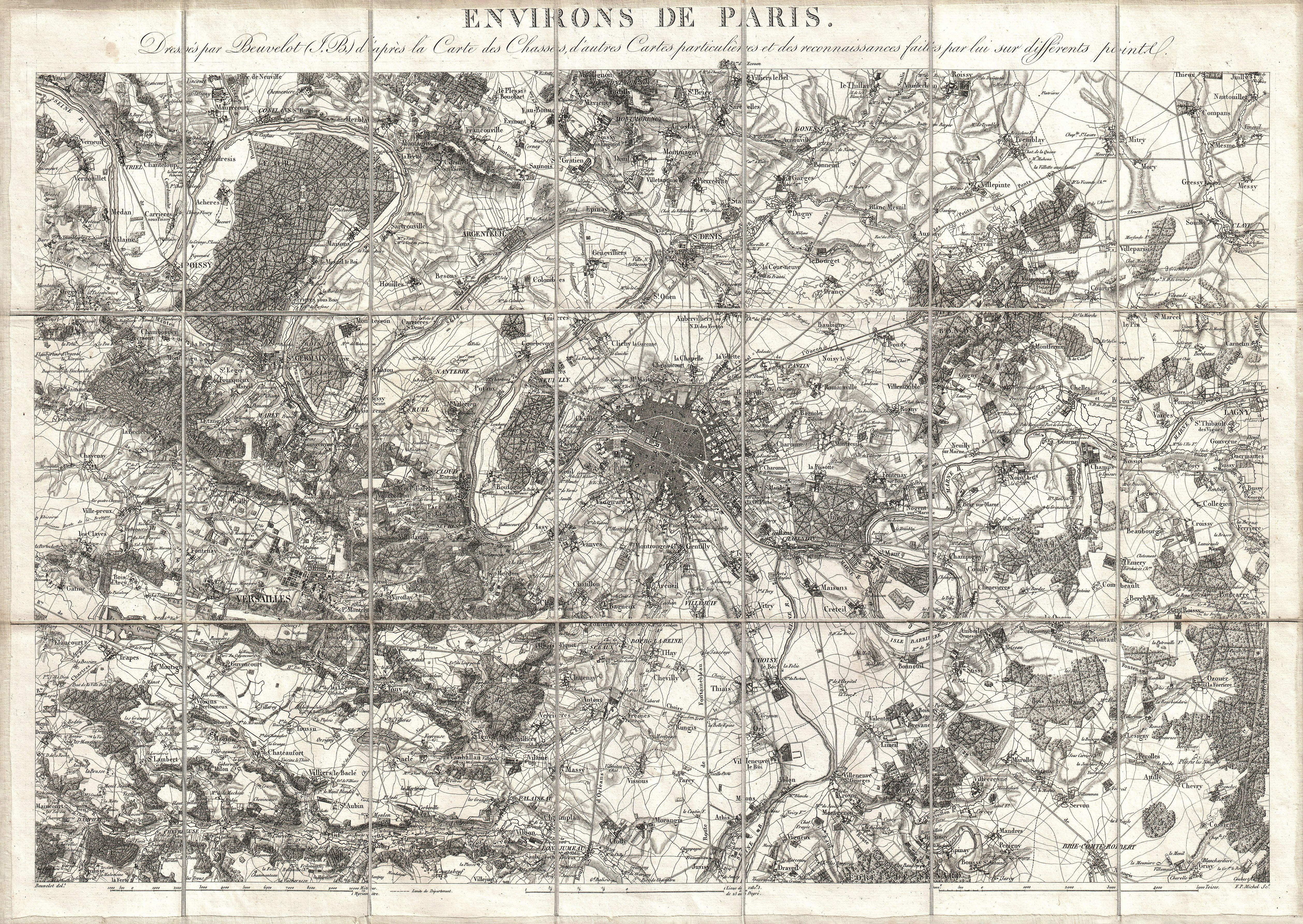
1850 (Eugène Andriveau-Goujon (1832-1897))
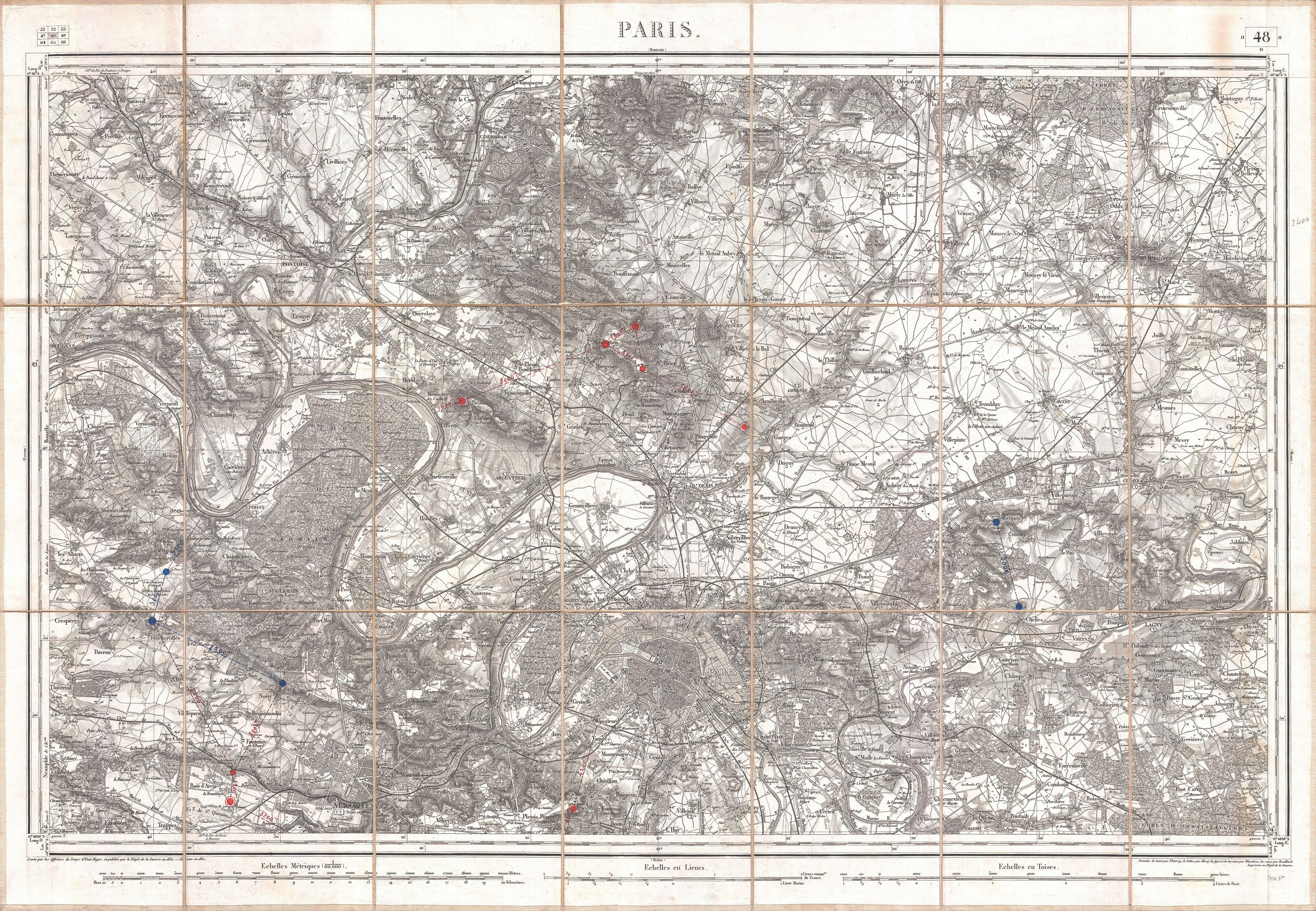
1852 (Dépôt de la Guerre)
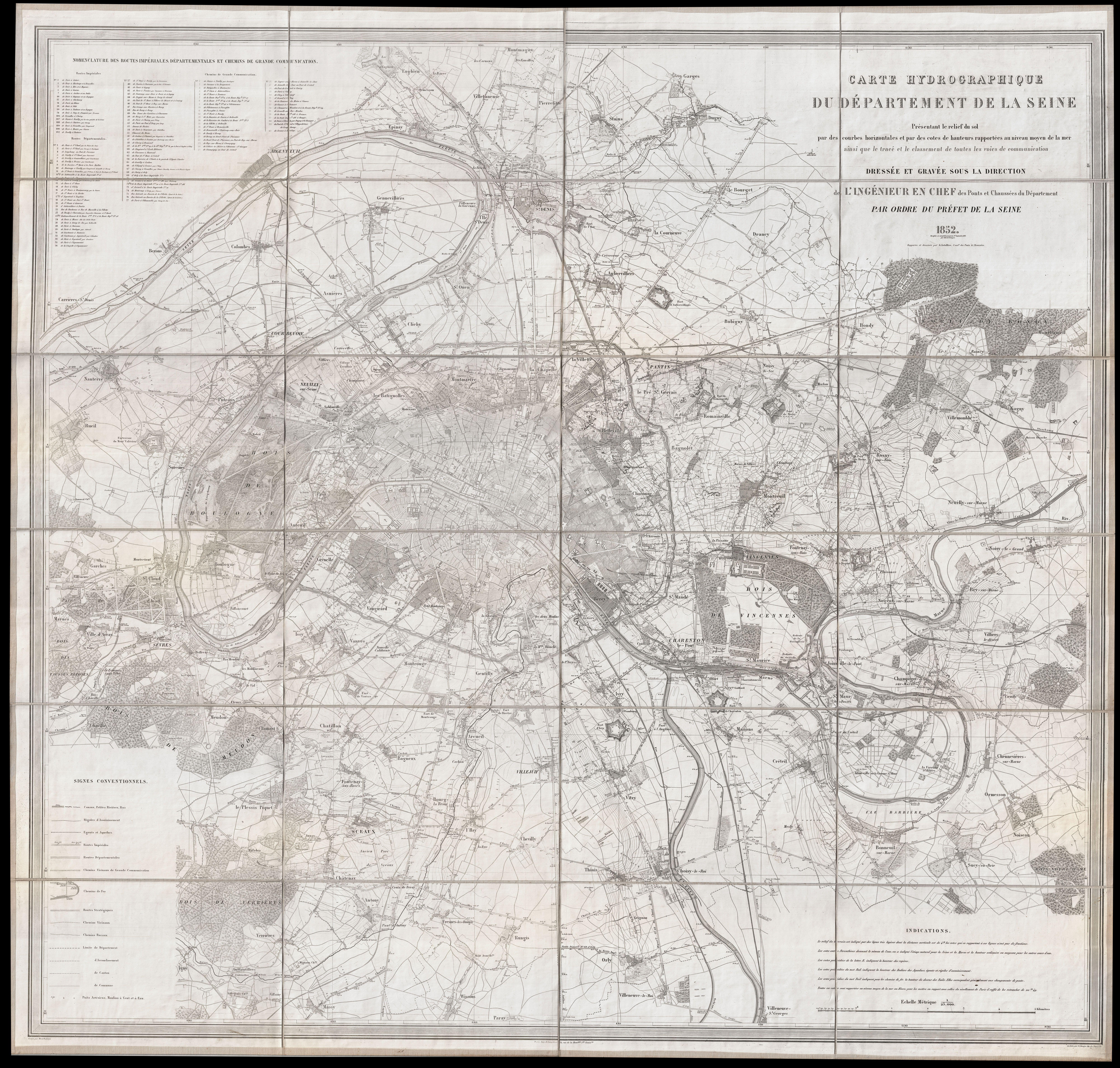
1852 (Eugène Andriveau-Goujon (1832-1897))
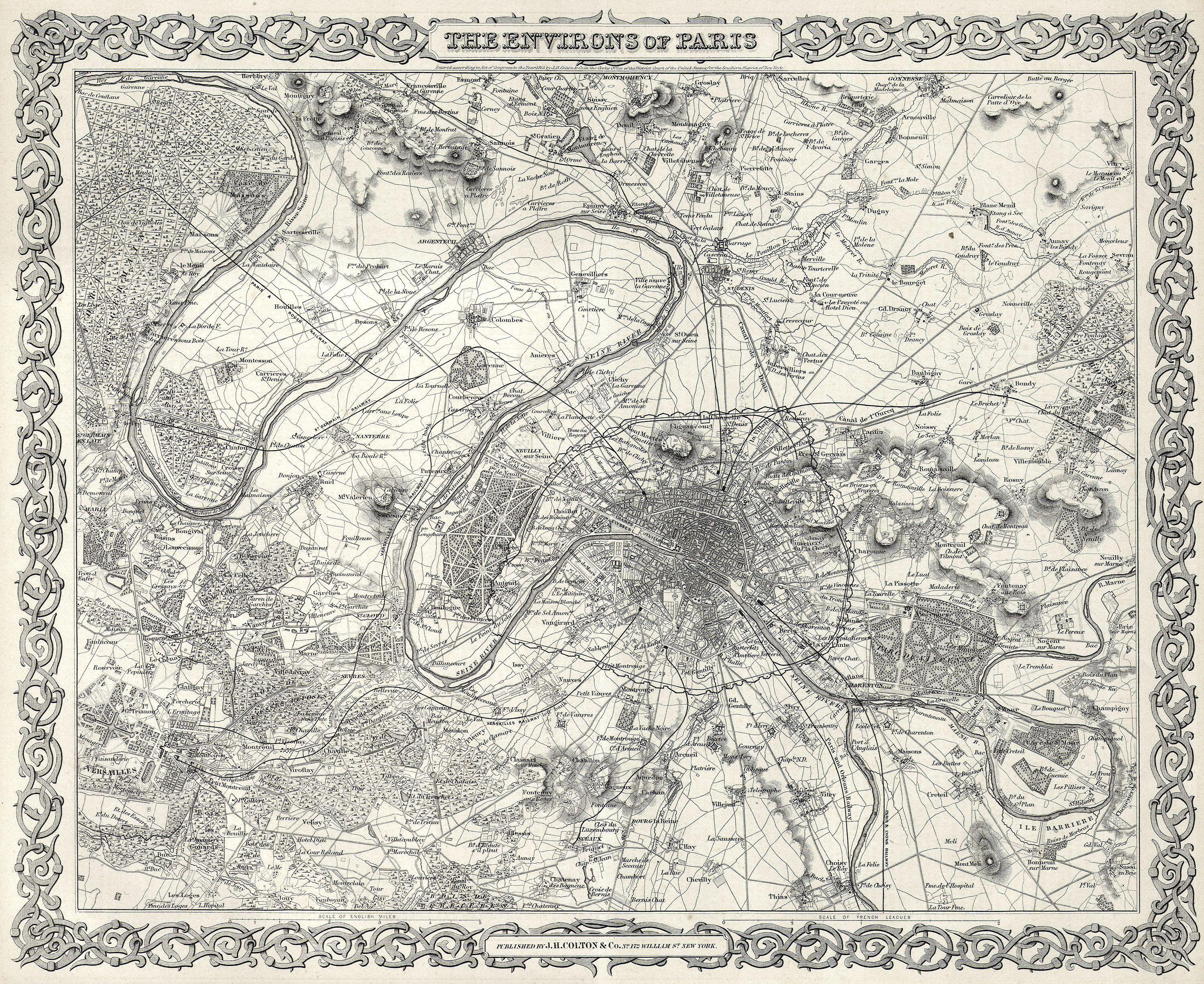
1855 (J.H.Colton)
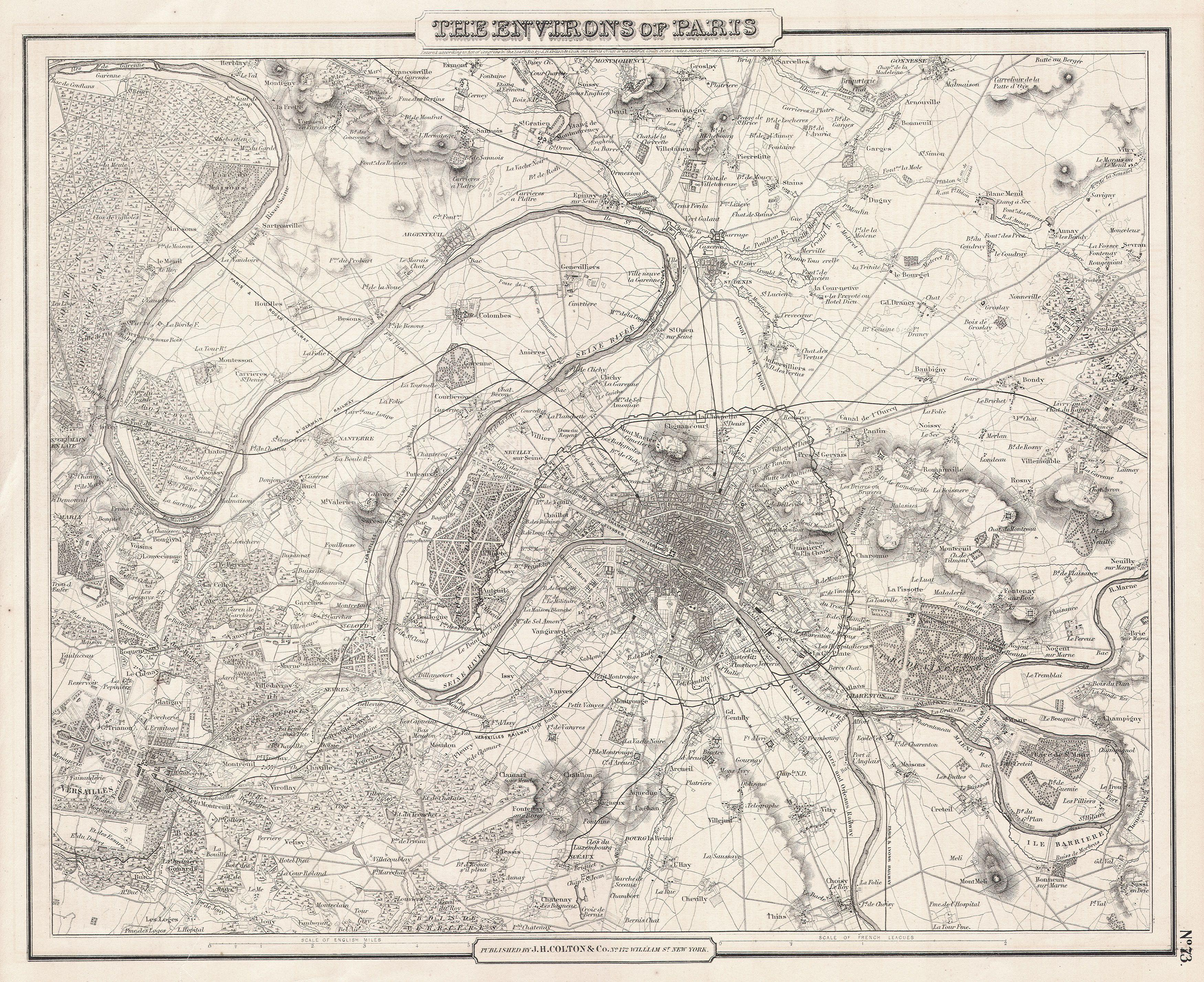
1857 (J.H.Colton)
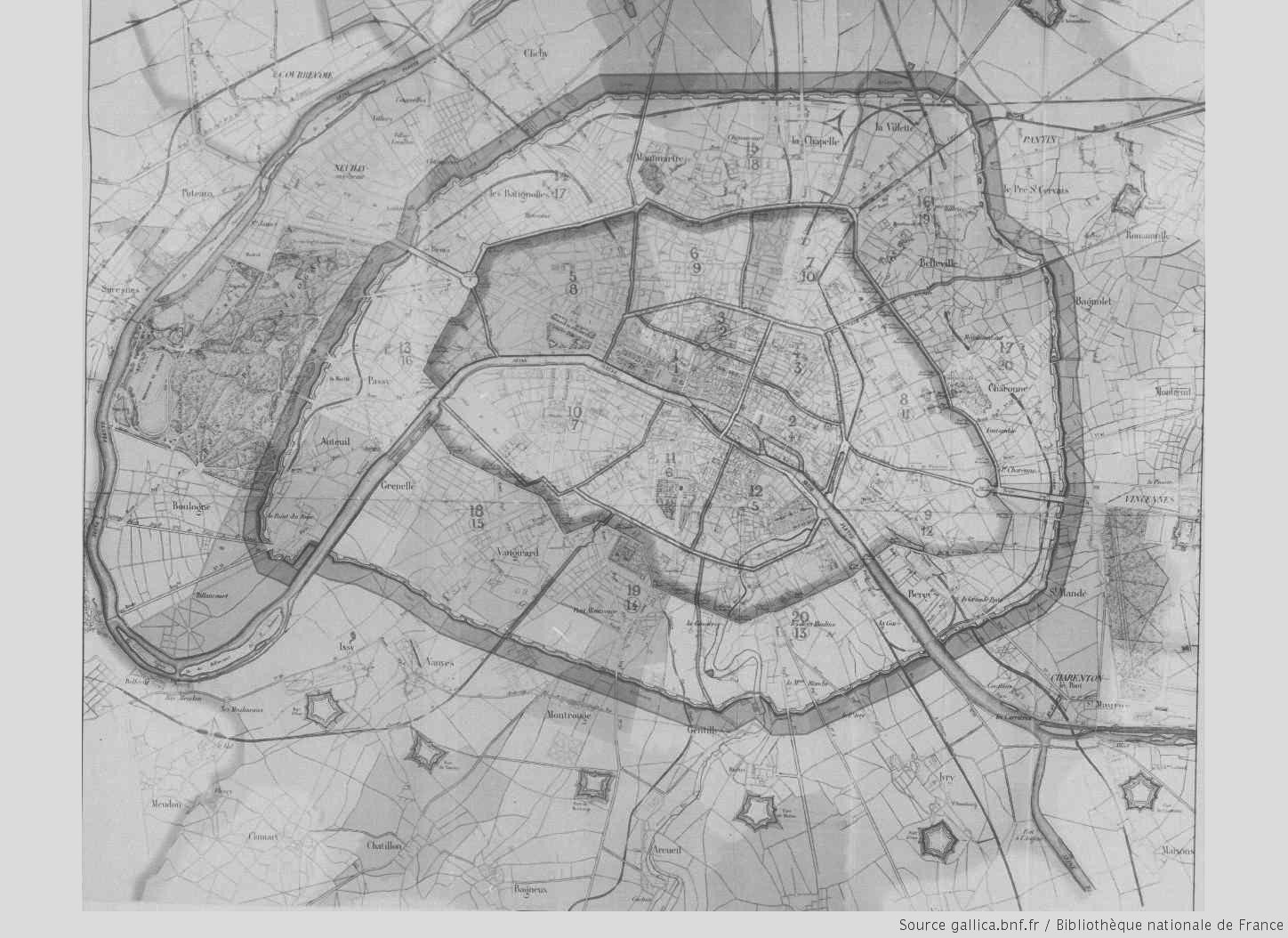
1859 (extension de Paris)
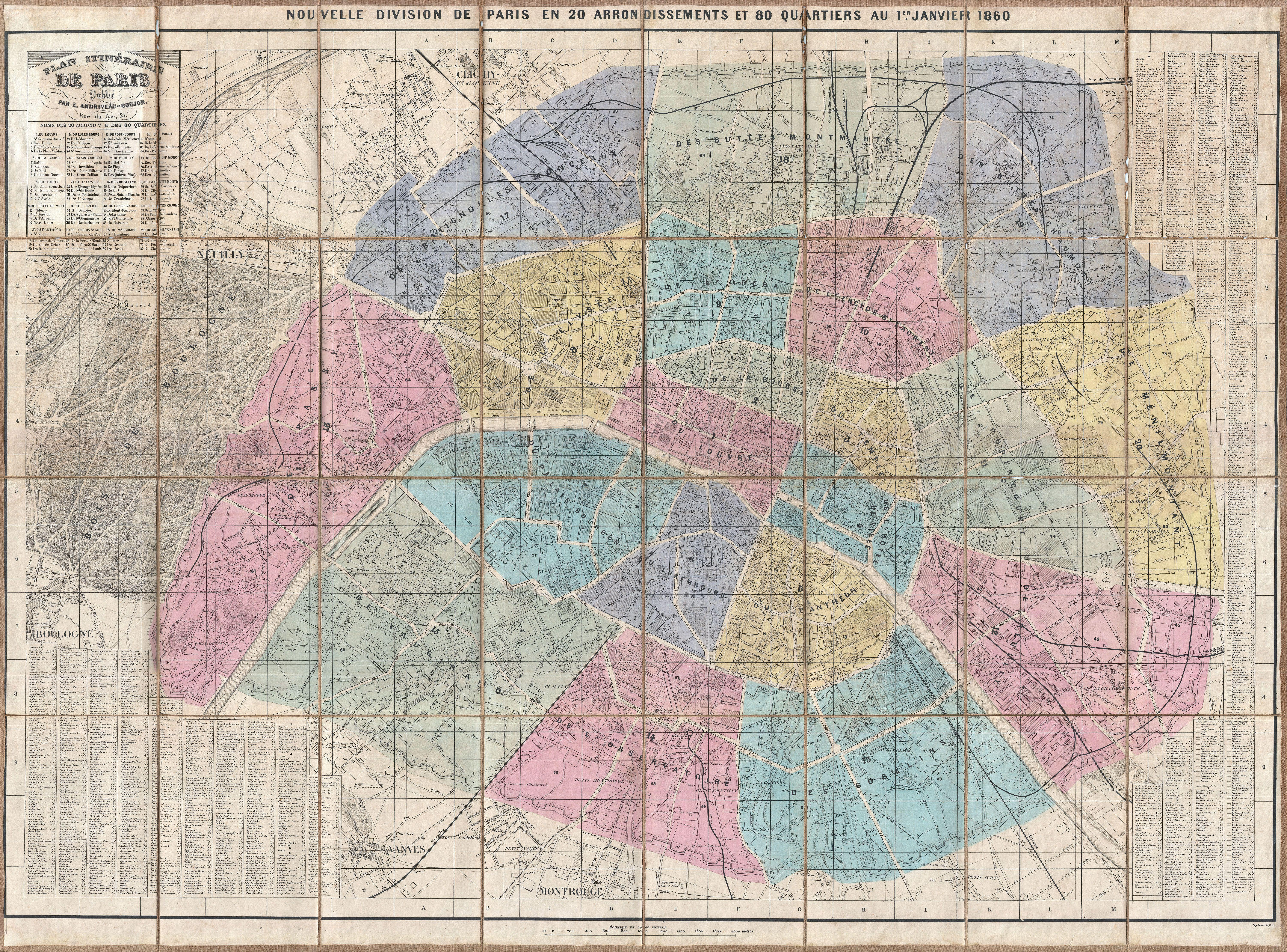
1860 (Eugène Andriveau-Goujon (1832-1897))
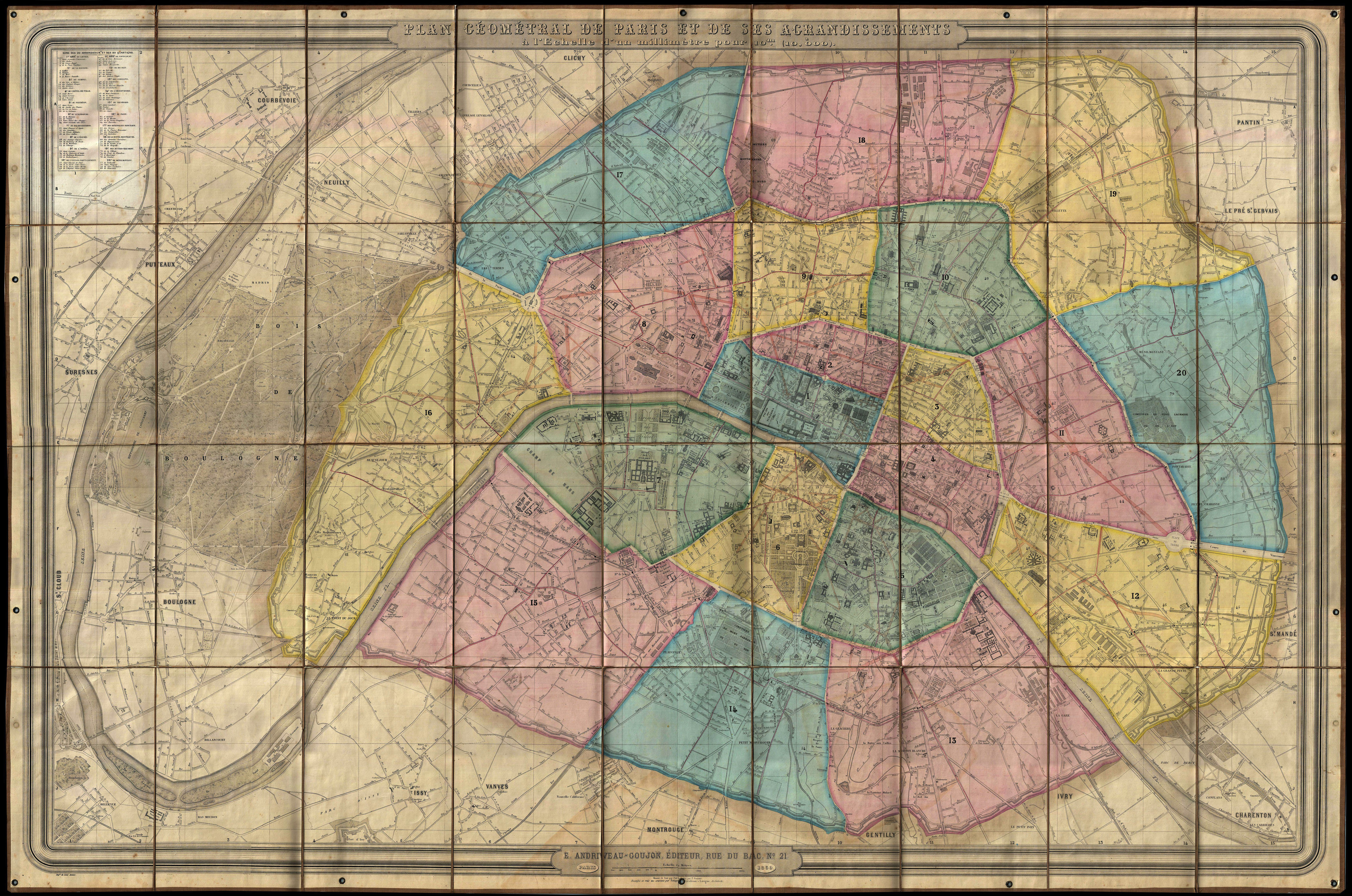
1860 (Eugène Andriveau-Goujon (1832-1897))
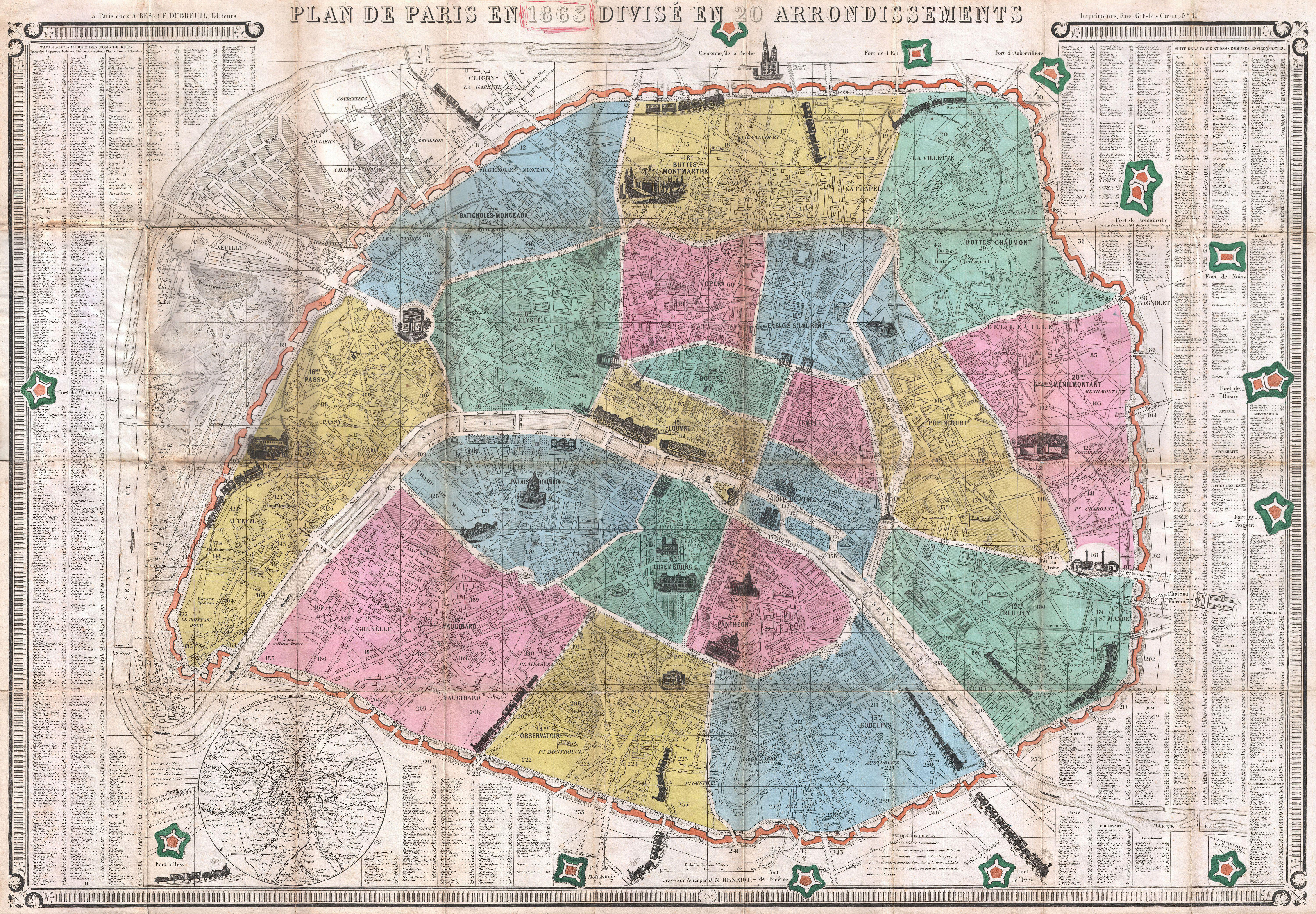
1863 (Henriot)
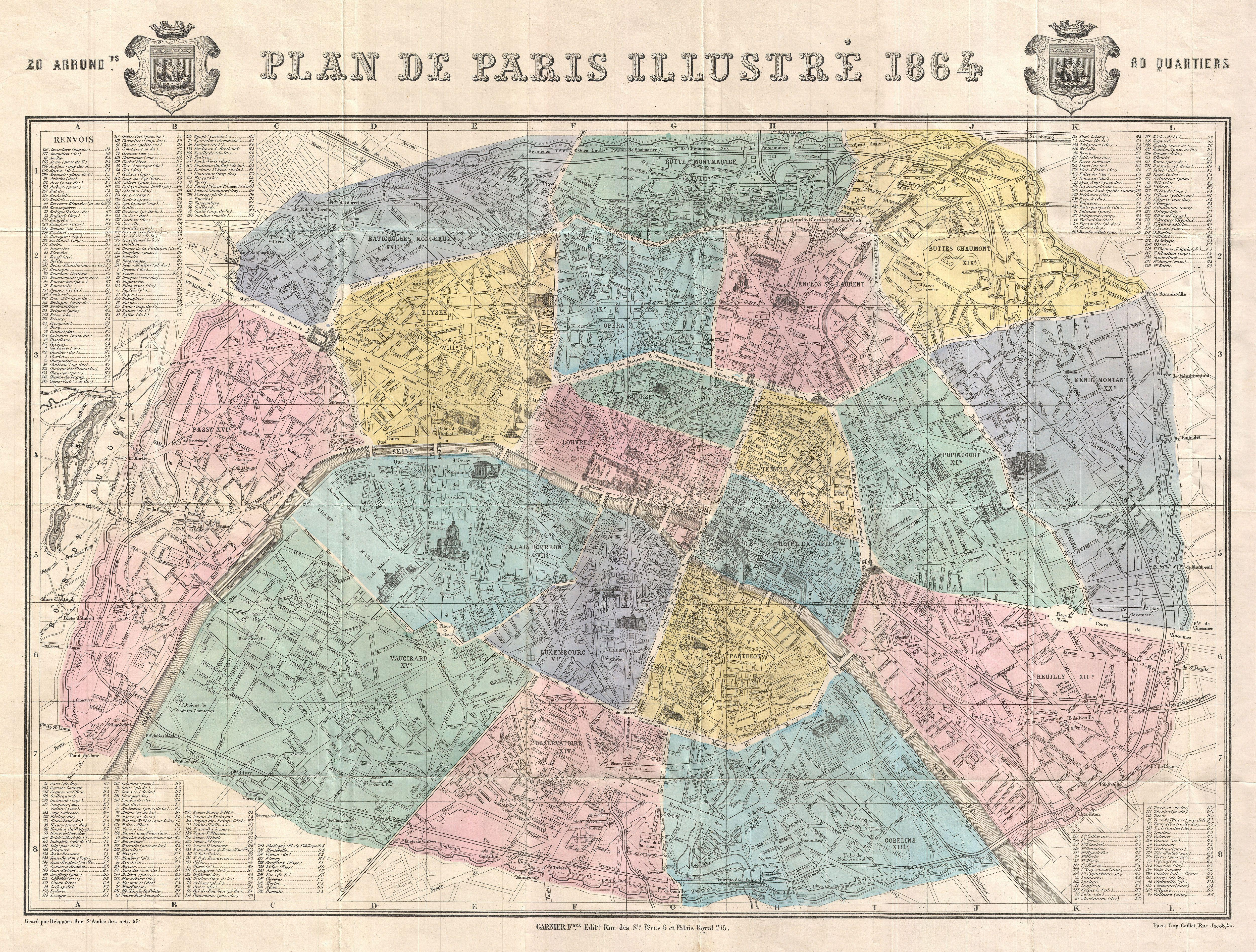
1864 (Librairie Garnier Frères)
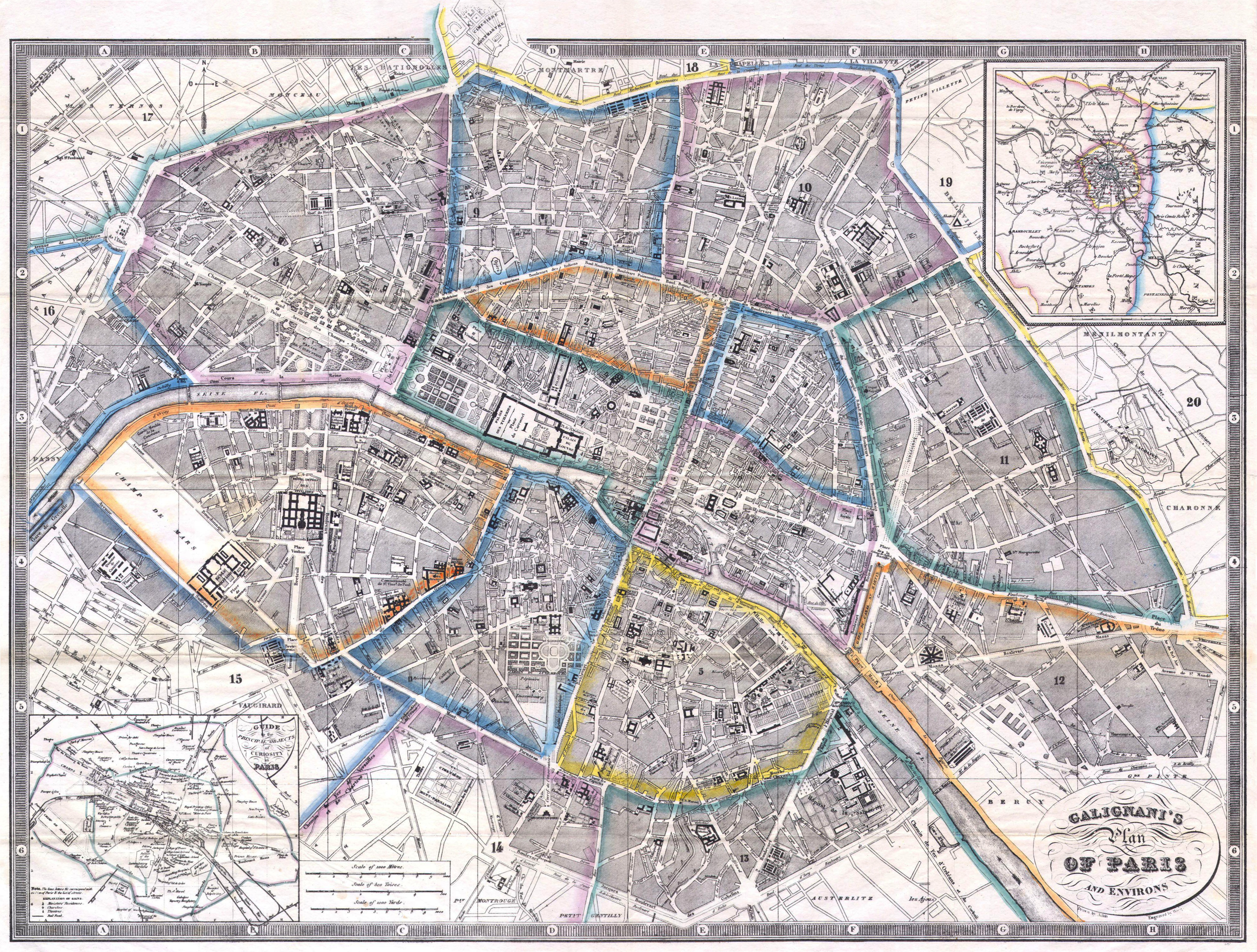
1865 (Galignani)
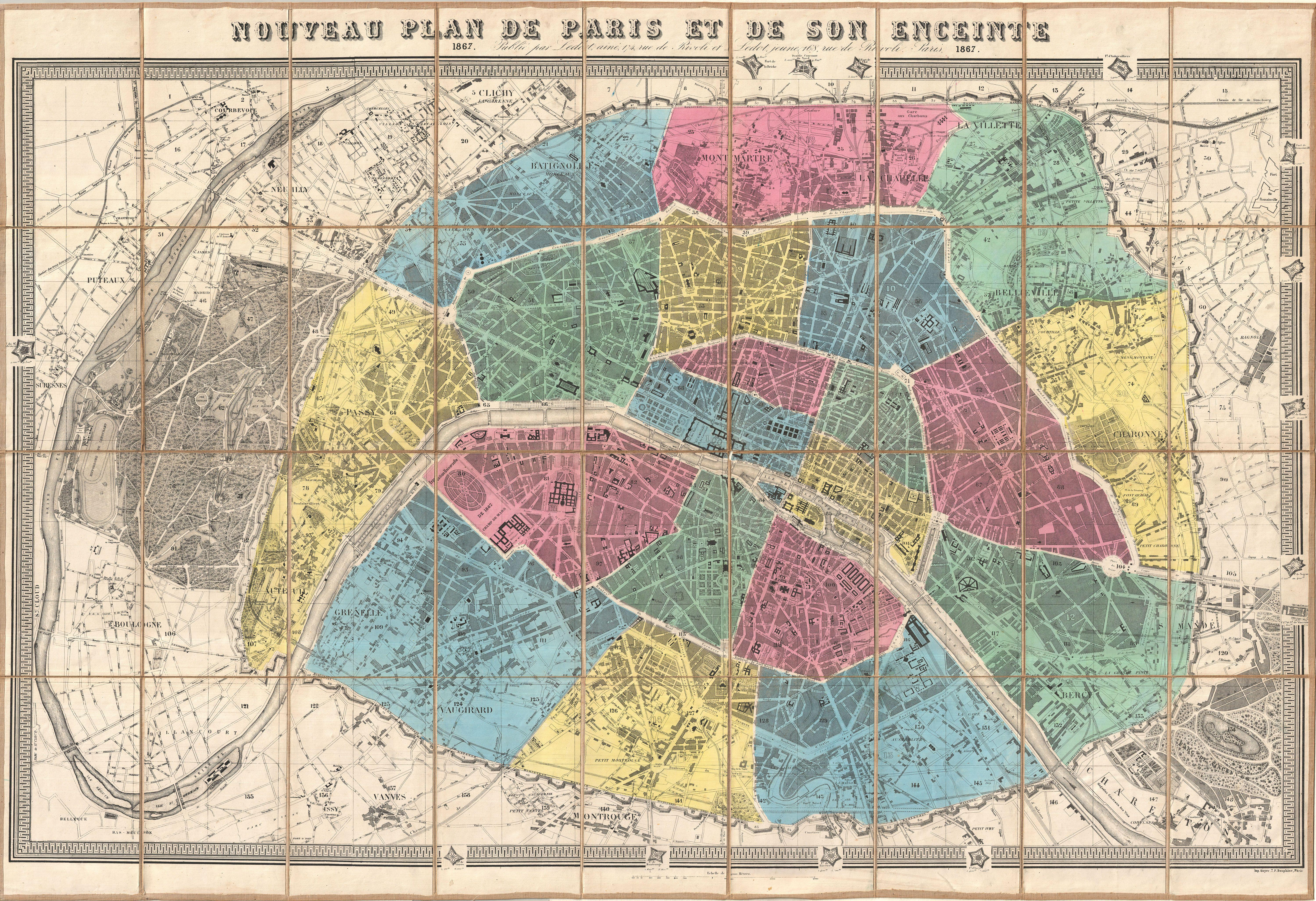
1867 (Ledot Frères)
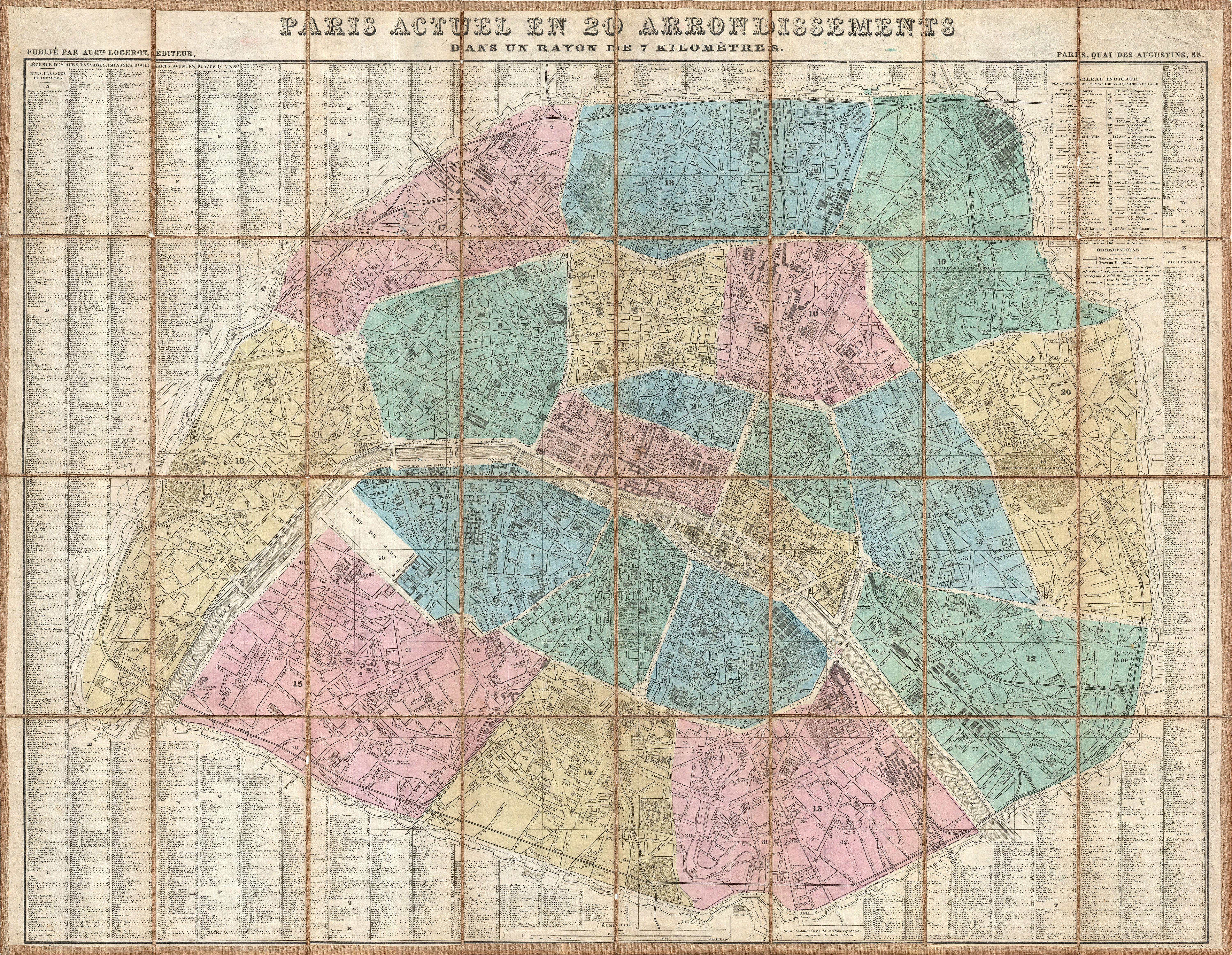
1867 (Auguste Logerot)
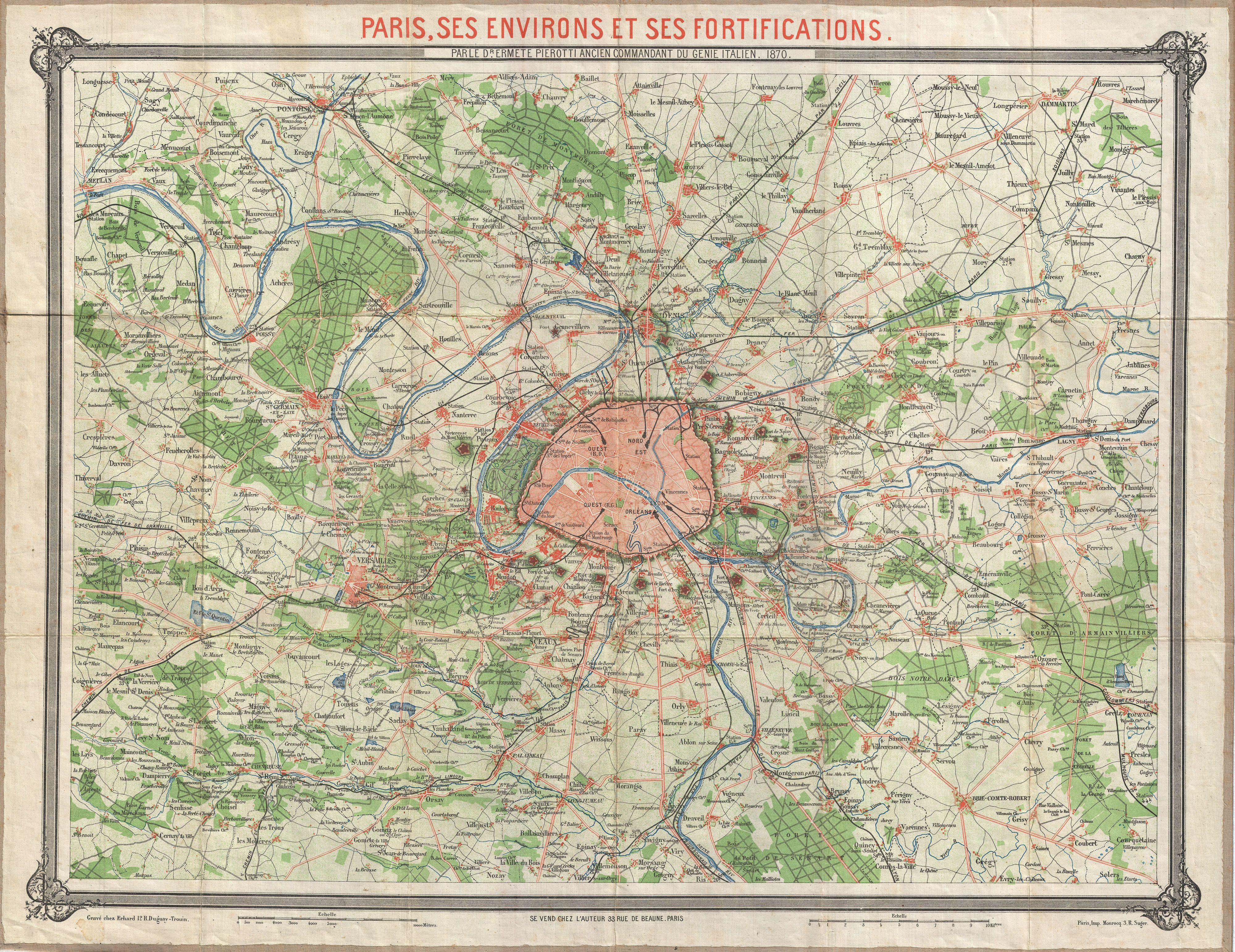
1870 (Ermete Pierotti)
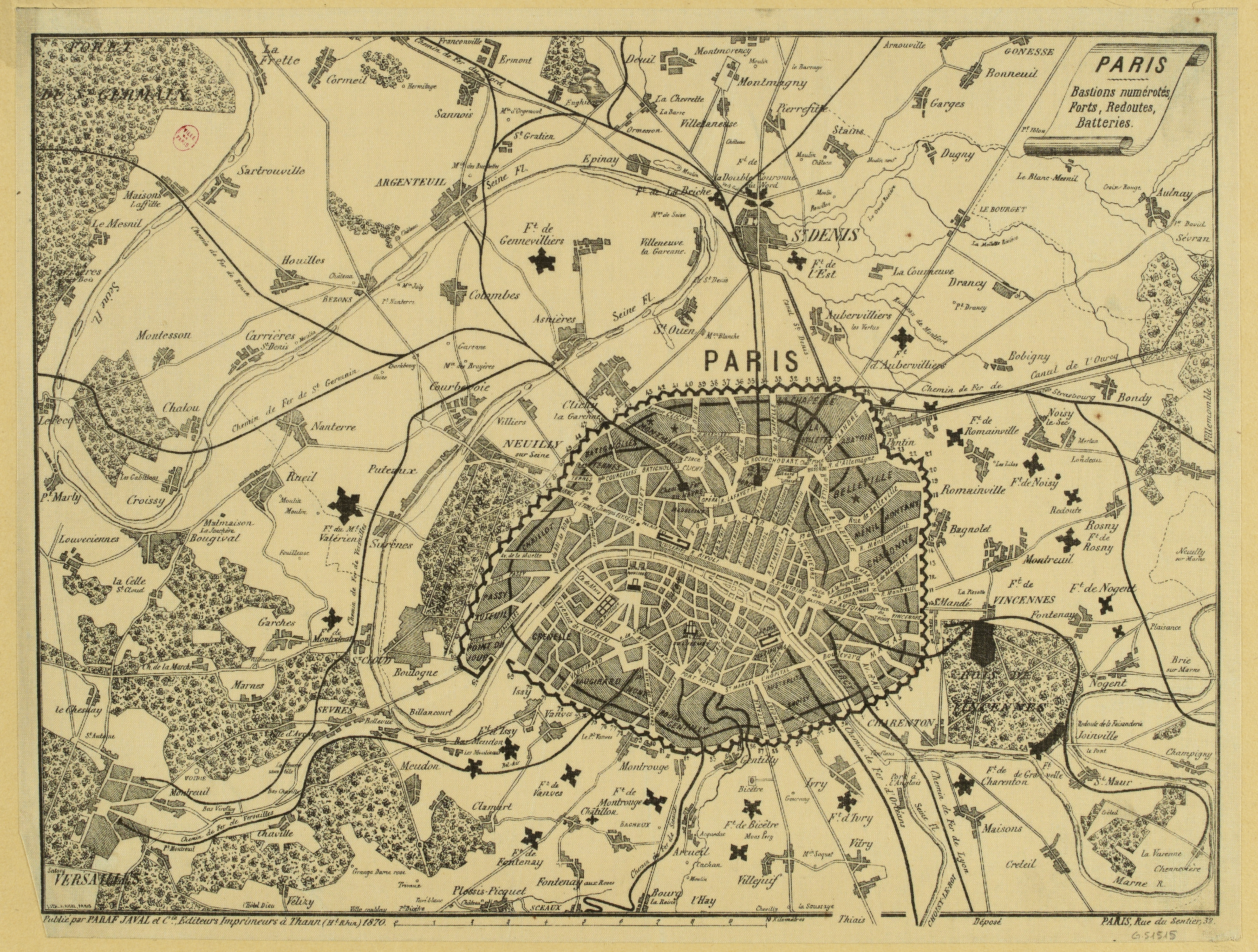
Bastions numérotés, forts, redoutes, batteries vers 1870
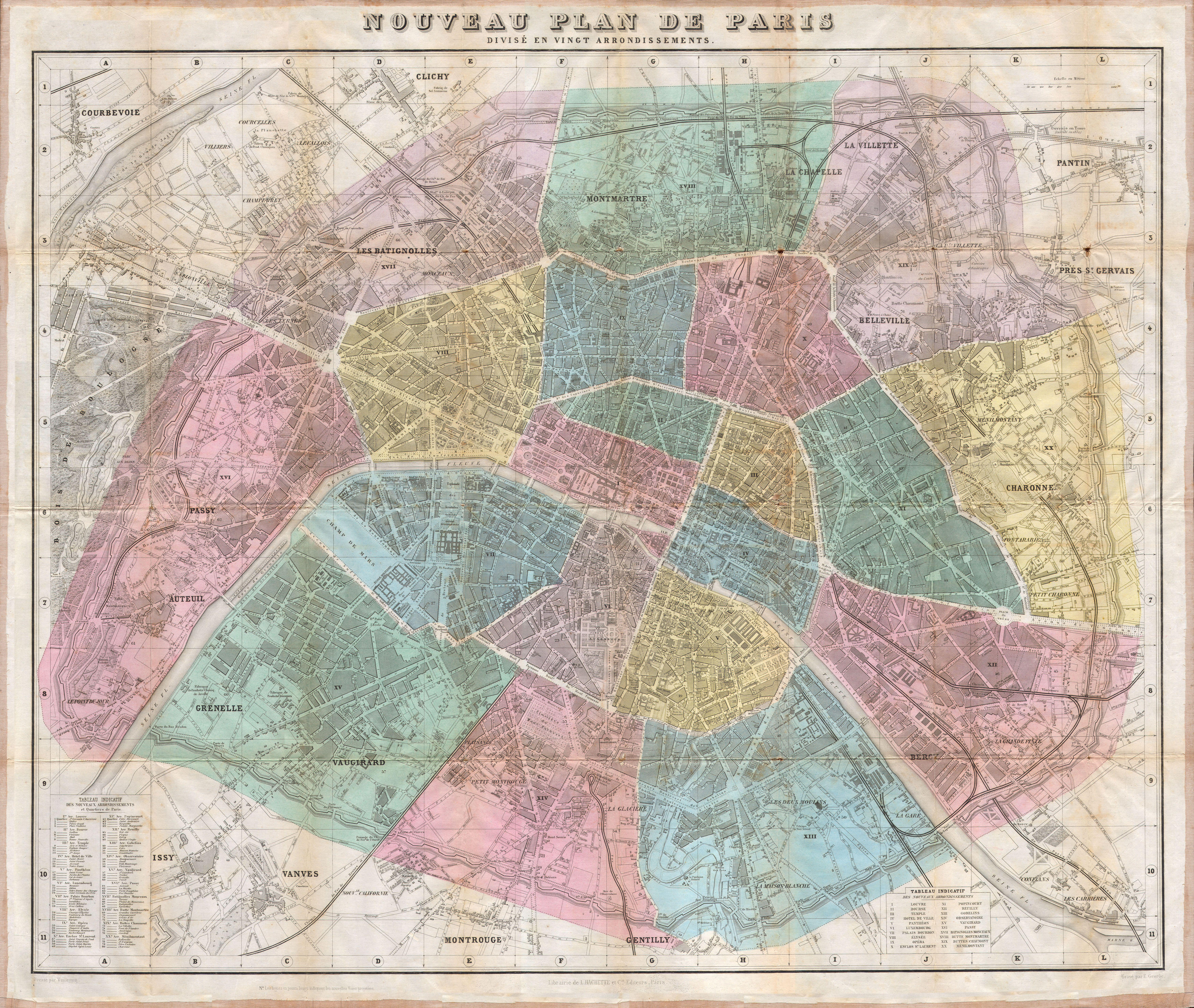
1870 (Hachette)
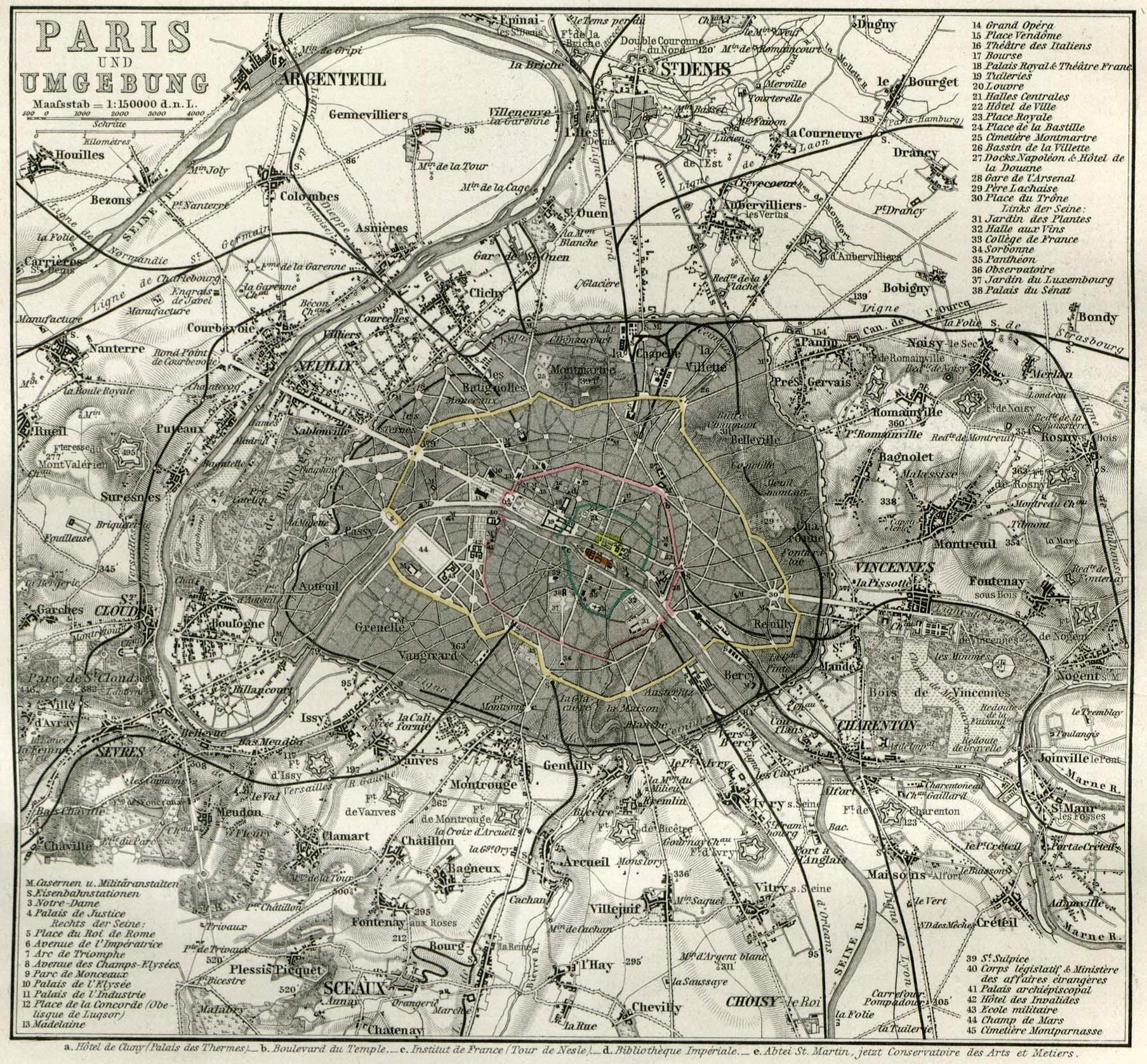
1871 (Augustus Petermann)
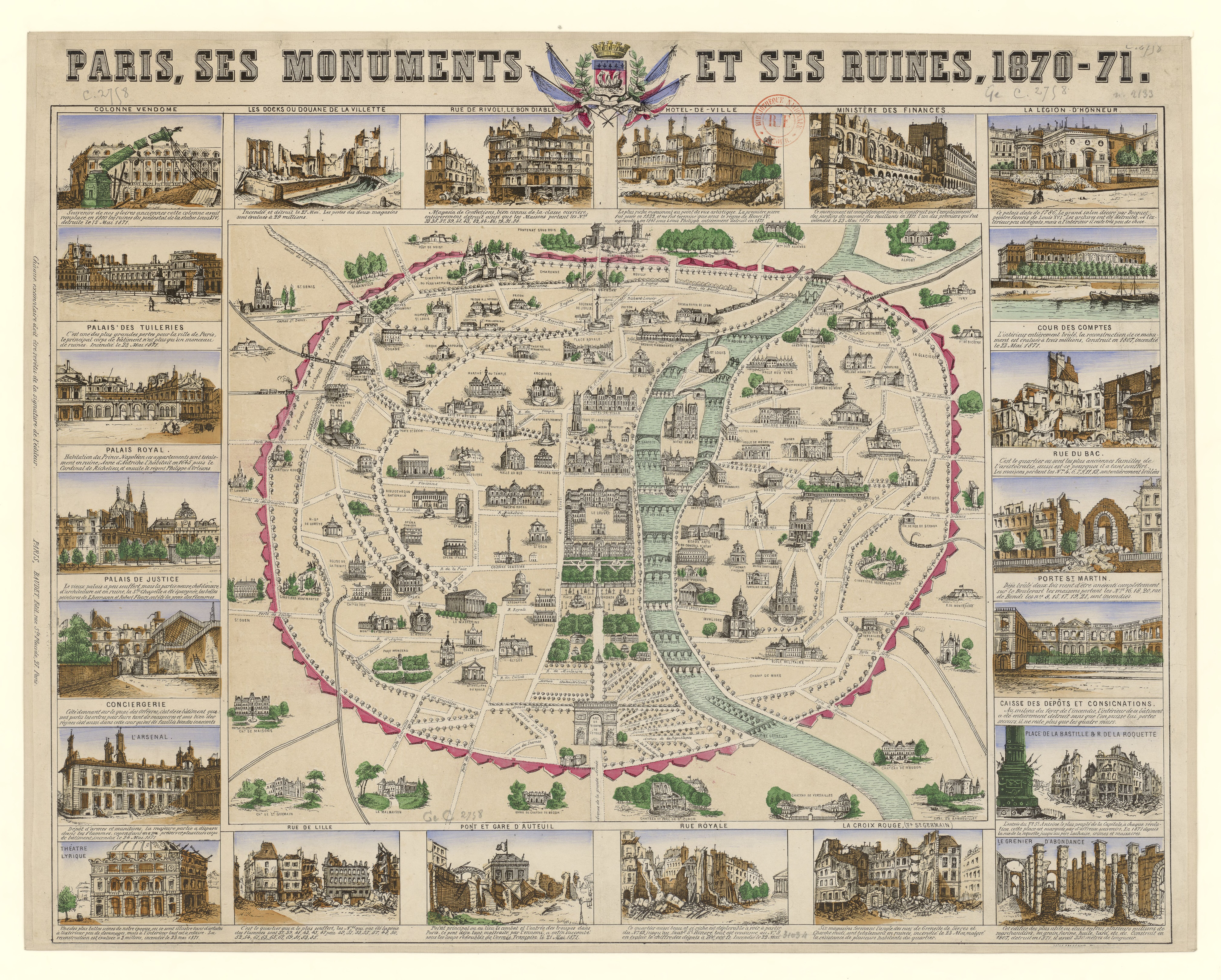
Paris, ses monuments et ses ruines, 1870-1871
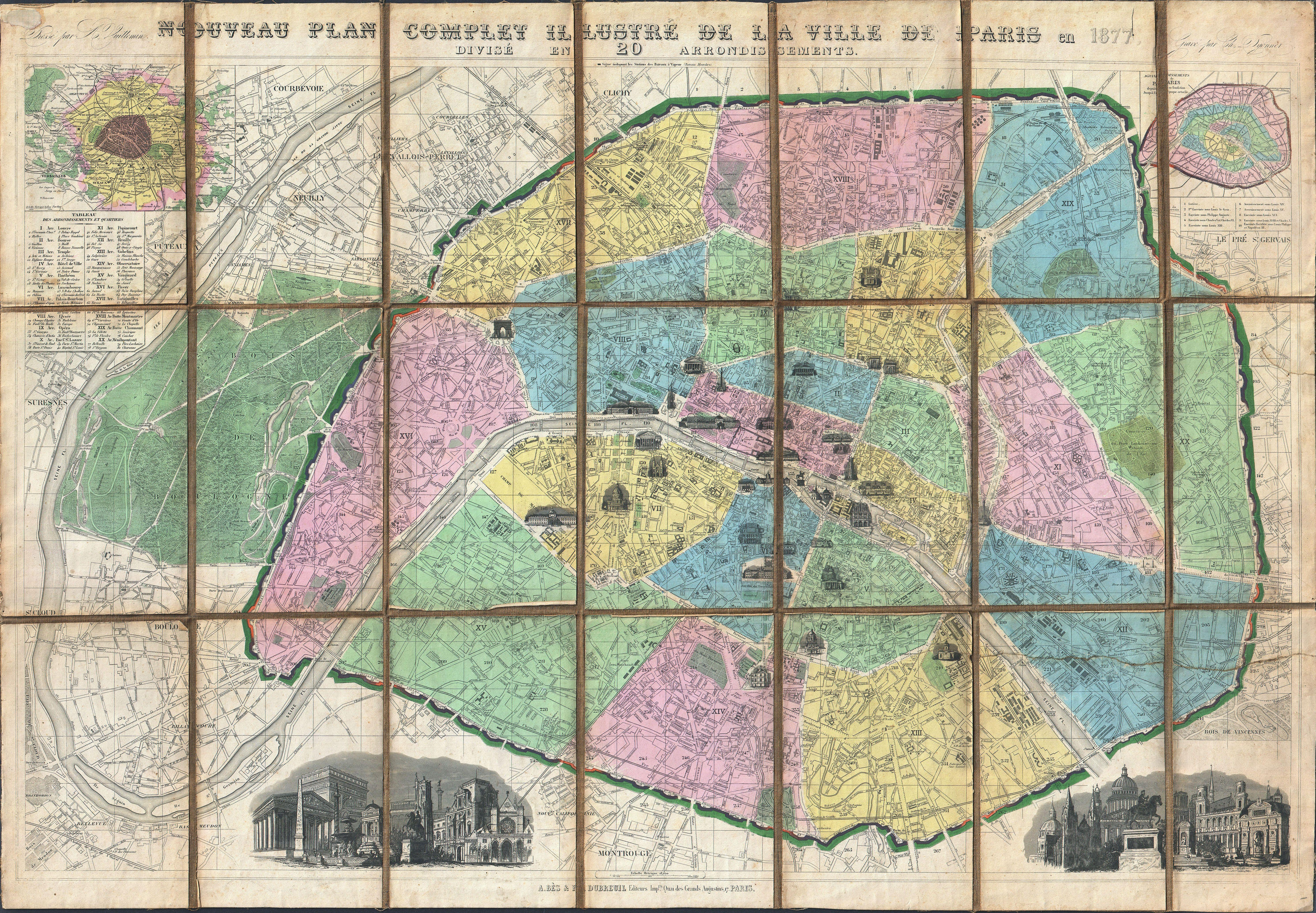
1877 (Alexandre Vuillemin)
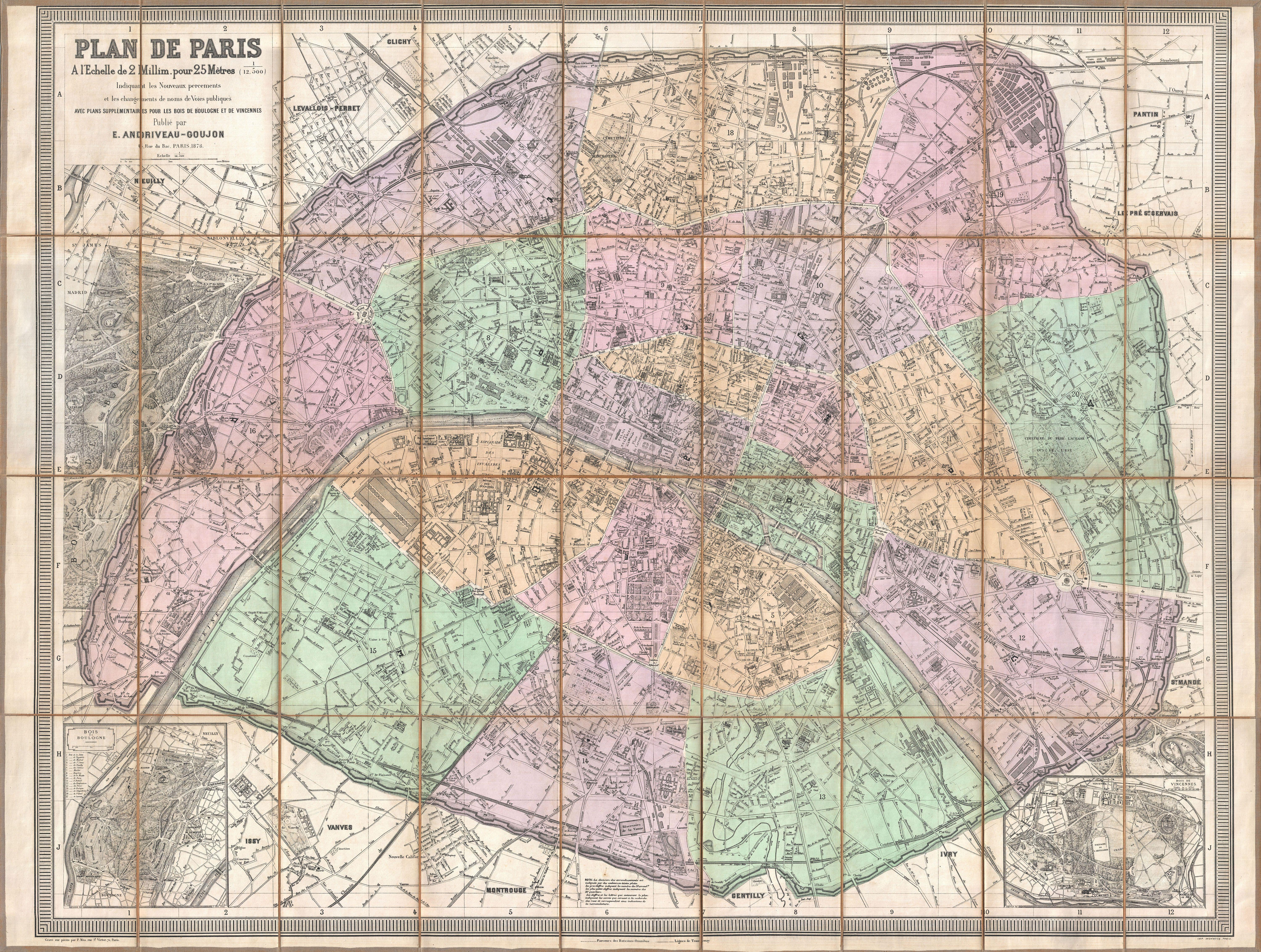
1878 (Eugène Andriveau-Goujon (1832-1897))
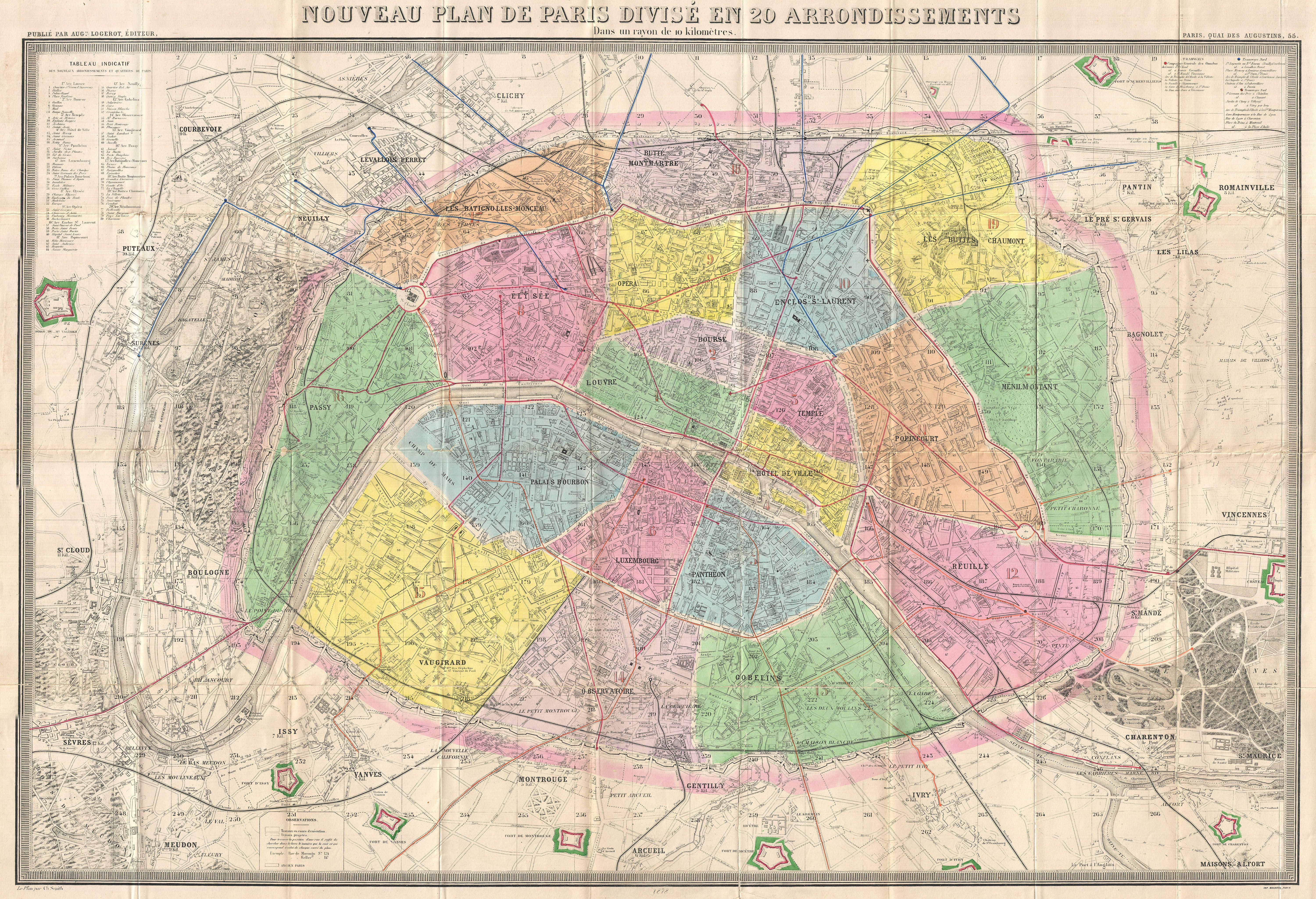
1878 (Auguste Logerot)
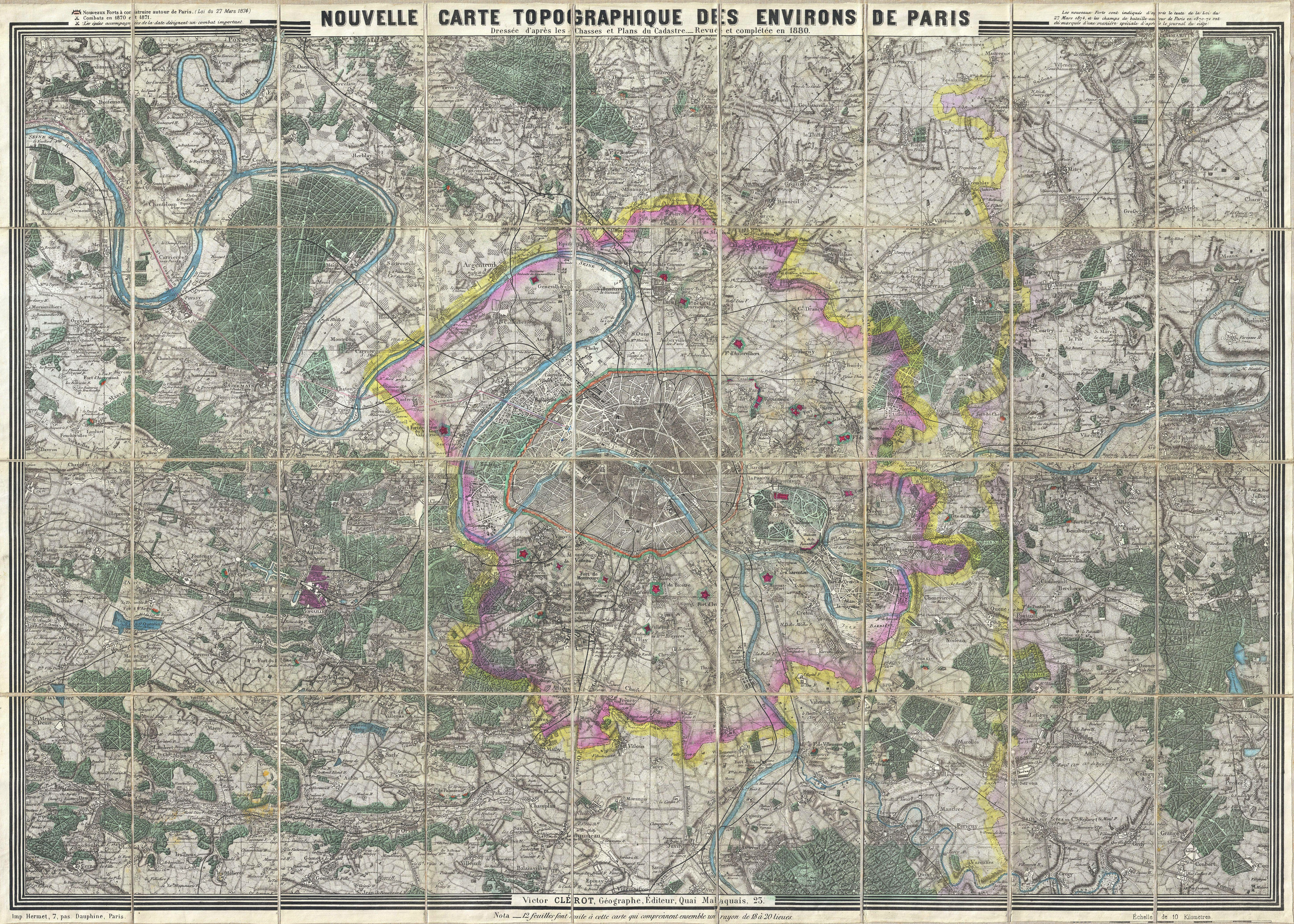
1880 (Victor Clerot)
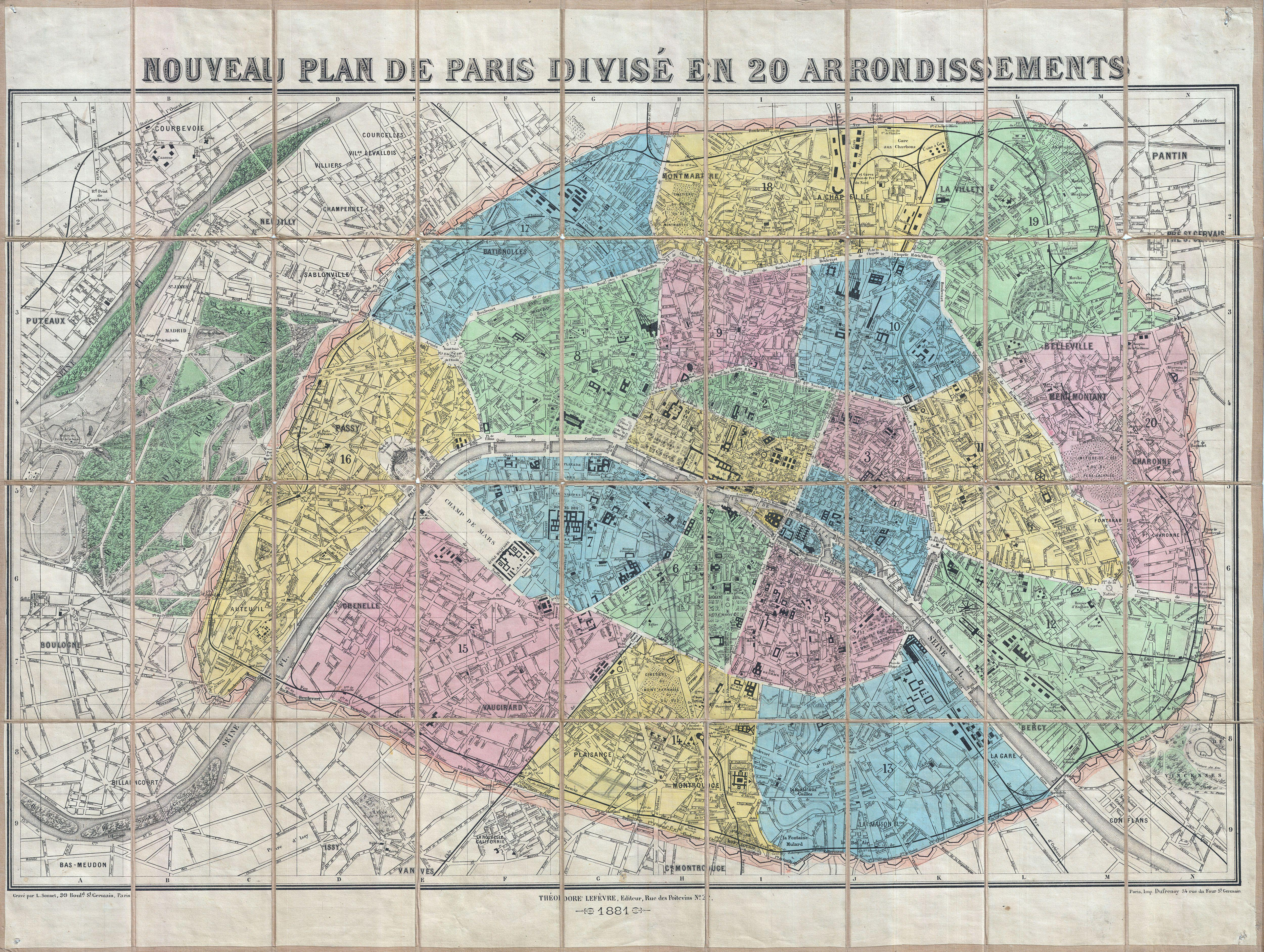
1881 (Theodore Lefevre)
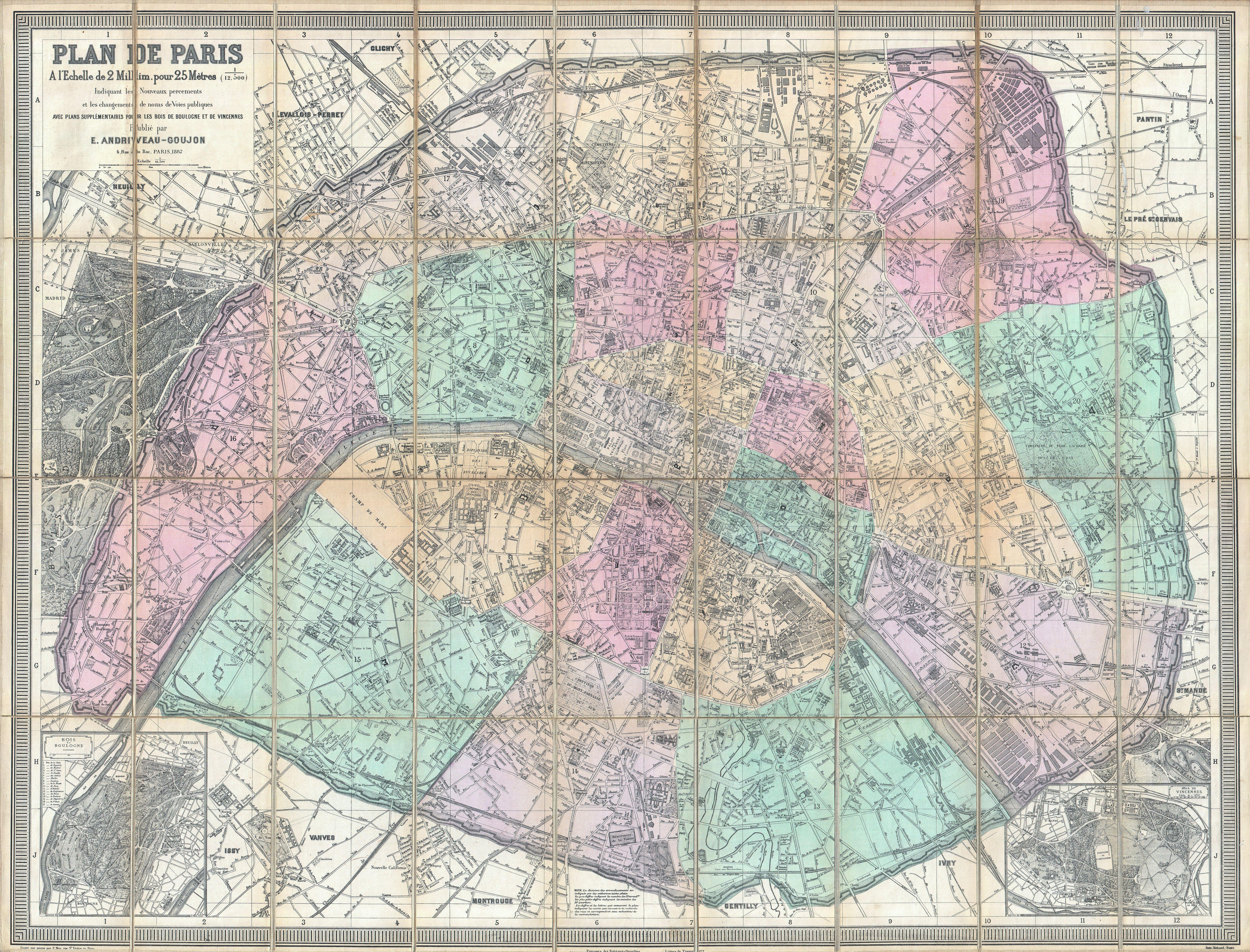
1882 (Eugène Andriveau-Goujon (1832-1897))
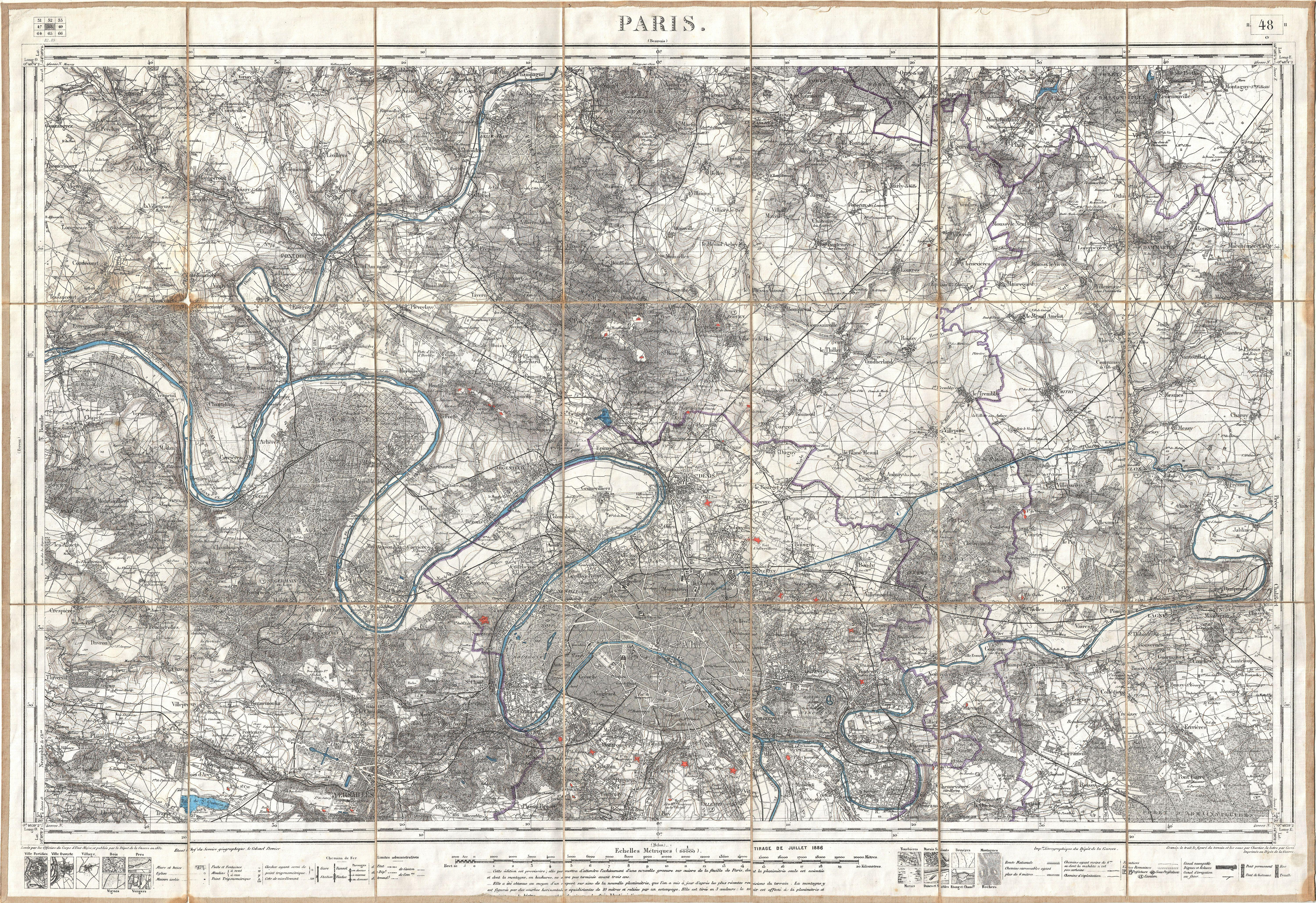
1886 (Dépôt de la Guerre)
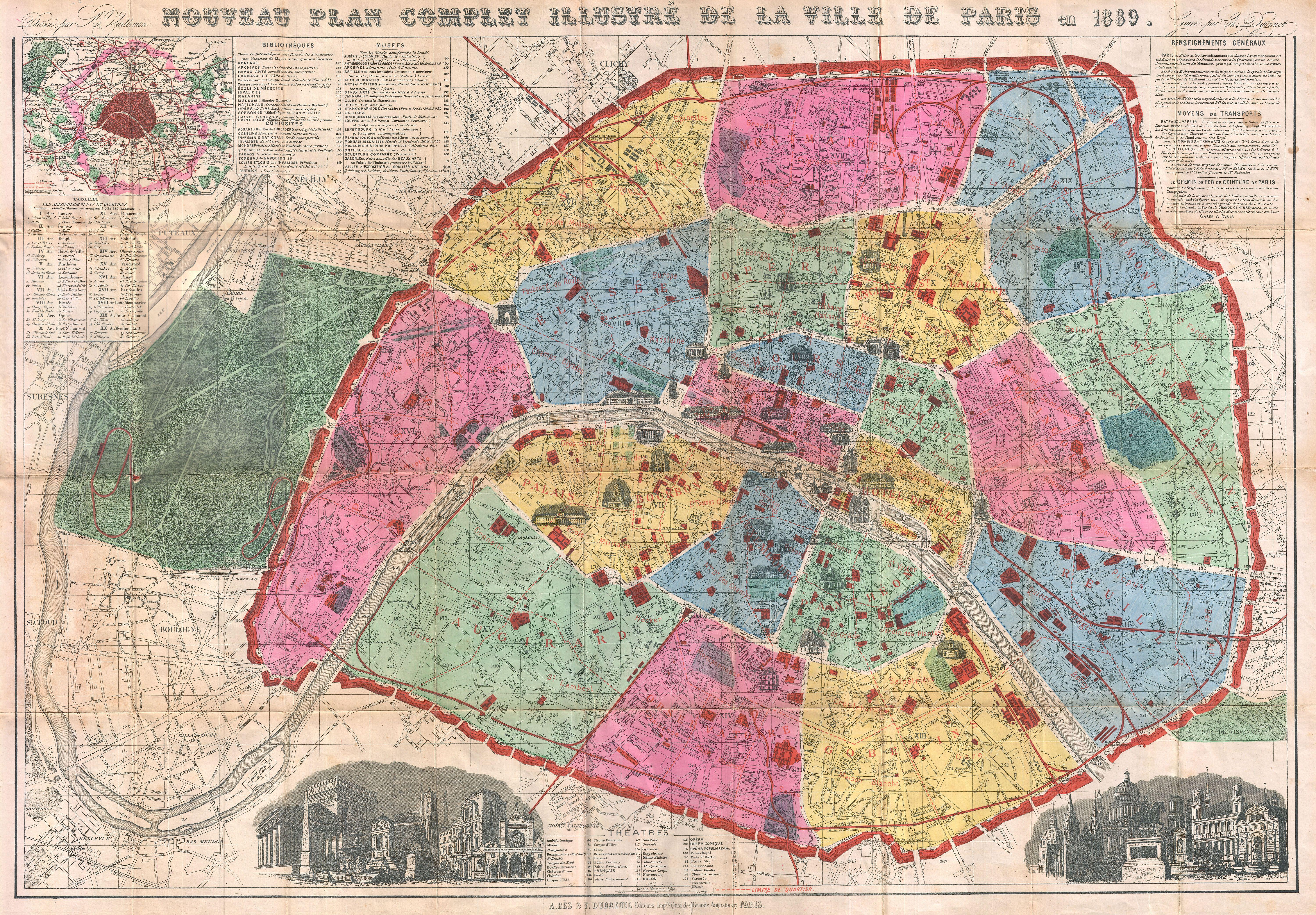
1889 (Alexandre Vuillemin)
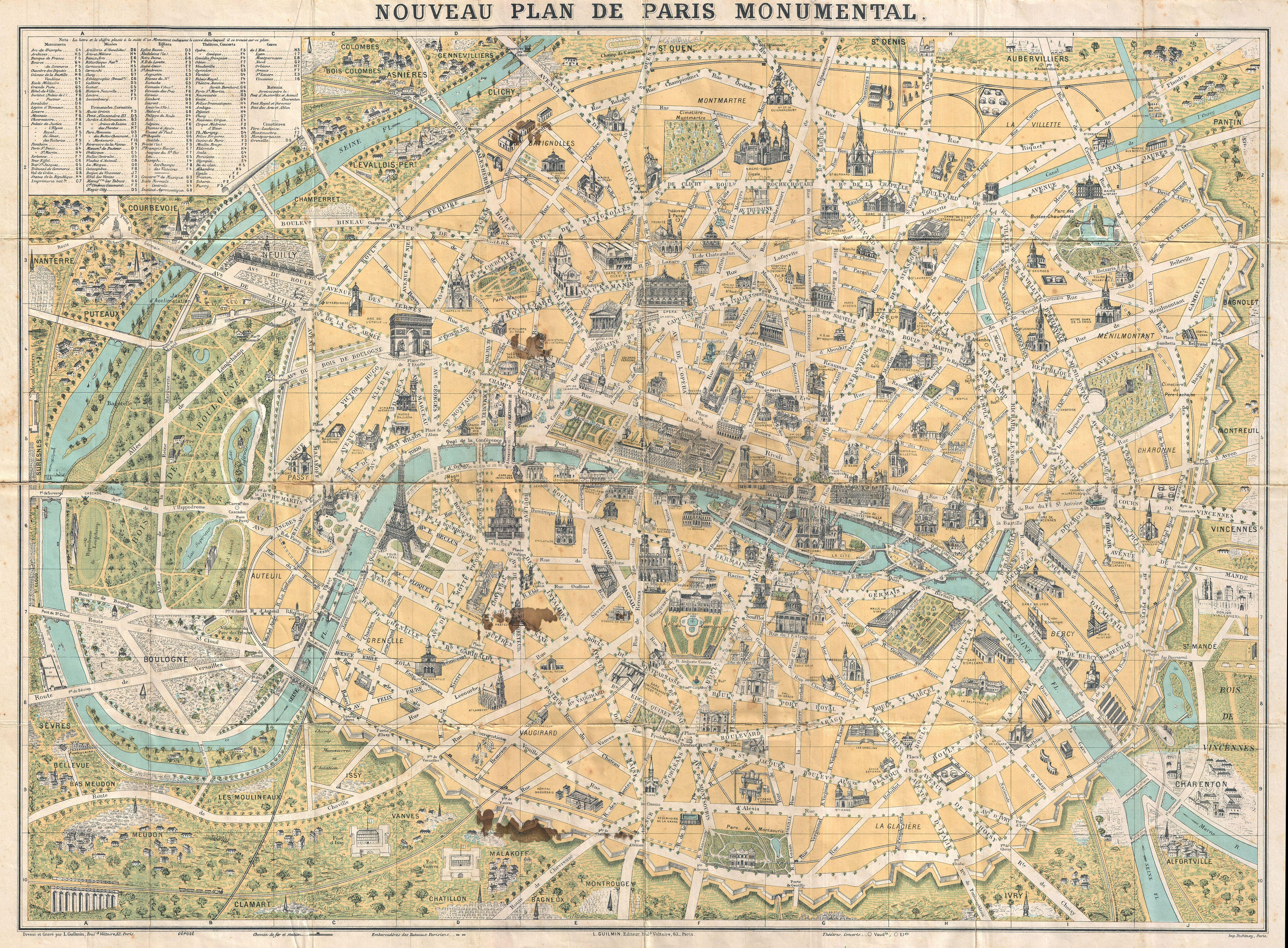
1890 (Guilmin)
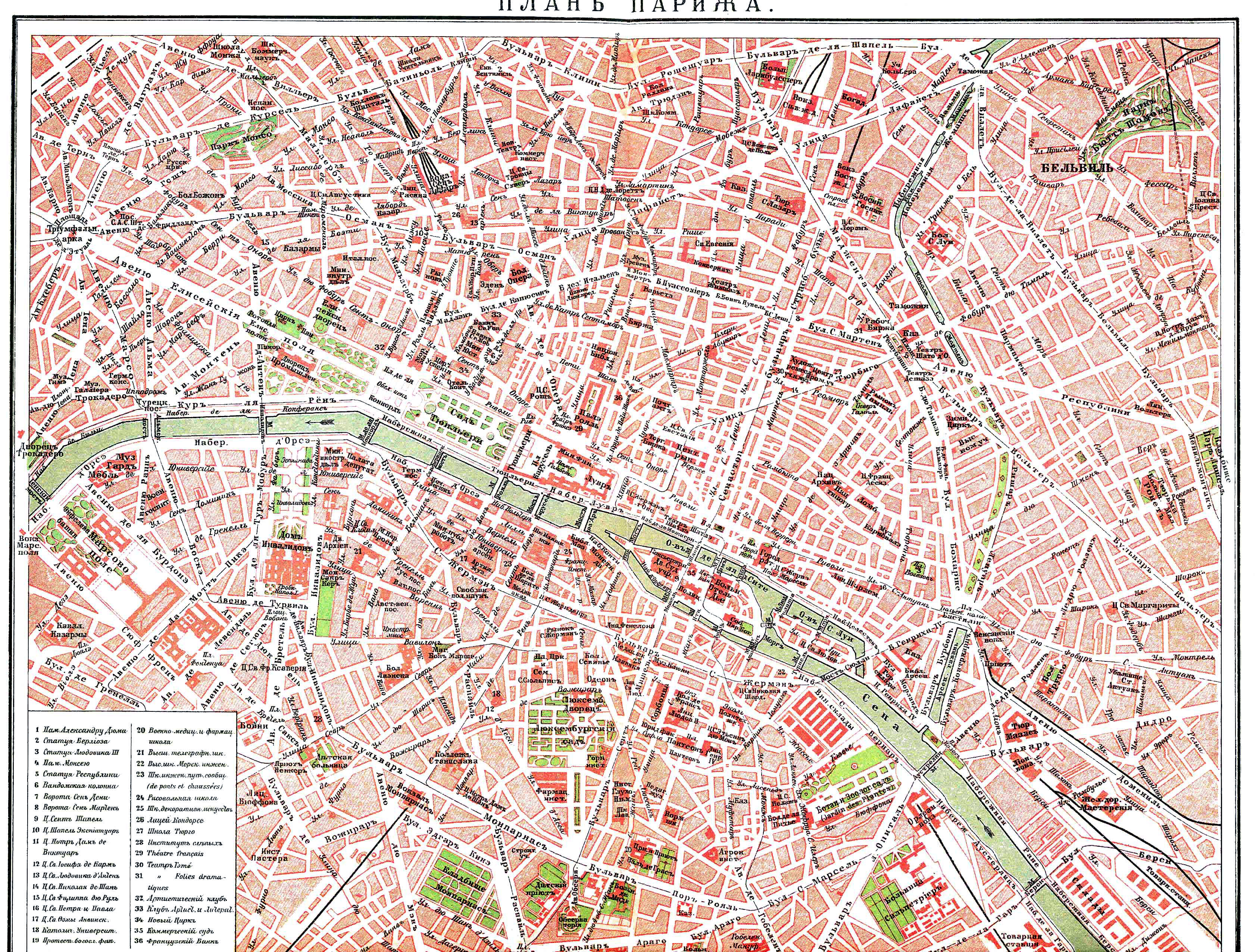
1890 – 1907 (Brockhaus and Efron)

#### Paris auXXesiècle
- 1900 : Plan de Paris 1900 par Hachette
- 1916 : Plan de Paris 1916 par Hachette
- 1925 : Plan de Paris Métropolitain en 1925 par L. Wuhrer
- 1925 : Carte-Campbell. Plan de Paris avec métro en 1925
- 1937 : Plan de Paris 1937 par Dufrénoy, 51 rue du Montparnasse

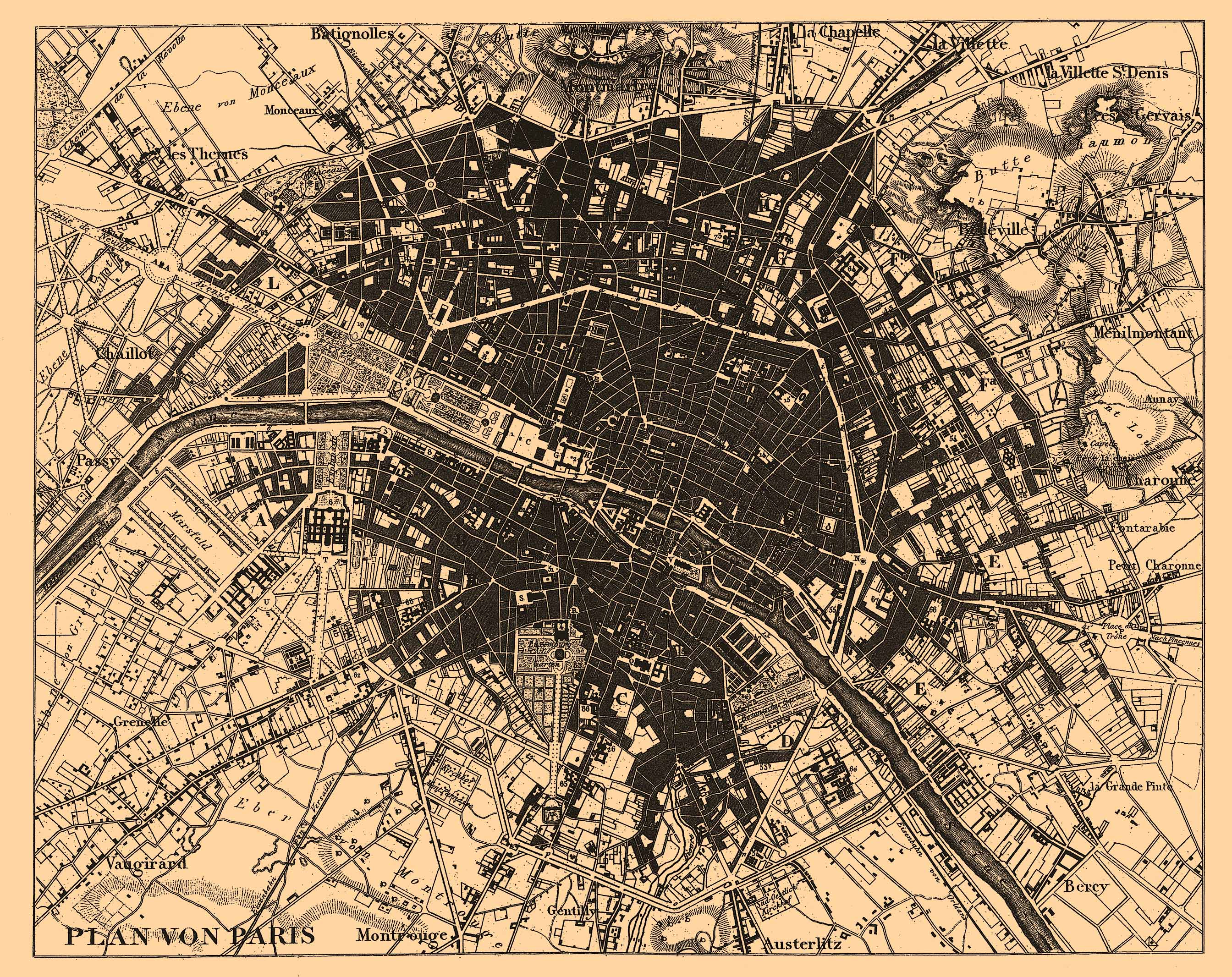
1890 – 1907 (Brockhaus and Efron)
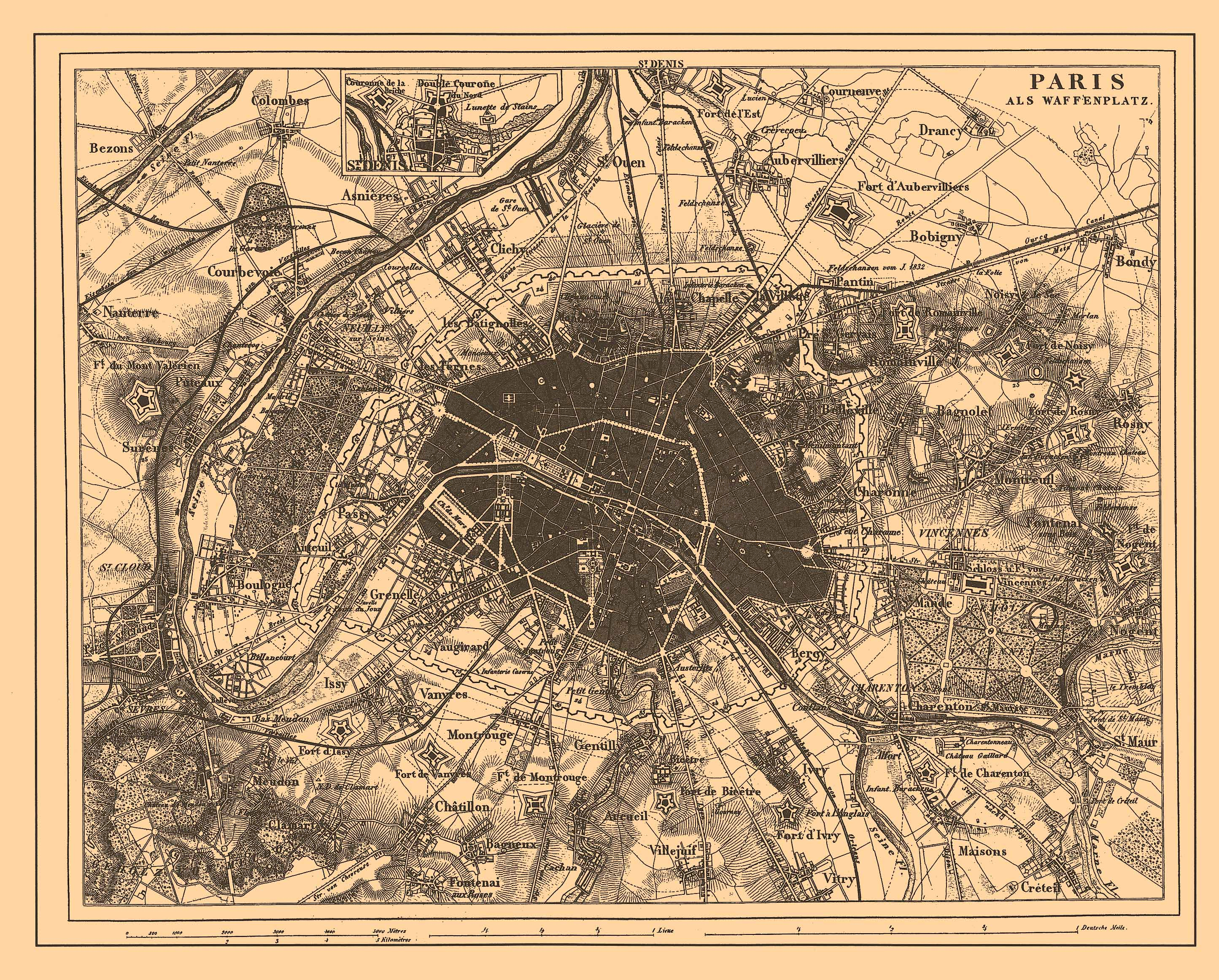
1844 – 1846 (Brockhaus and Efron)
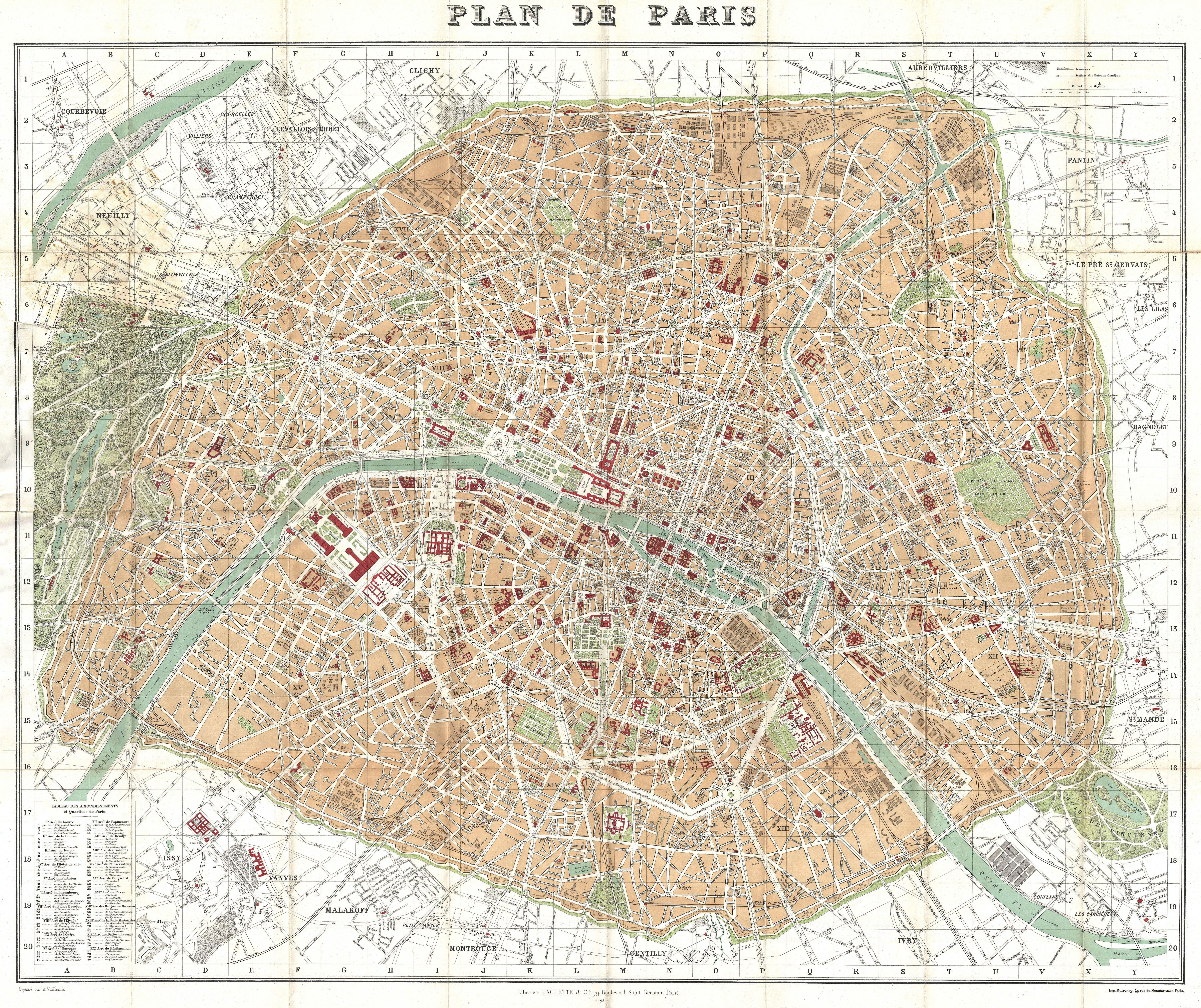
1892 (Hachette)
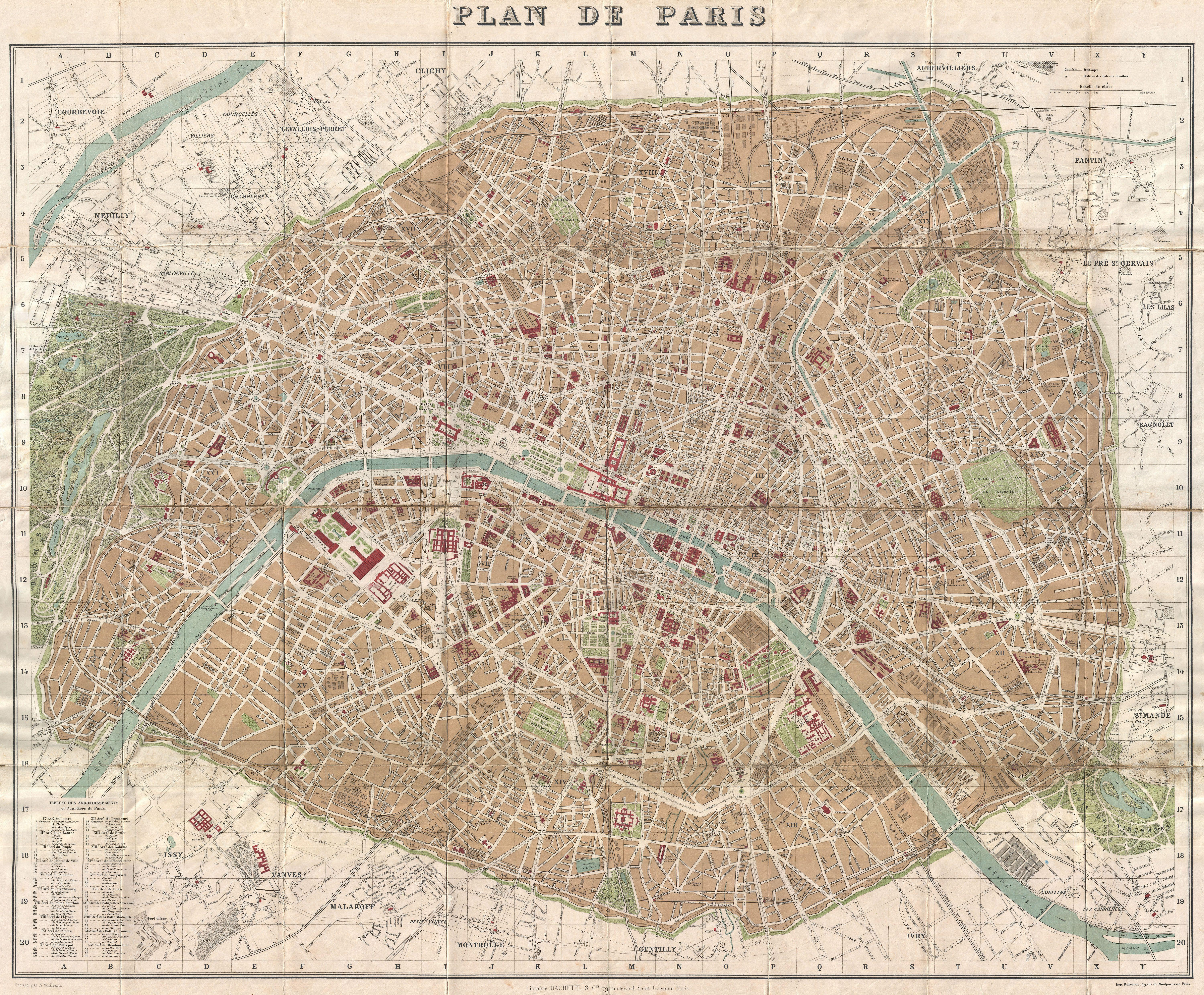
1894 (Hachette)
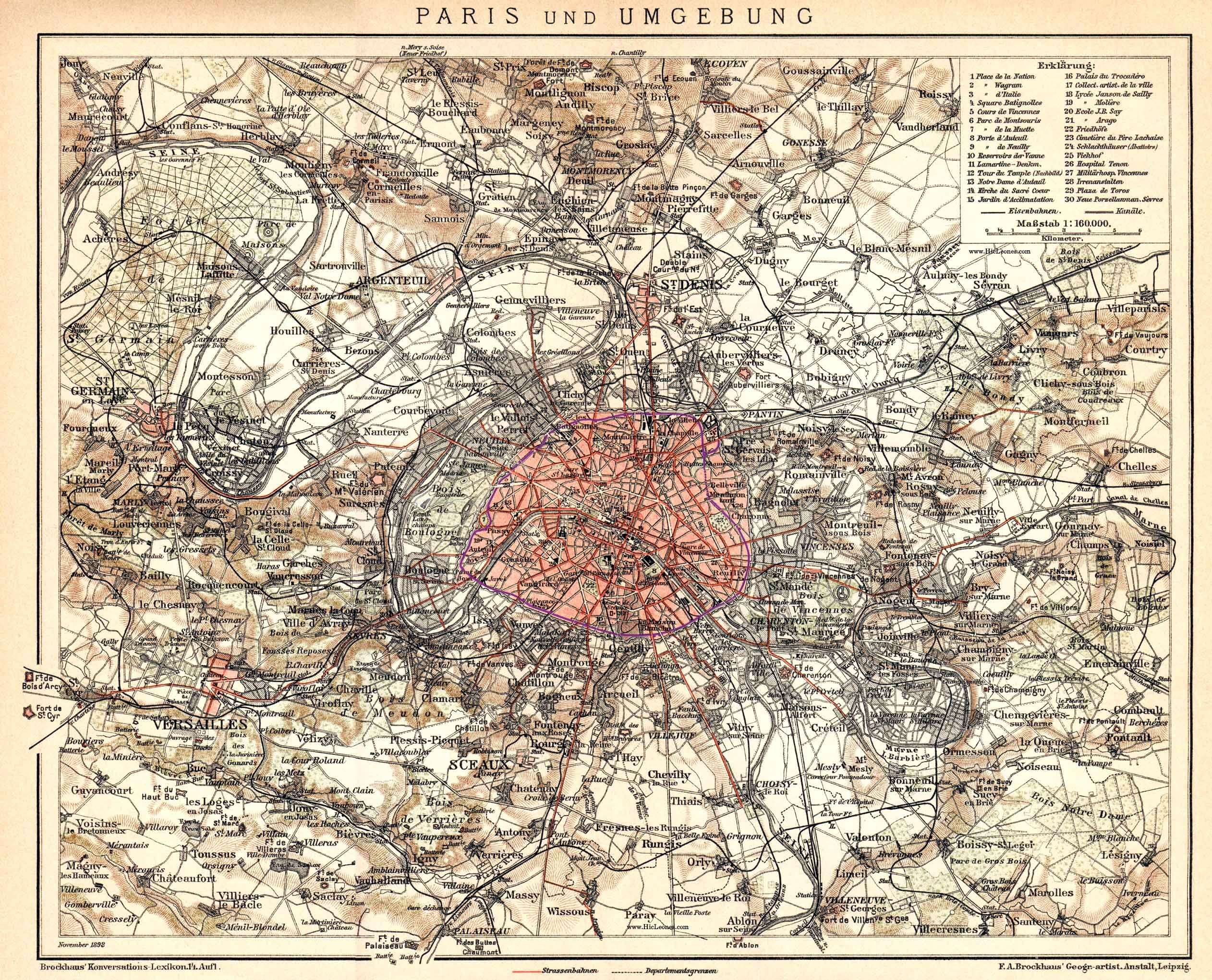
1898 (Brockhaus)
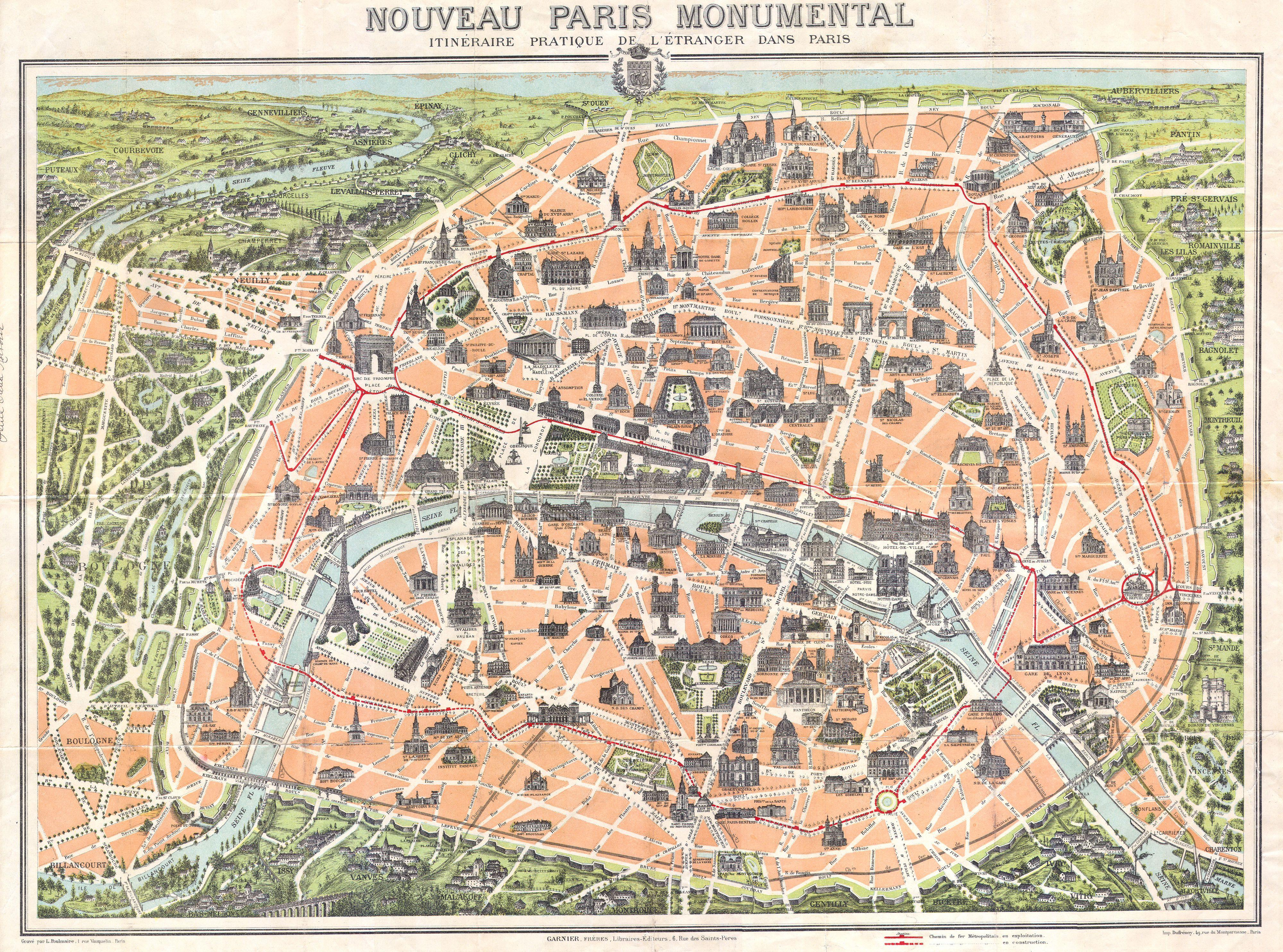
1900 (Librairie Garnier Frères)
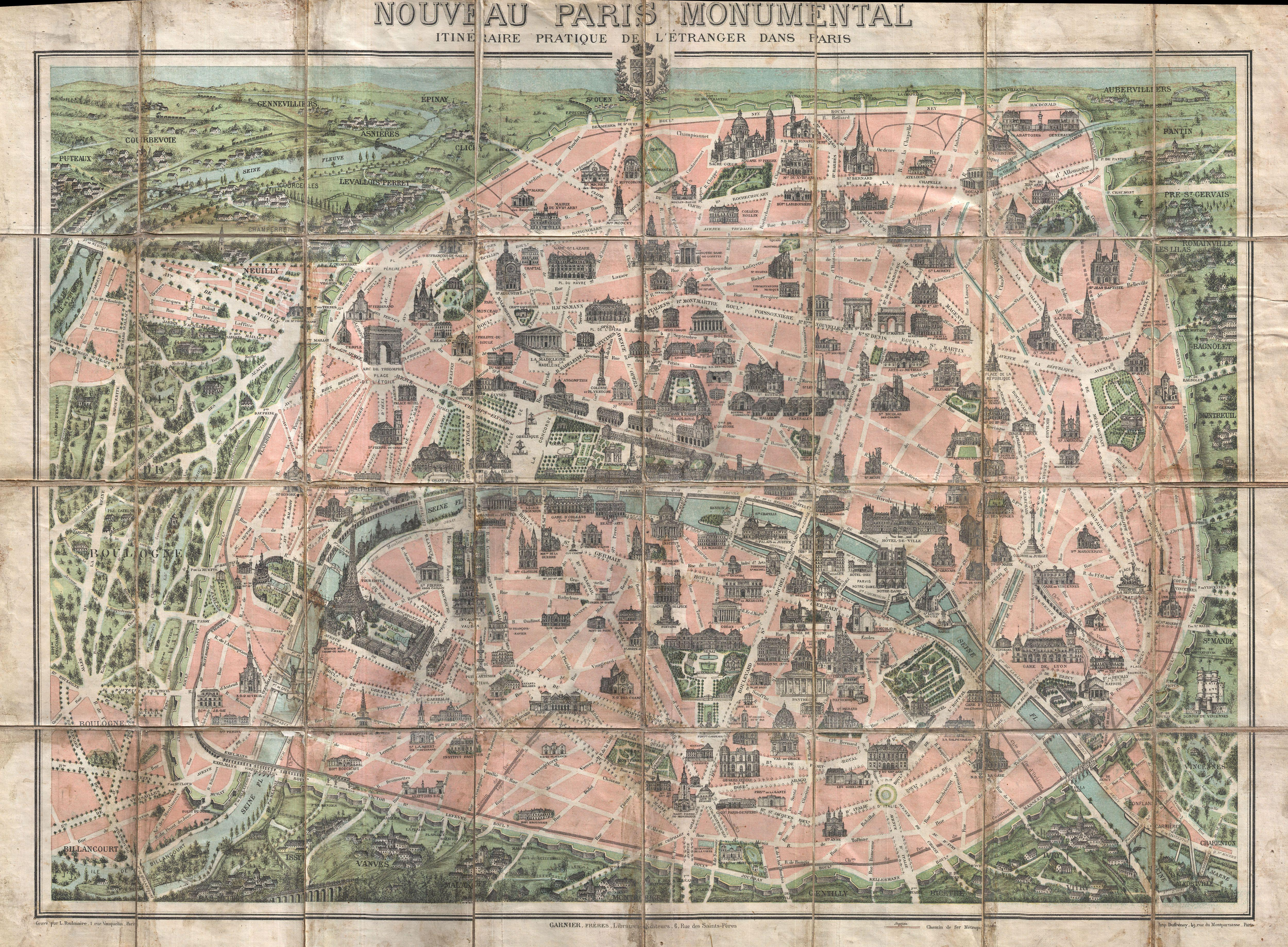
1900 (Librairie Garnier Frères)
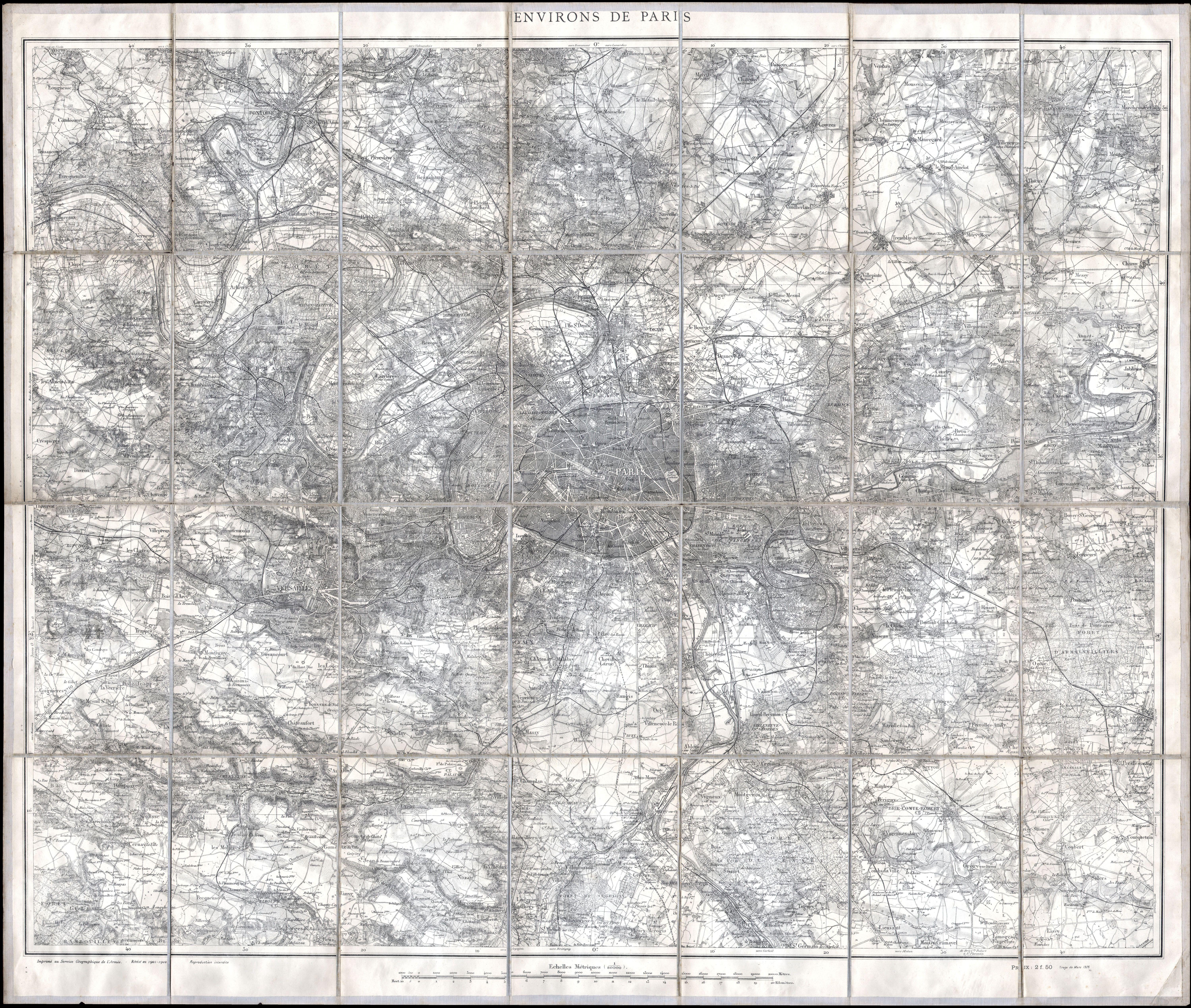
1902 (Géographique de L'Armée)
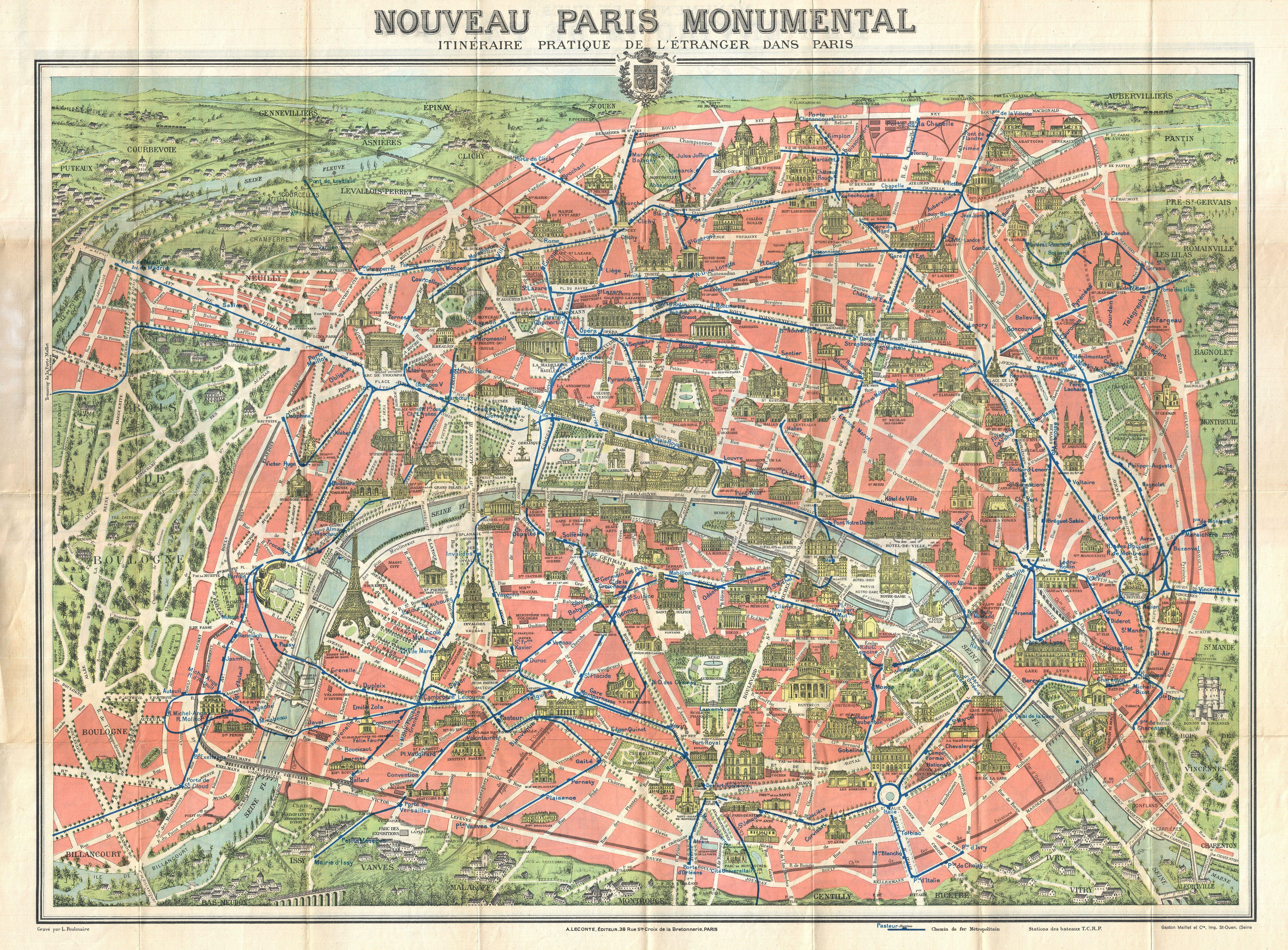
1910 (Leconte)
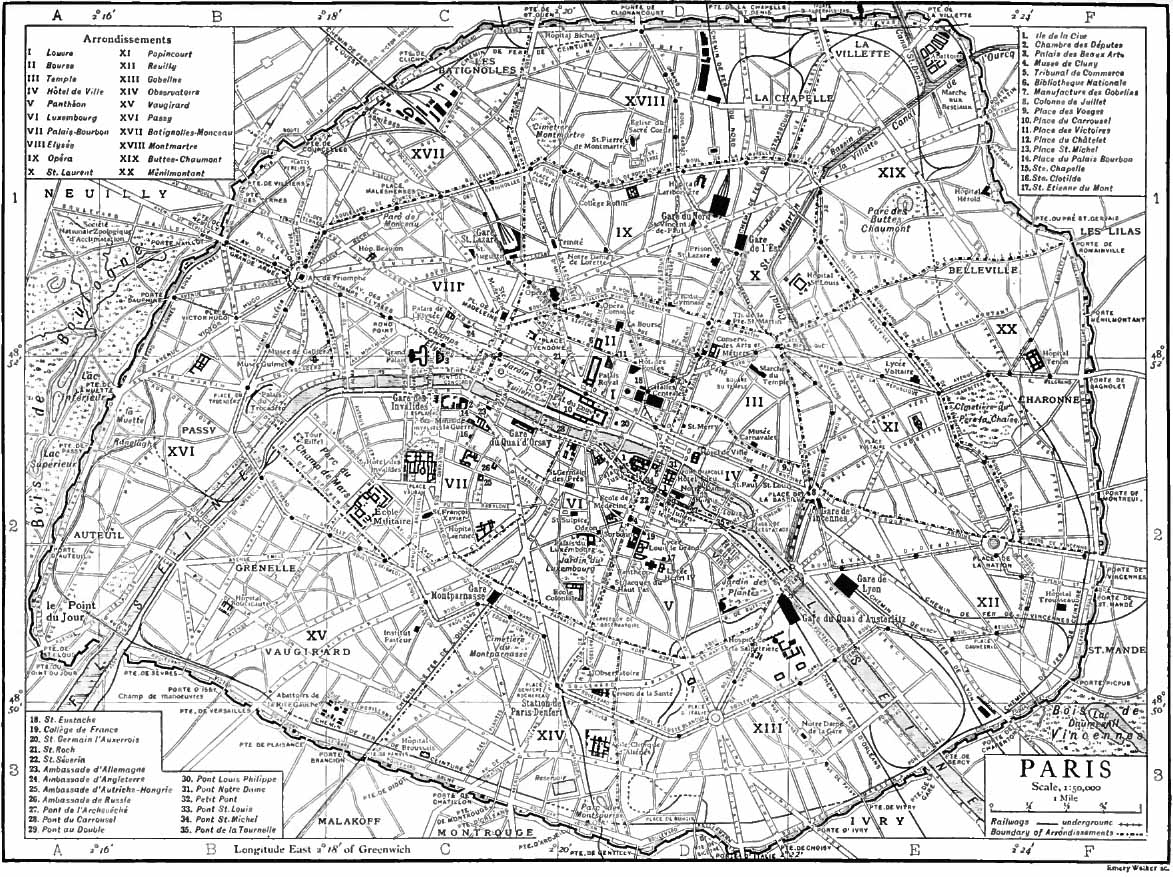
1911 (Britannica)
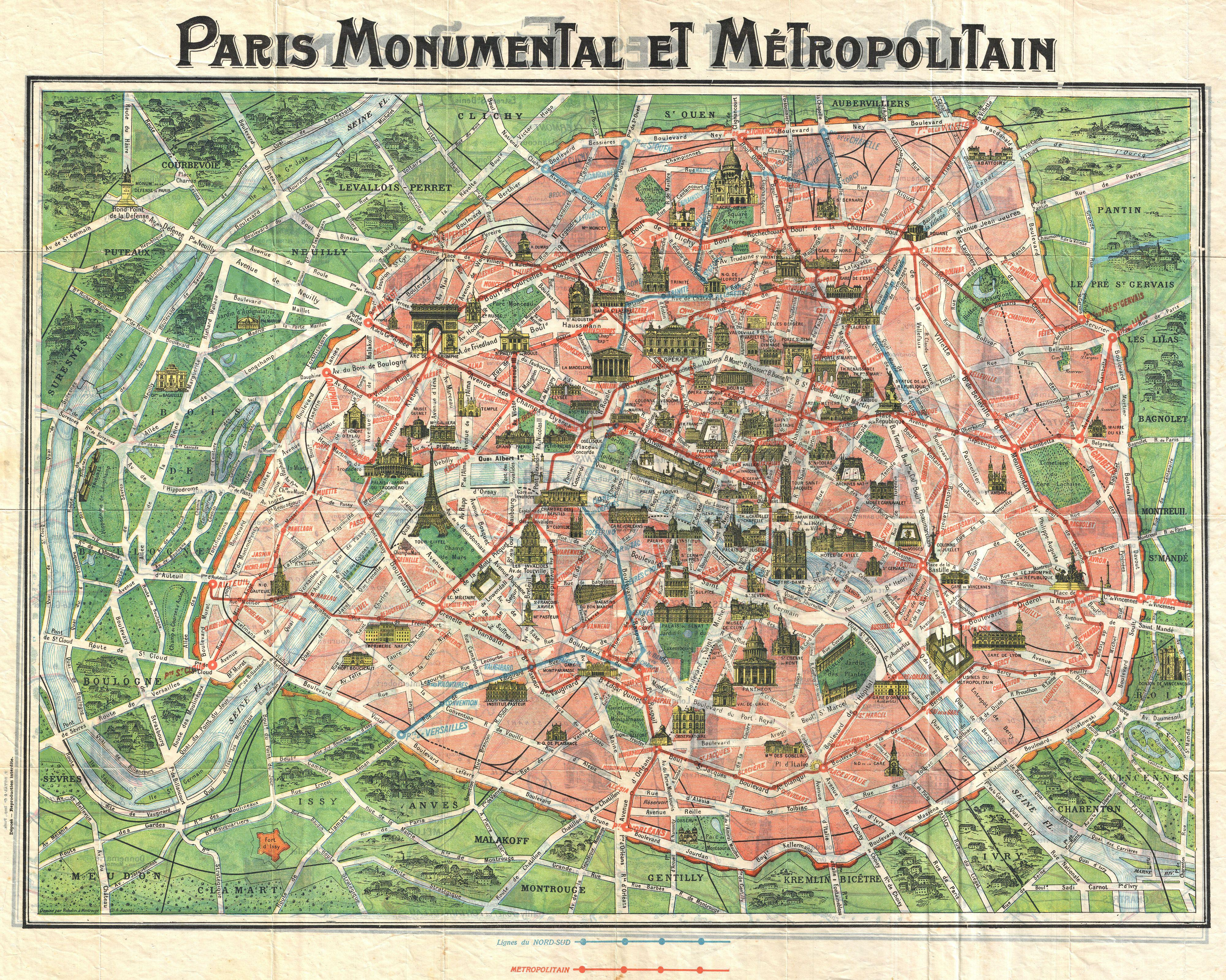
1920
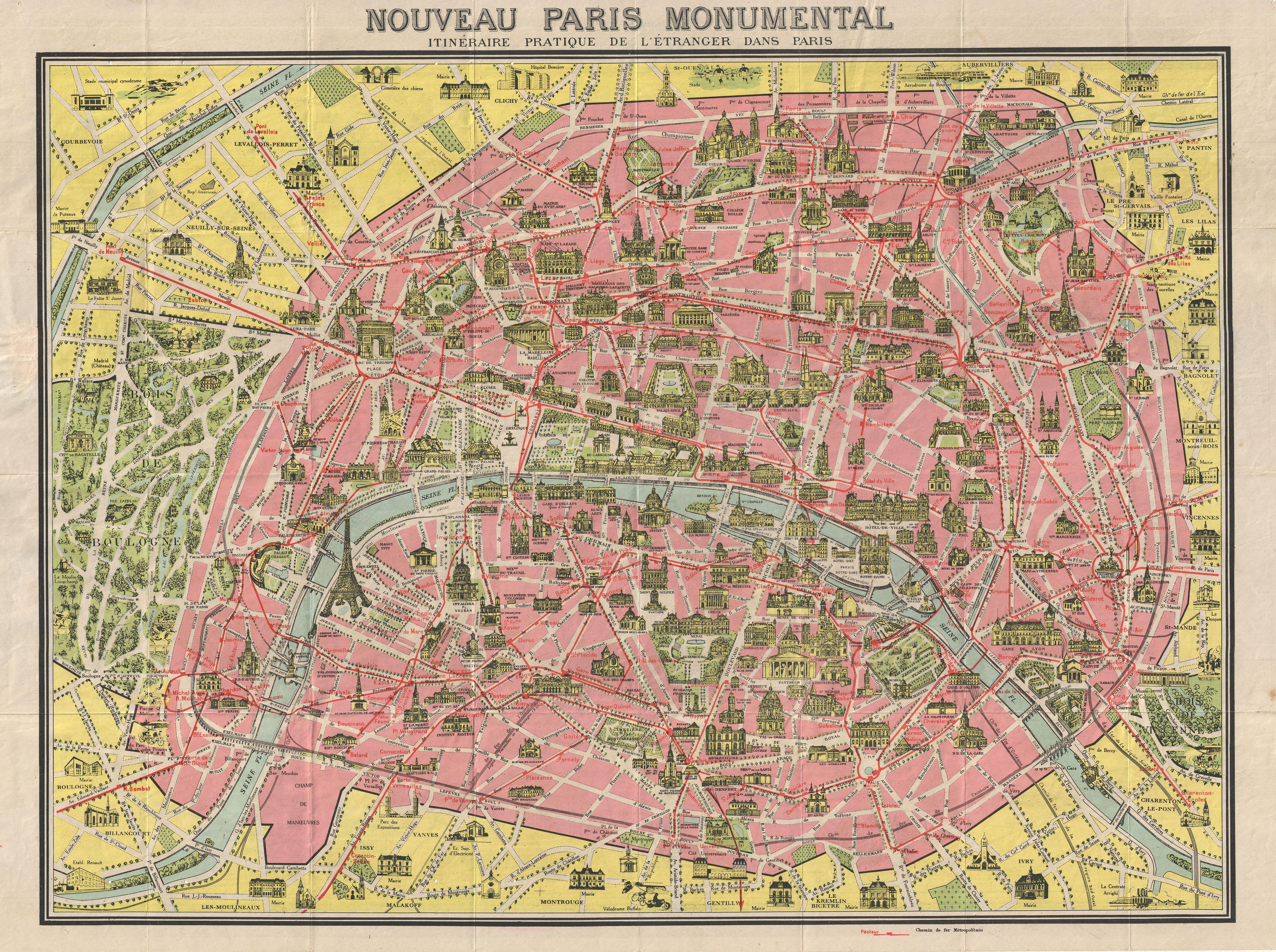
1920 (Leconte)
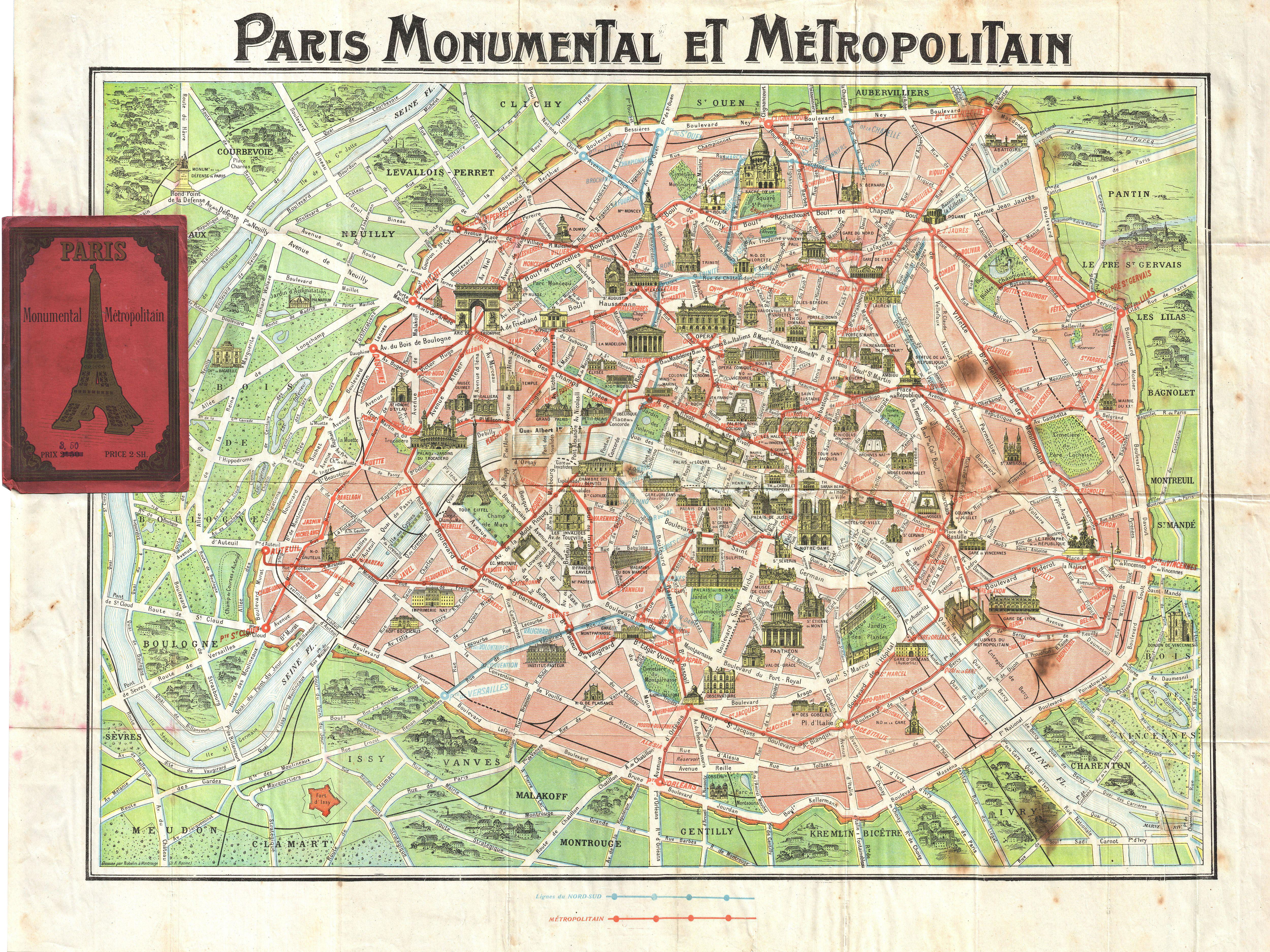
1920 (Robelin)
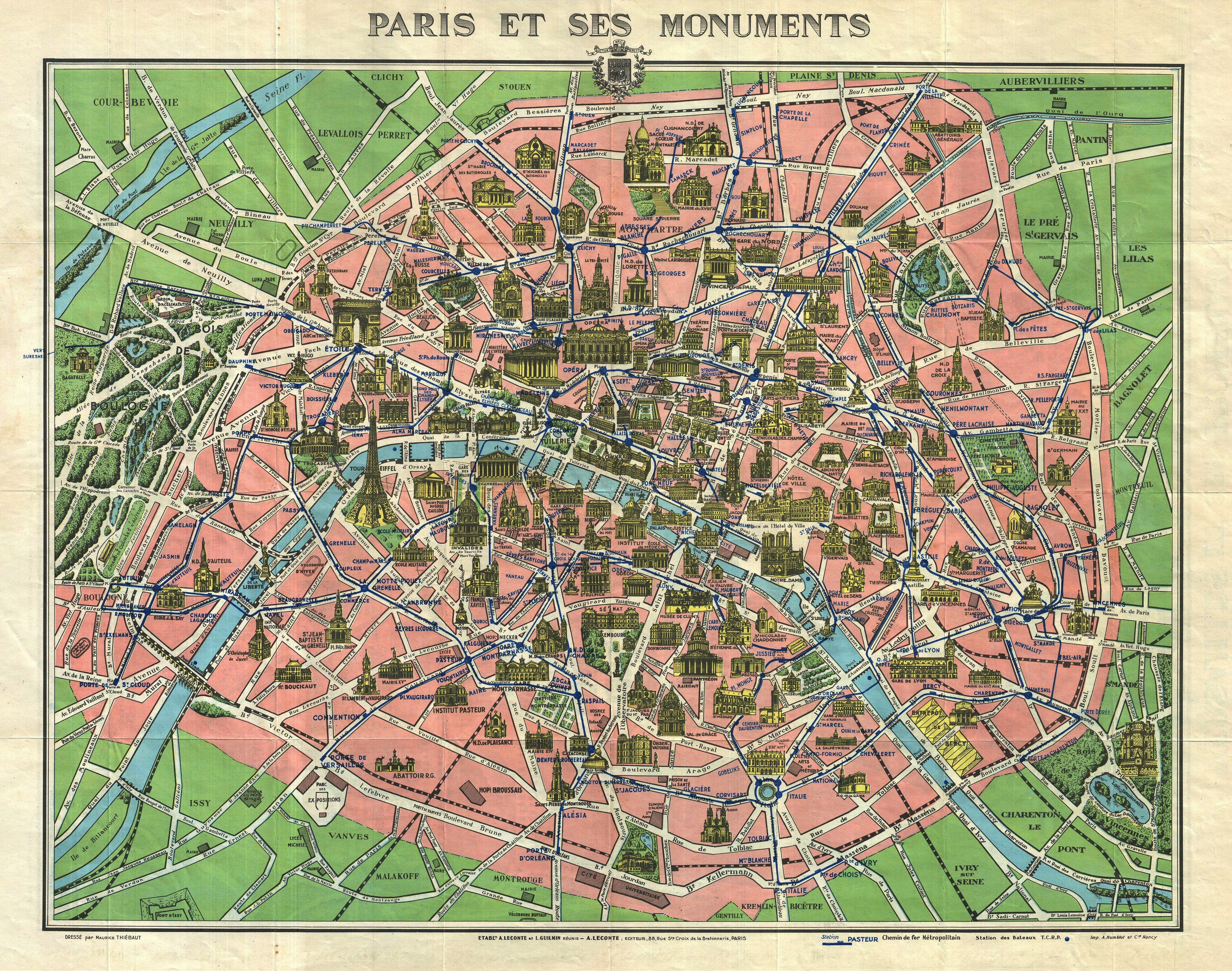
ca. 1925 (Leconte)
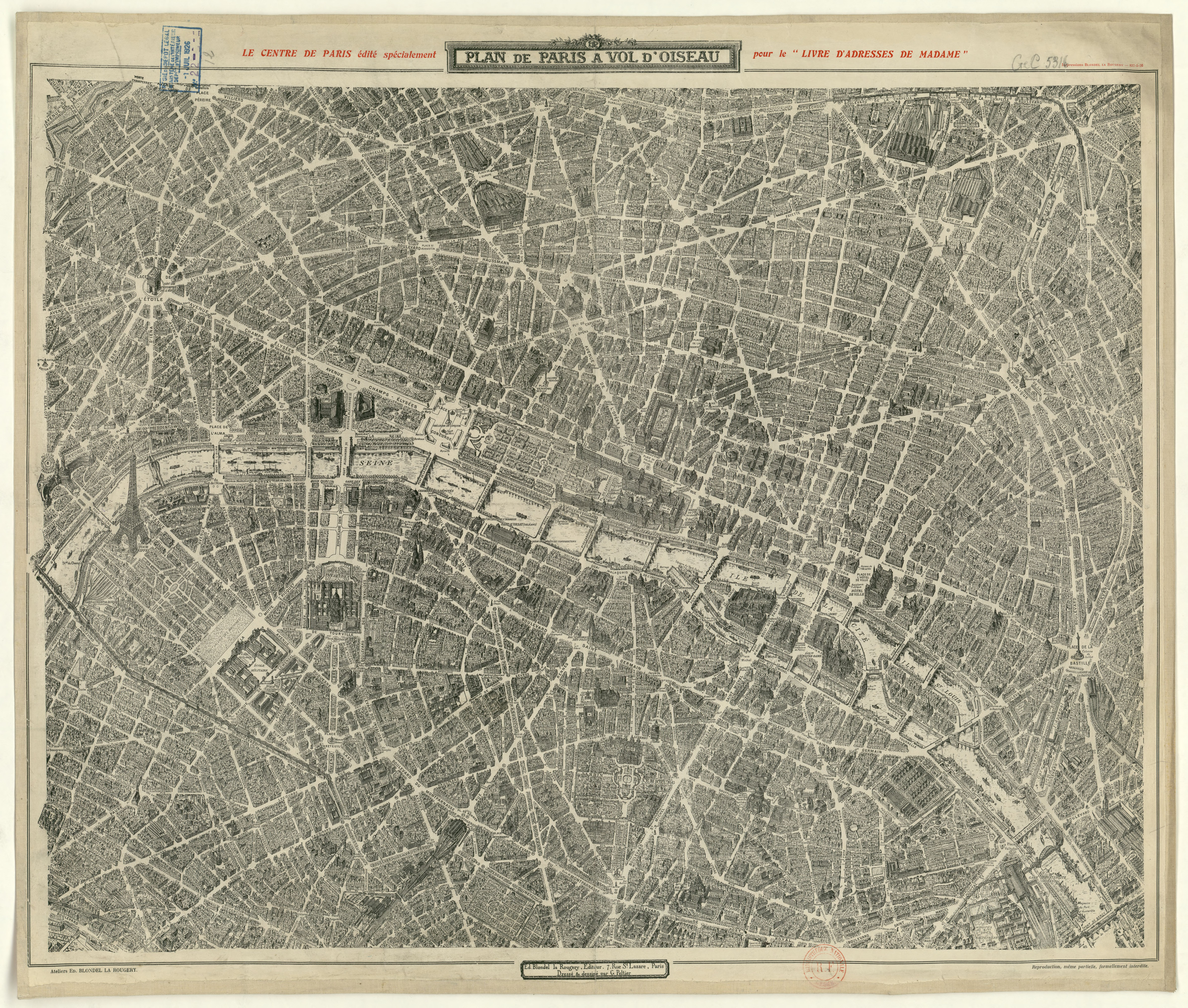
Plan de Paris à vol d'oiseau, dressé par G. Peltier, 1926
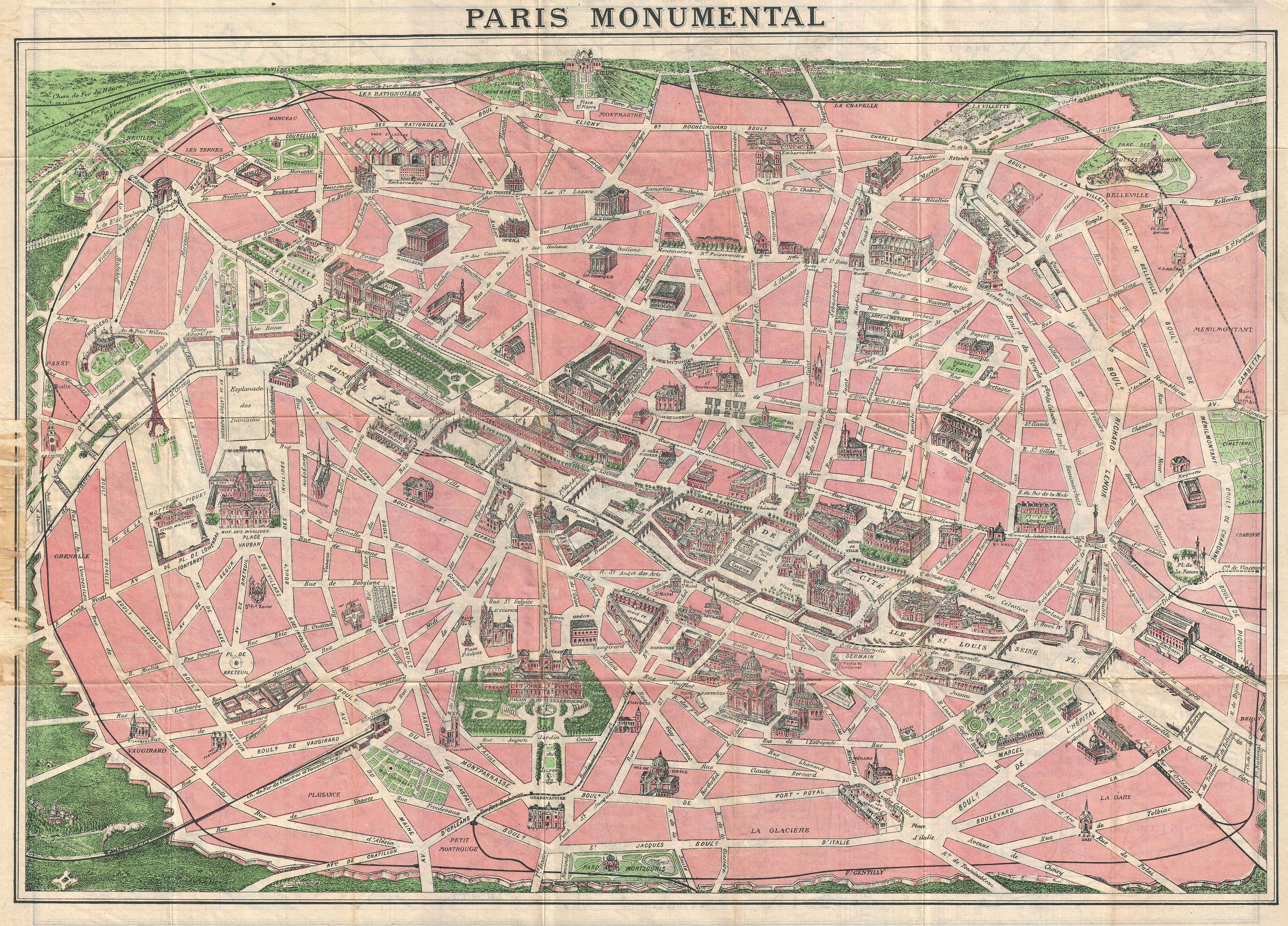
1926 (Leconte)
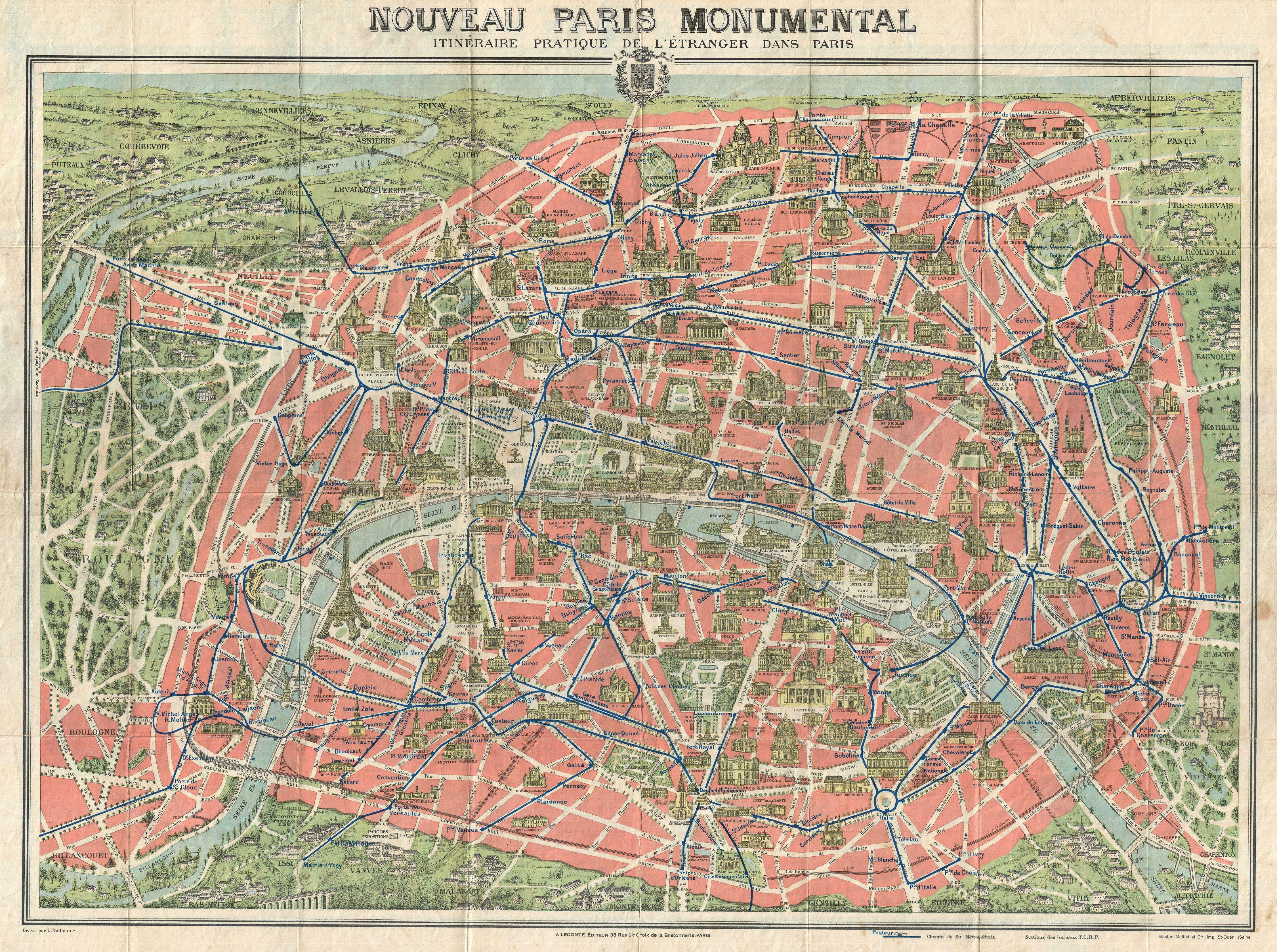
1928 (Leconte)
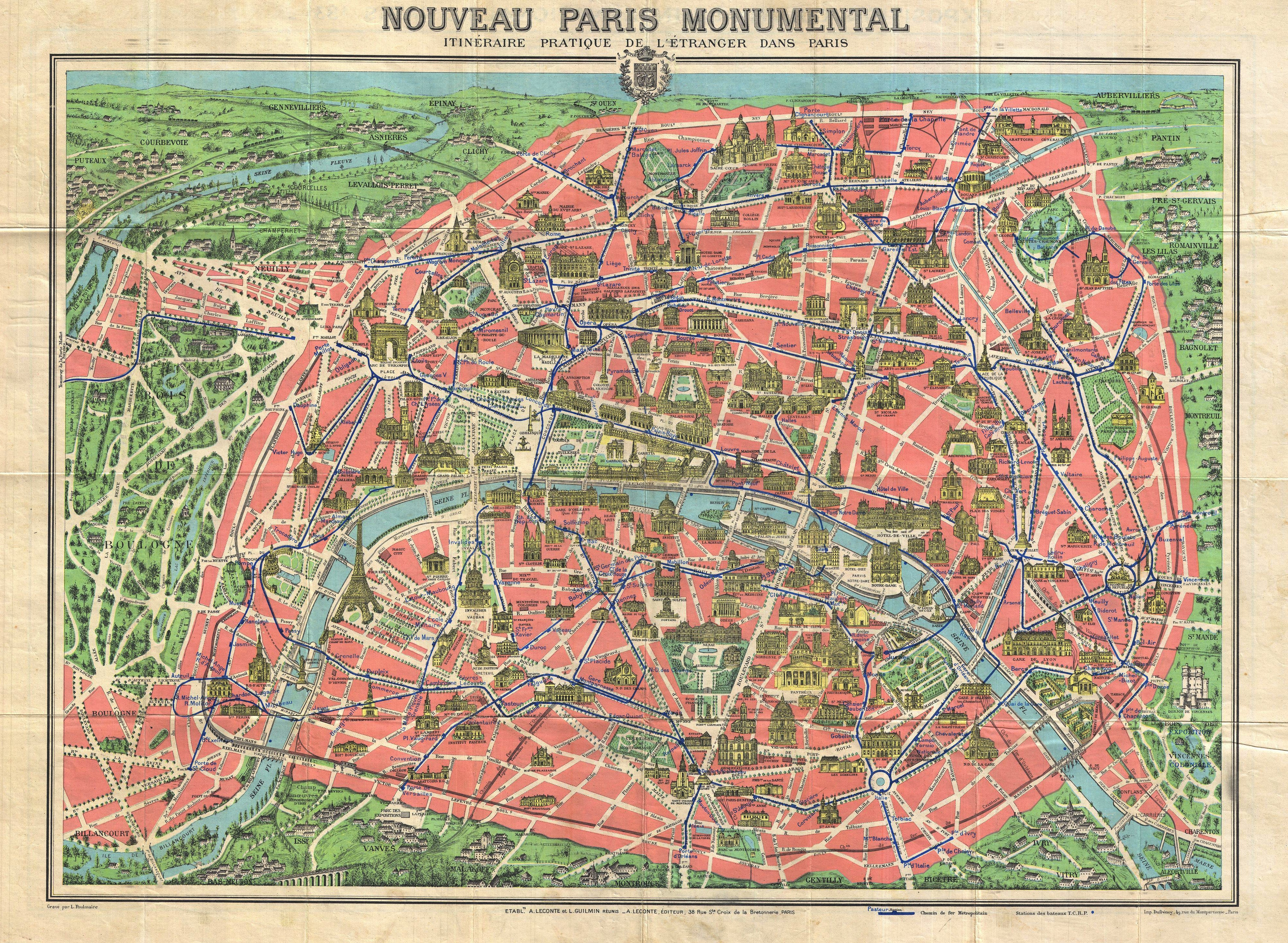
1931 (Leconte)
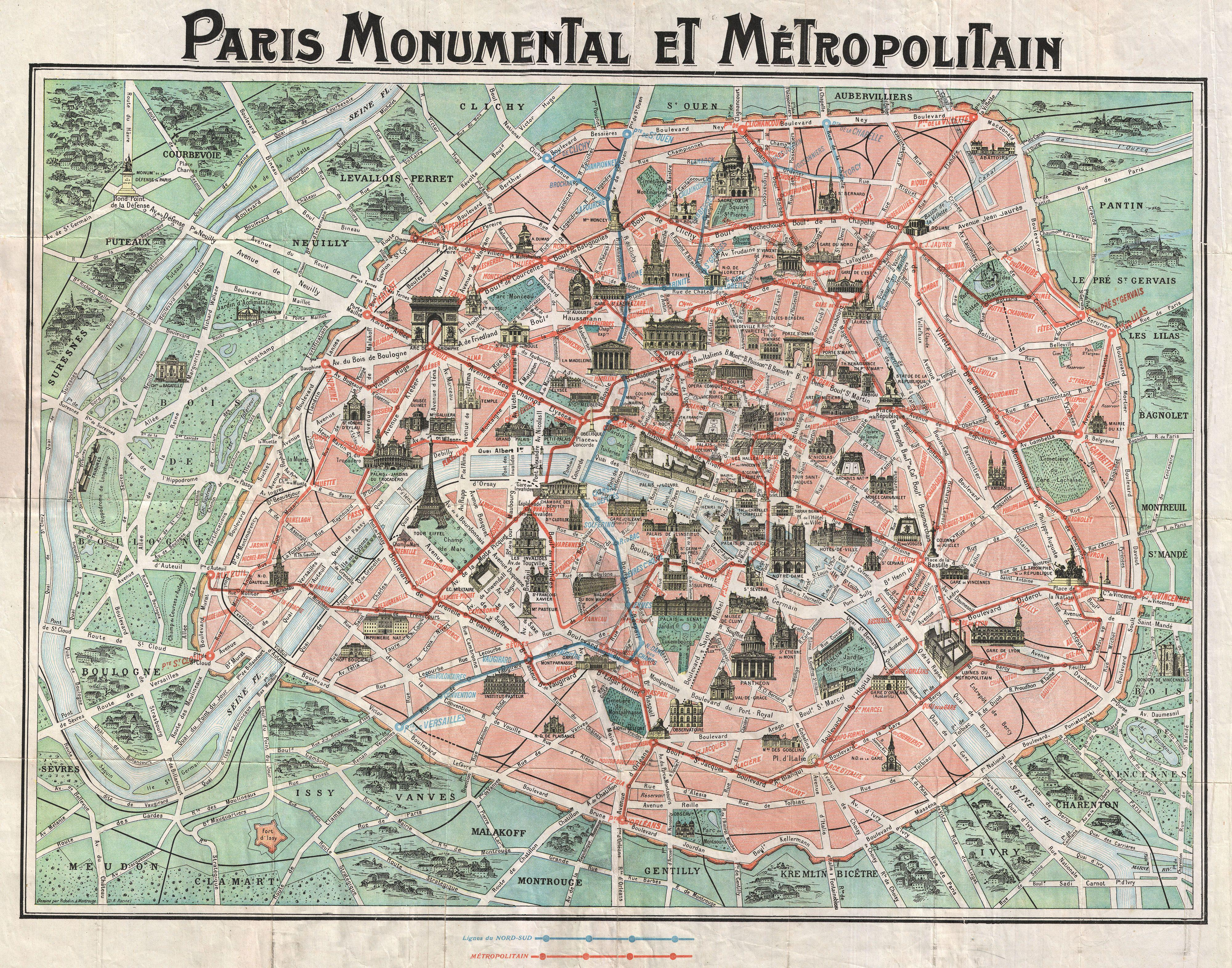
1932 (Robelin)
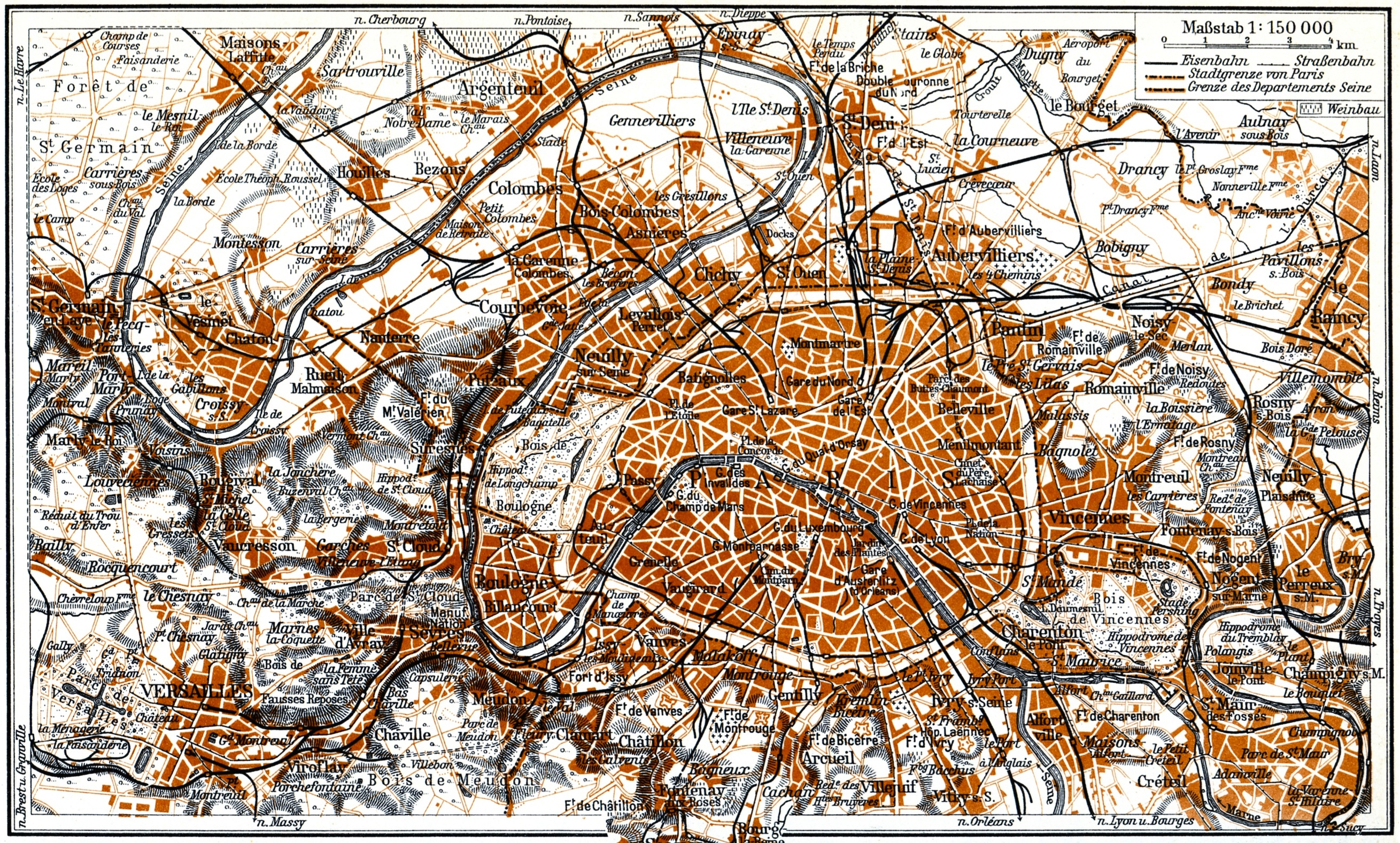
1937 (Brockhaus)

### Réseaux de transports parisiens

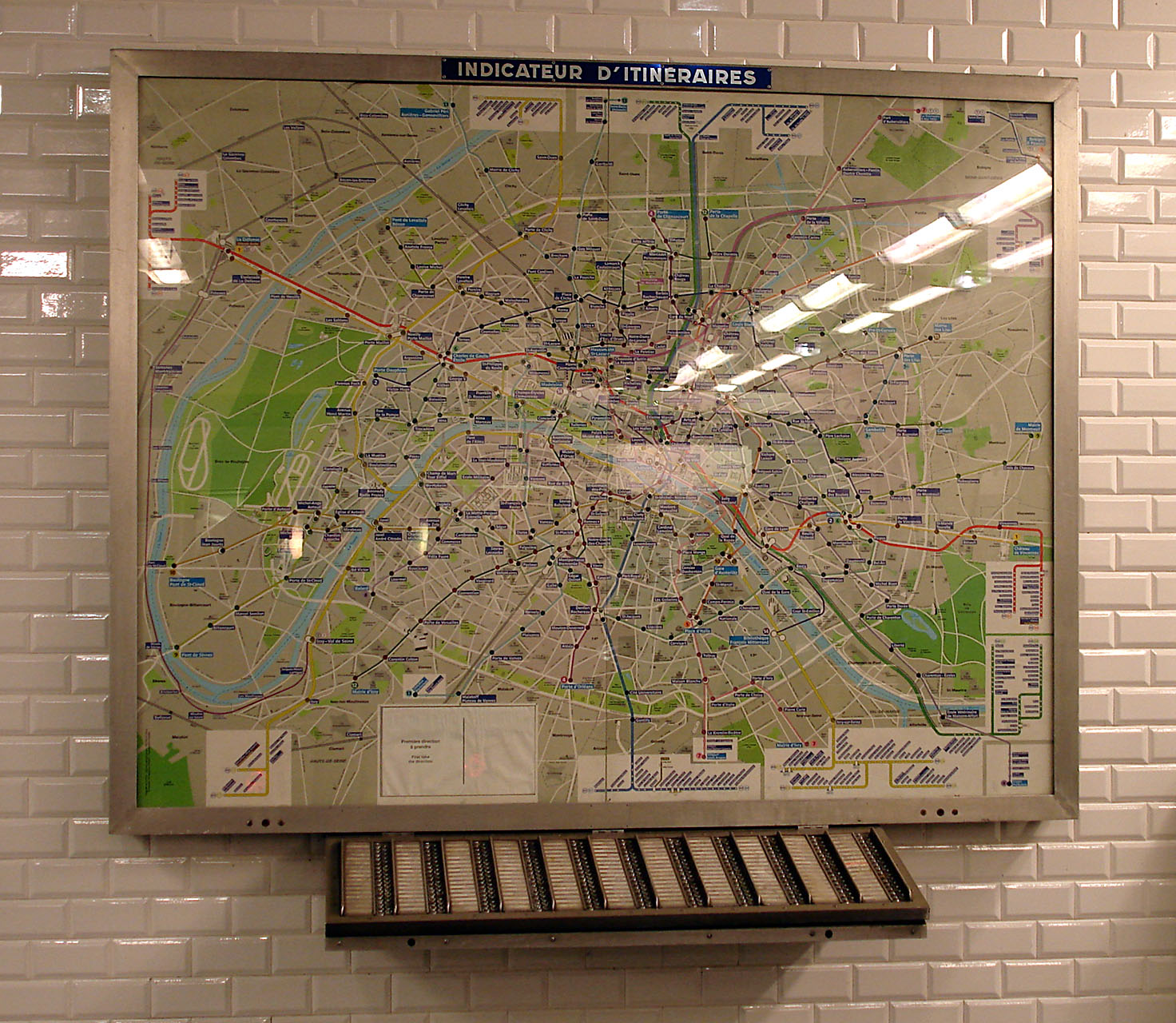
Plan du métro de Paris sur un PILI, station Pont de Levallois - Bécon.

- 1906 : Magasins de la Samaritaine. Plan de Paris. Métropolitain, tramways et omnibus
- 1906 : Chemin de fer électrique souterrain Nord-Sud. Lignes du Métropolitain. Plan de Paris Par Louis Wuhrer (1843-1925)
- 1925 : Plan de Paris Métropolitain en 1925 par L. Wuhrer
- 1925 : Carte-Campbell. Plan de Paris avec métro en 1925